# Monestir de Sant Cugat
El monestir de Sant Cugat és una antiga abadia benedictina a la localitat catalana de Sant Cugat del Vallès. El monestir, construït entre els segles ix i xiv, destaca pel seu claustre. Va ser el monestir més important de tot el comtat de Barcelona. L'edifici va ser declarat bé cultural d'interès nacional l'any 1931. Forma part del Museu de Sant Cugat.

## Història

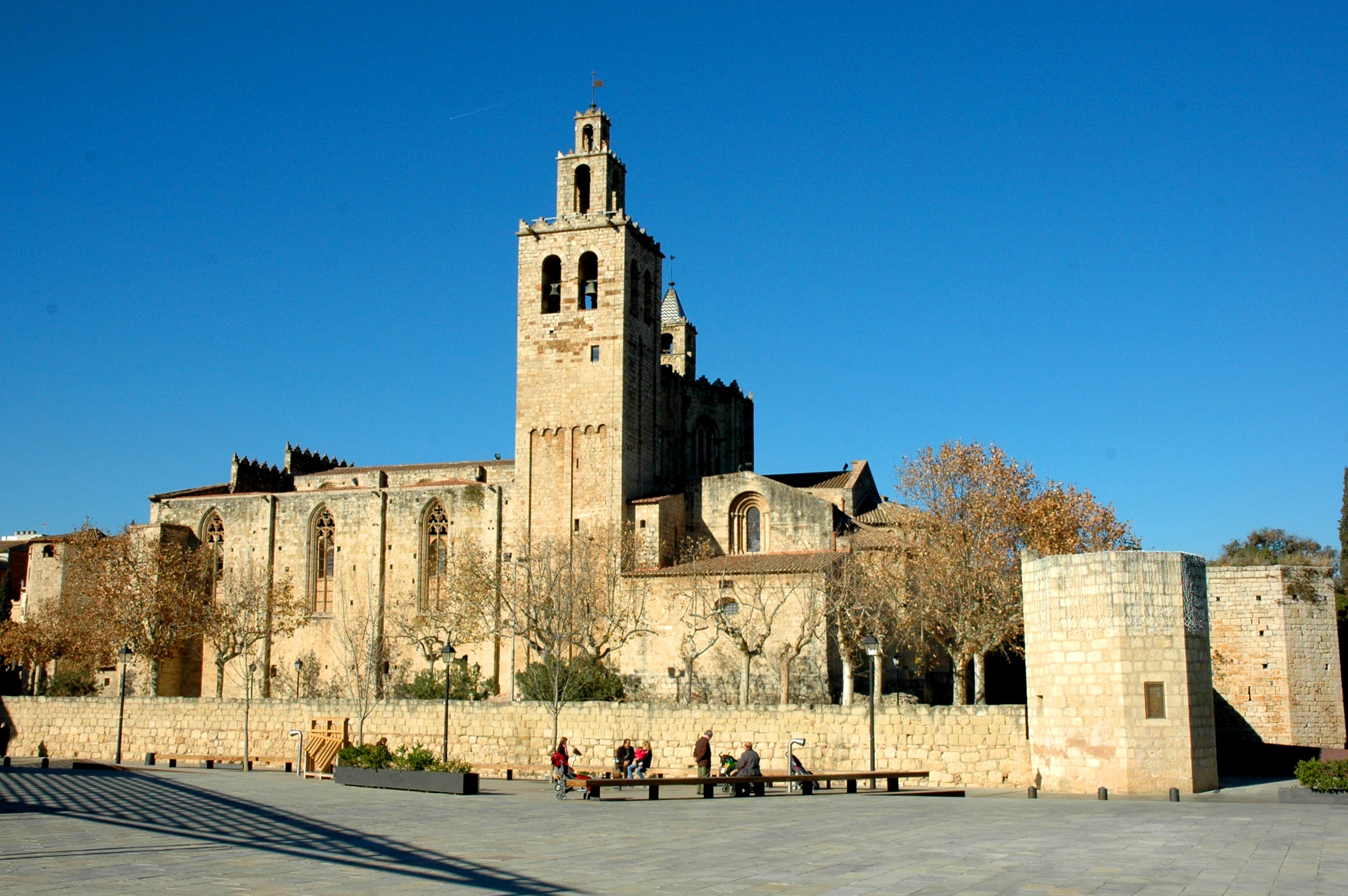
Vista general des de llevant

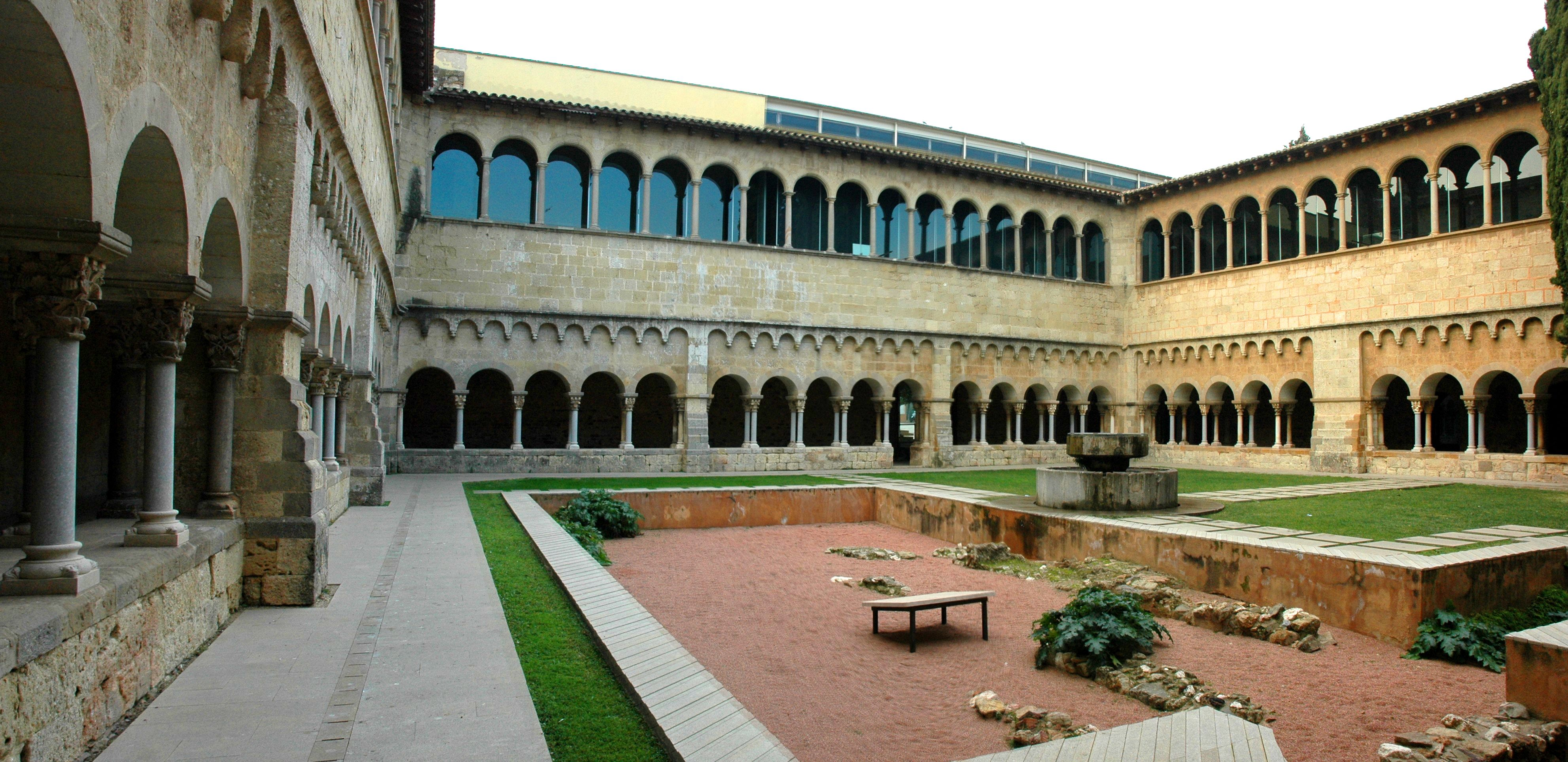
El claustre romànic des de l'angle sud-est

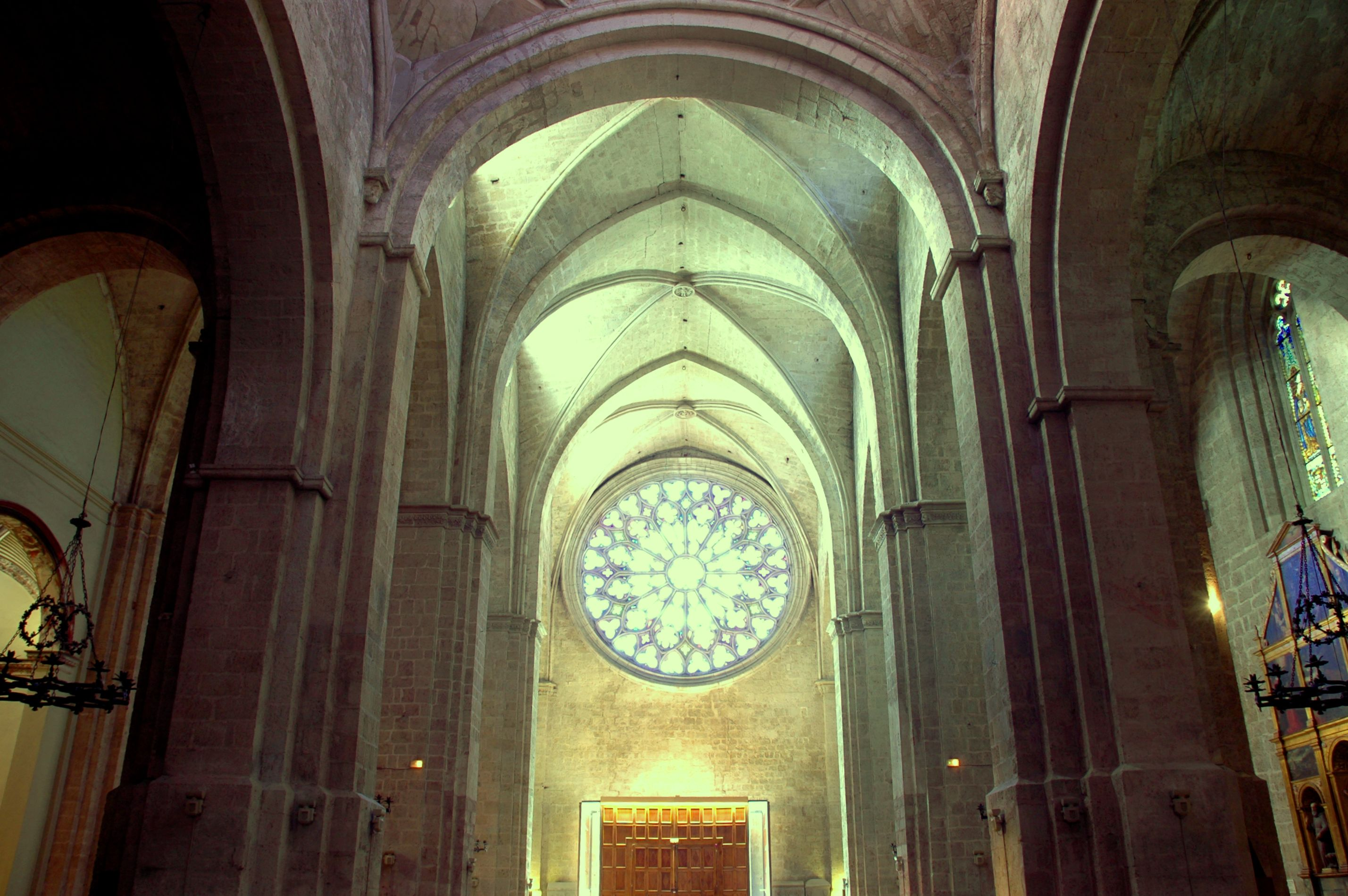
Interior, direcció migdia

### Fundació
Per les restes militars descobertes a l'interior del recinte, es pot afirmar que el lloc era una fortalesa romana que en l'època medieval es va anomenar Castrum Octavianum.
Els orígens del monestir es remunten al segle ix, quan es va decidir unir l'església que contenia les restes de Sant Cugat amb una fortificació annexa. La basílica paleocristiana, construïda el segle v per al culte de les relíquies del màrtir, era un petit recinte de planta quadrada al voltant de la qual hom creu que ja existia una comunitat de monjos, que el 717 va ser destruït pels sarraïns.

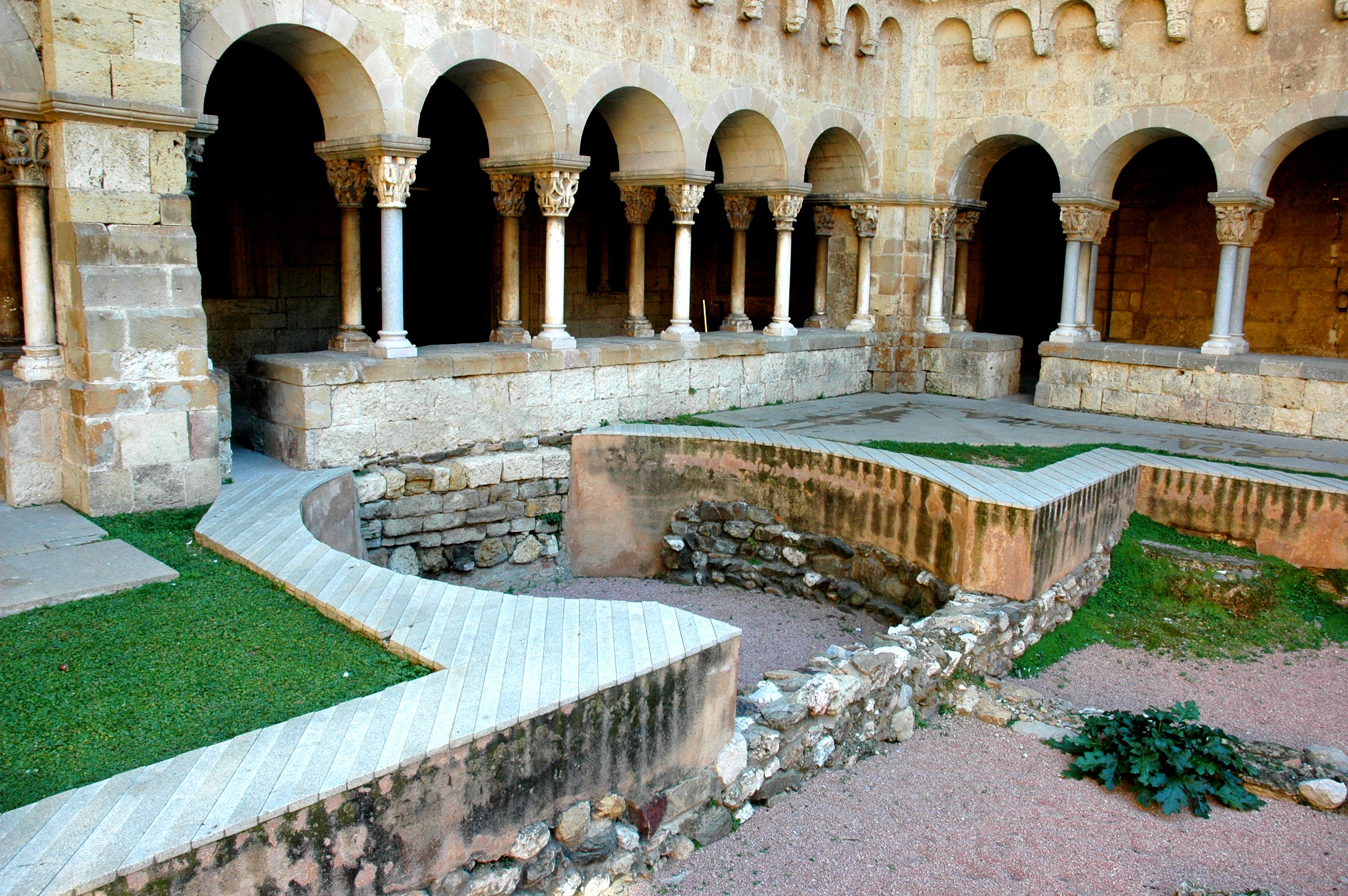
Restes de l'església visigòtica

És molt probable que els primers religiosos que s'hi establiren aprofitessin velles edificacions que hi restaven del castell Castrum Octavianum. Després de l'Edicte de Milà, es creu que hi edificaren una esglesiola perquè els cristians que hi acudien poguessin retre culte als màrtirs morts en el recinte. Recared, al III Concili de Toledo, ja reconeixia com a autèntica religió la catòlica. El bisbe de Barcelona va procurar que hi hagués religiosos instal·lats al Castrum Octavianum, per tenir cura del culte, i que cada vegada hi acudissin més feligresos o pelegrins. Al segle vii aquesta capella fou ampliada i potser ja s'hi va establir un petit monestir amb una minsa comunitat de monjos, però destruït totalment el 717 per la invasió islàmica.
L'inici de la comunitat de monjos s'atribueix a Carlemany, el rei dels francs, que amb les seves ràtzies des de l'altre costat dels Pirineus va fer recular els àrabs cap al sud i va conquerir el que era el Castrum Octavianum. Es creu que des de l'any 777, el metge benedictí Fulrado va ser el capellà major de Carlemany i el que va començar a organitzar la comunitat, fins que, l'any 785, el rei dels francs, devot de Sant Cugat, hi posà l'abat Deodat que amb dotze monjos de l'orde de Sant Benet fundà la comunitat. Els va dotar de diverses possessions i propietats, amb castells i esglésies, a més de confirmar les que ja posseïa el castell d'Octavià. Tanmateix, la comunitat benedictina no acabaria d'establir-se perquè els àrabs no paraven les seves incursions. L'any 852 és arrasat pels sarraïns, i el va reconstruir ràpidament l'abat Donadeu.
Tanmateix, les primeres notícies documentades de l'existència del monestir són de l'any 877, quan Carles el Calb en confirma els béns. Un any més tard, el seu successor Lluís el Tartamut disposa l'abadia sota el domini dels bisbes de Barcelona, tot apareixent-ne el nom del primer abat conegut, Ostofred.
Fins a l'any 973, quinze abats, més o menys rellevants, van dirigir la comunitat amb mandats de durada ben diferent i, fins i tot, amb temporades sense un prior per dirigir la comunitat.

### Creixement i esplendor

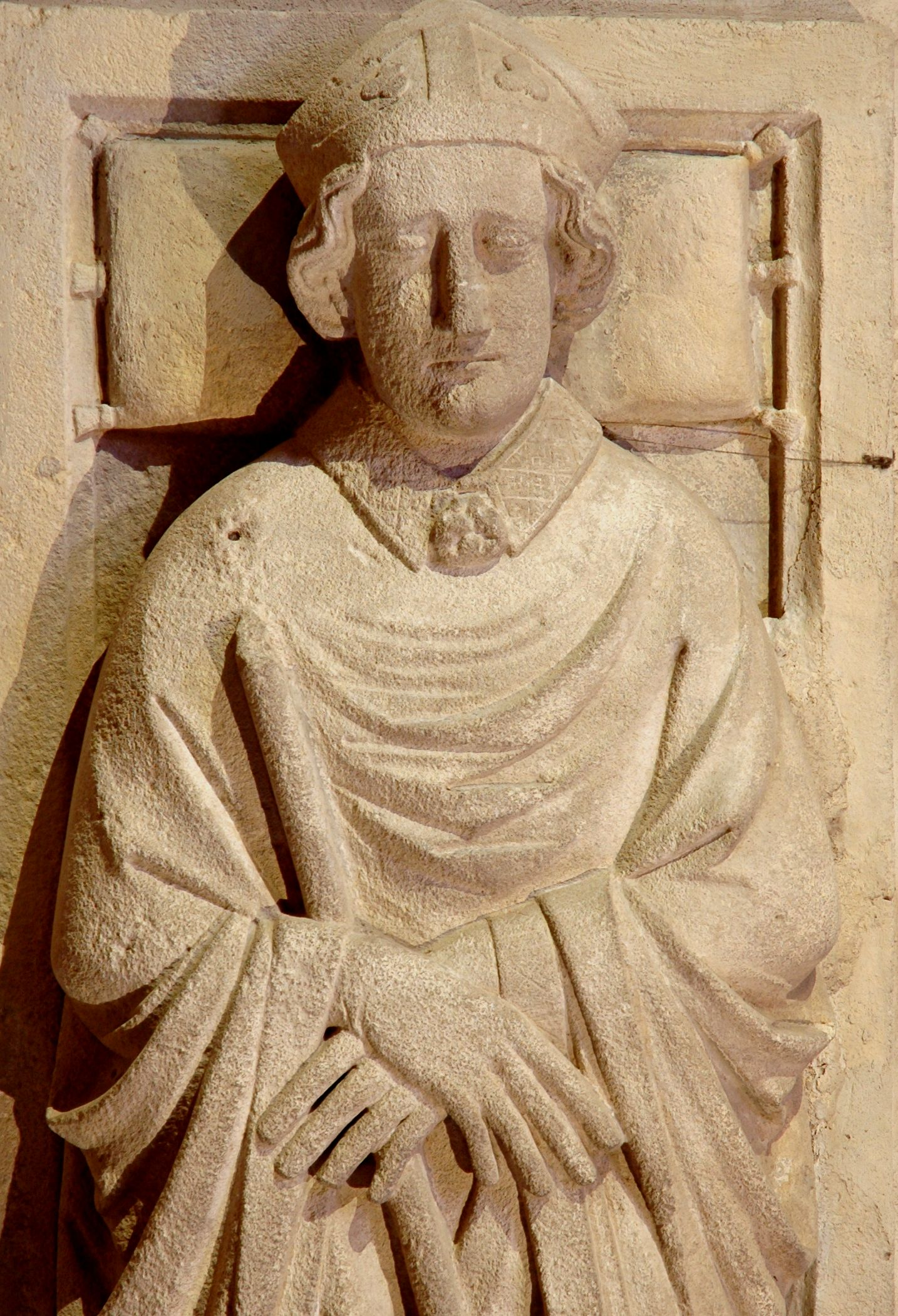
Làpida del monument funerari de l'abat Odó de principis del a la nau esquerra de l'església

En els inicis del segle x la importància del monestir comença a ser notable. Els abats de Sant Cugat prenien part en actes de rellevància i les possessions de la comunitat s'amplien arribant a tenir terres per la zona del Penedès i el Bages, restaurant i creant noves esglésies que resultaren transcendentals en la repoblació d'aquestes zones. L'any 985, l'atac de les tropes sarraïnes, capitanejades per Almansor, va afectar el monestir i fou la causa de la mort de l'abat Joan juntament amb dotze monjos, alguns refugiats a Barcelona i altres al cenobi, que fou destruït i el seu arxiu cremat. La desfeta va ser molt greu i afectà tota la zona, inclosa la ciutat de Barcelona. Passat el perill, el 986, l'abat Odó refeu el monestir i el patrimoni i obtingué una confirmació global dels seus béns del rei franc Lotari i sis anys més tard del papa Silvestre II.
L'abat Odó representa un dels moments més esplendorosos de la història del monestir, sent un dels principals artífexs del creixement temporal i espiritual de l'abadia, però també és un dels millors exponents de la tènue distància que separa els afers del món espiritual dels afers del món terrenal.
Odó fou, de fet, un representant típic de l'estament religiós de l'alta edat mitjana. Es comportava com un autèntic senyor feudal, religiós però alhora guerrer. Després de participar en la batalla d'Aqbat al-Bakr, va morir l'any 1010 en la batalla del riu Guadiaro, quan acompanyava les tropes comandades pel comte Ramon Borrell en una escomesa contra els musulmans. La seva tomba és a la nau esquerra de l'església i és prou visible per la seva decoració gòtica que l'envolta.

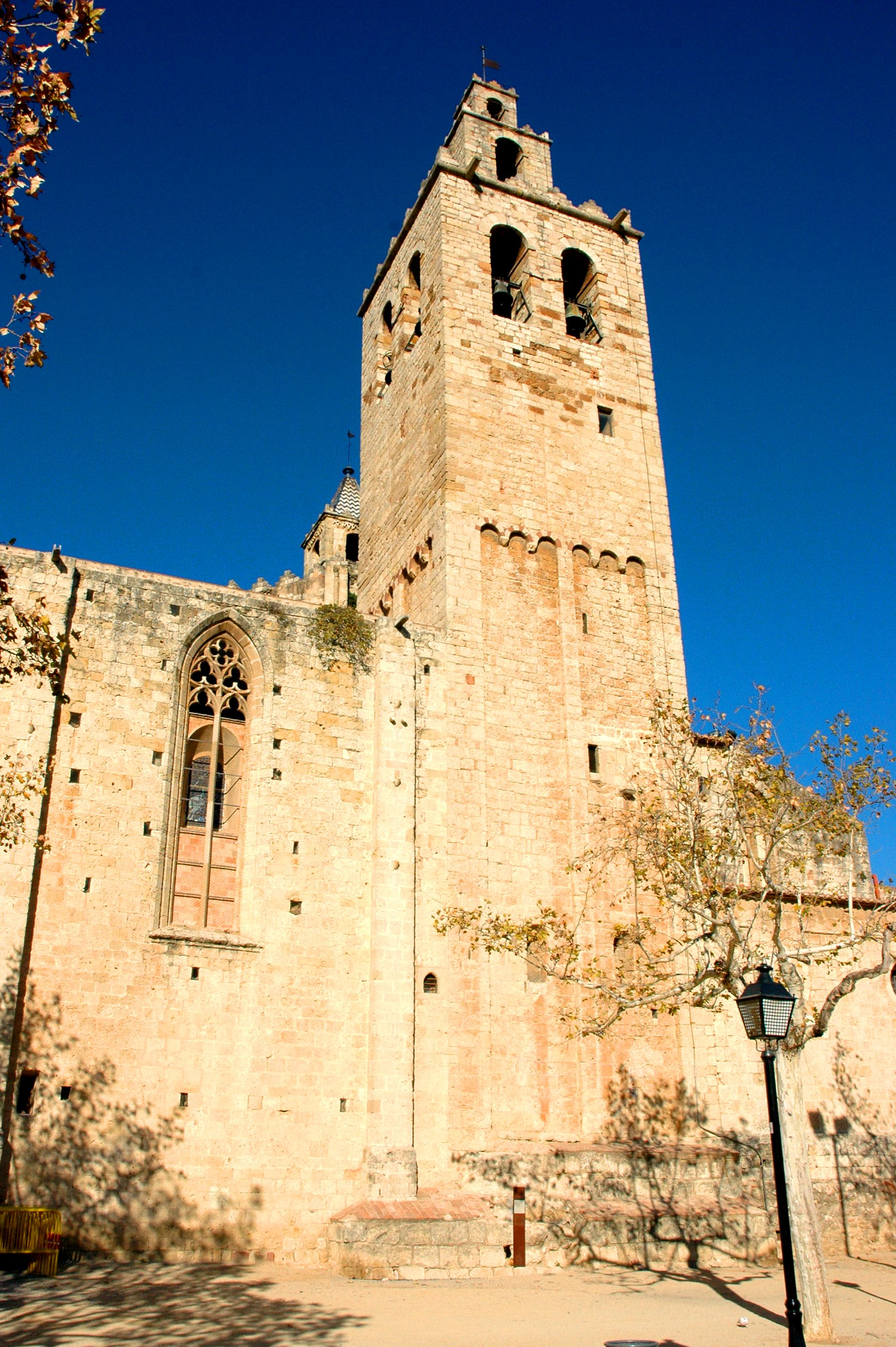
Campanar

A diferència d'Odó, l'abat Guitard (1010-1053), en el seu llarg abadiat, viurà els moments més difícils del monestir, a causa de la pressió i l'agressió de la noblesa feudal, la qual trobarà en el monestir un competidor per la terra de la frontera i per la renda agrària. El 1013, Guitard vengué diverses possessions per poder continuar la restauració del monestir i sembla que va aixecar un claustre anterior a l'actual del qual n'han quedat algunes restes enterrades al subsol. Vers el 1063 es treballà en la construcció d'una església de la qual només en resta la base del campanar.
Andreu Sendred, Guillem de Cervelló, Berenguer Folc, Ramon de Montcada són alguns dels noms dels abats que regiren la vida espiritual i temporal del monestir entre els segles xi i xiii. Tots ells foren fills de cabalers de llinatges de l'alta i mitjana noblesa que, apartats de la línia de successió i de les estratègies d'aliança, es lliuraven a la vida monàstica per les seves famílies. L'ingrés en l'orde monàstic de membres del seu llinatge forma part també de les estratègies de poder com les aliances matrimonials, en la mesura que els permet introduir elements de control dins de les grans abadies, amb què competeixen per la captació de la renda pagesa.
La prosperitat del cenobi es deu a la suma de factors d'ordre divers, però que tenen molt a veure amb l'elecció del seu emplaçament. Així, la fèrtil terra del Vallès, on hi ha el nucli central dels seus dominis, li proporcionarà una producció agrícola elevada que afavoreix les seves rendes en un context generalitzat de creixement. La proximitat amb Barcelona li atorgarà el favor de la cort comtal i episcopal. Finalment, la seva excel·lent posició estratègica el situaran en una posició immillorable per participar en l'expansió territorial del comtat de Barcelona els segles x a xii. El 1039, Ermessenda de Carcassona va escollir el monestir de Sant Cugat per celebrar-hi el matrimoni del seu net, el comte Ramon Berenguer I, amb Elisabet de Nimes, probablement filla del vescomte Raimon Bernat I de Nimes.
A la fi del segle xi, les disputes durant el coregnat dels comtes germans Ramon Berenguer II i Berenguer Ramon II va disposar que el monestir quedés sotmès al de Sant Ponç de Tomeres (Llenguadoc); això va crear discrepàncies entre els monjos de Sant Cugat. L'abat de Sant Ponç, Frotard, es va traslladar fins al monestir català i aquells monjos que estaven en desacord amb la seva gestió en foren expulsats. No obstant això, el bisbe de Barcelona va reclamar els seus drets sobre el monestir que va tornar a quedar sotmès a la diòcesi barcelonina.

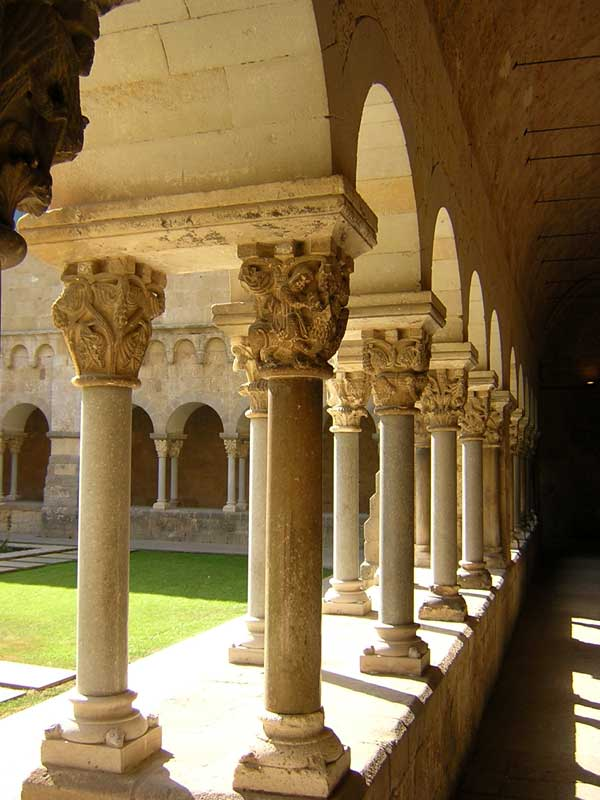
El claustre

Berenguer Folc (1091-1103), abat del monestir i bisbe de Barcelona, es va queixar al comte de Barcelona, Ramon Berenguer III, que no li semblava just que el monestir de Sant Llorenç del Munt, a prop de Terrassa, romangués lliure i independent, i que hauria d'estar subjecte al de Sant Cugat. Les raons que donava eren que, en primer lloc, la hisenda on era establert pertanyia als comtes predecessors que l'havien edificat. Que del de Sant Cugat sortiren els primers monjos que habitaren a Sant Llorenç. Que de Sant Cugat fou també l'abat que implantà en aquella casa l'observança de la regla de sant Benet. Per tant, argumentava que el monestir de Sant Llorenç devia els seus orígens i progressos al de Sant Cugat i que era molt lògic i raonable que aquest estigués subjecte, com sempre ho havien desitjat els comtes, als seus fundadors.
Finalment, el comte va decretar el 1099 el següent: que torna, entrega, i subjecta per sempre el monestir de Sant Llorenç del Munt, a prop de Terrassa, al de Sant Cugat del Vallès; de forma que els abats d'aquest últim puguin disposar amb tota llibertat d'aquella casa i hisenda.

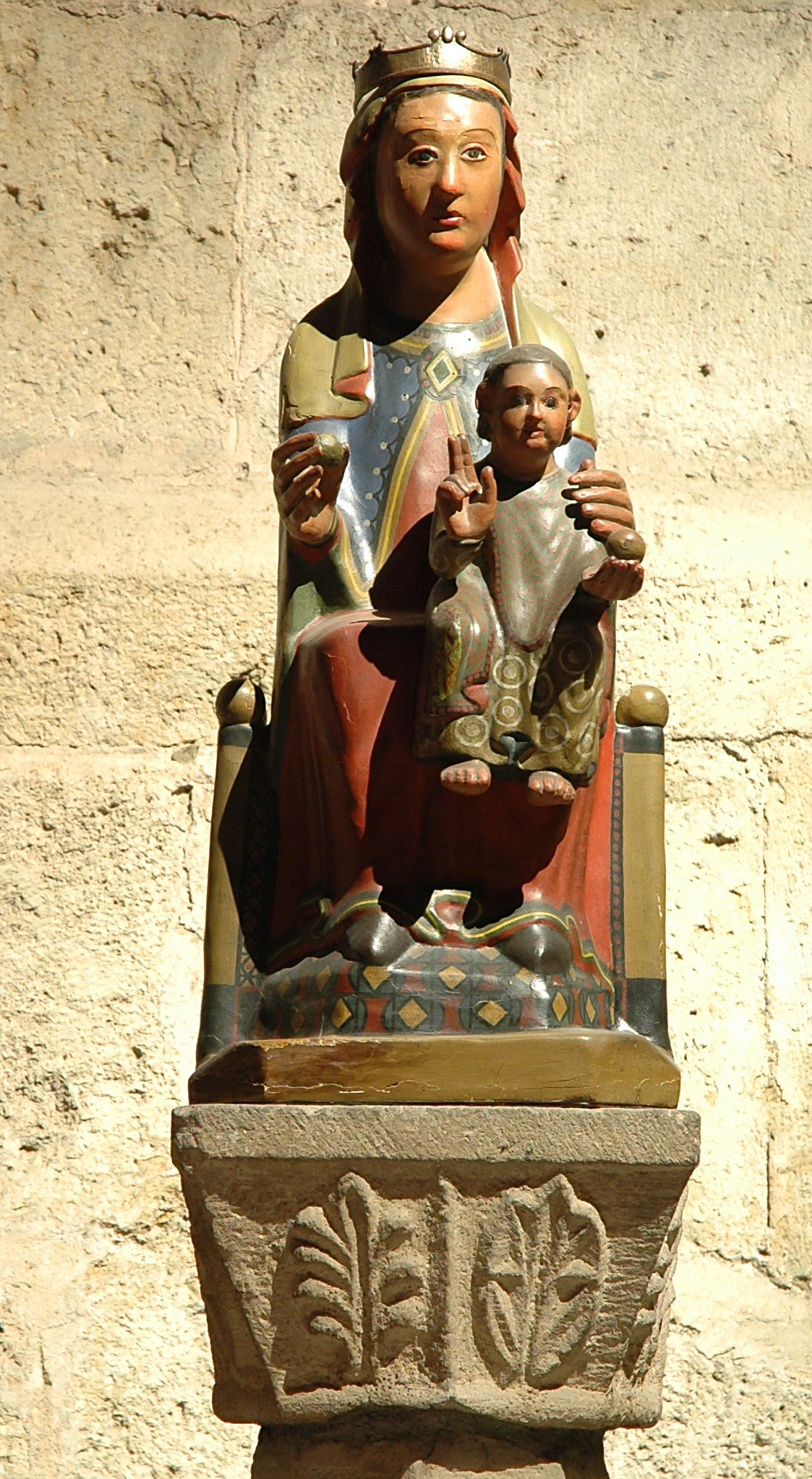
Imatge romànica de la Mare de Déu del Bosc, provinent de l'antiga ermita de Sant Adjutori, molt venerada durant segles a tota la comarca

Durant l'abadiat de Roland Oliver (1109-1131), un home molt inquiet i amb un llarg trajecte en la conducció del cenobi, el patrimoni del monestir es va incrementar considerablement. Després de l'última invasió àrab el monestir en va sortir molt mal parat; també van destruir l'església de Sant Cebrià d'Aiguallonga, tal com es denominava antigament Valldoreix. L'abat, que tenia molt bona relació amb el bisbe de Barcelona, sant Oleguer, va fer donació de l'oratori de Sant Vicenç de Valldoreix, propietat del Monestir, perquè hi fessin el trasllat de l'altar de sant Cebrià i no es perdés així el culte d'aquella parròquia. Com que el culte al monestir de Sant Pau del Camp de Barcelona havia decaigut molt i també les seves rendes, els prohoms de Barcelona a qui l'havien encomanat els seus fundadors Gibert i Roland per consell de Sant Oleguer, el 1127 van posar el monestir sota la custòdia i vigilància de l'abat Roland per regir-lo en orde monàstic.
Durant el mandat de l'abat Ermengol (1131-1145), el bisbe de Vic, Ramon Gaufred, va confirmar al monestir de Sant Cugat la possessió del de Santa Cecília de Montserrat, augmentant encara més la importància del cenobi. Això va permetre atendre amb més rendes la urgent reparació dels desperfectes soferts durant la darrera invasió musulmana.
A causa de la importància aconseguida pel Monestir, el comte de Barcelona, Ramon Berenguer IV, va celebrar corts al monestir l'any 1143, cosa que va ser repetida altres vegades pels successius monarques. També, el 17 de gener de l'any 1145, s'hi celebrà un concili amb la participació dels prelats Ramon Gaufred (bisbe de Vic), Berenguer Dalmau (bisbe de Girona) i Guillem de Torroja (bisbe de Barcelona), per tractar temes importants, tant per l'Església com per l'Estat, ja que els moros traspassaven la frontera amb massa freqüència.
El 28 de gener de 1145 estableix que a les terres ermes de la muntanya, a l'estil de Carta de Poblament, s'hi edifiquin un castell i masies amb els seus alous que serveixin de fortalesa contra les pròximes invasions arabesques. Tal com es desprèn, d'aquesta època podria molt ben ser el que després seria la Torre Negra.
Els dominis també s'ampliaren als monestirs de Sant Pere de Clarà i de Sant Salvador de Breda. Les possessions van créixer tant que obligà, a finals del segle xii, a repartir-les en quatre divisions destinades a millorar-ne l'administració: Vallès, Llobregat, Penedès i Palau (Santa Maria de Palautordera, al peu del Montseny). Així ho reflecteix una butlla del papa Urbà II que confirmava les possessions.
A mitjan segle xii es van iniciar les obres de construcció d'un nou monestir. D'aquesta època serien les galeries baixes del claustre conservat i la part romànica de l'església. Al llarg del segle xiii es va anar ampliant l'església en una obra que es va perllongar en el temps i, per tant, ja amb el nou estil gòtic, ja que l'obra fa trigar fins a l'any 1337.
A l'Arxiu de la Corona d'Aragó, juntament amb el fons de la biblioteca i arxiu del monestir, es conserva un manuscrit que va ser escrit entre el 1221 i el 1223 per Pere Ferrer, per encàrrec de l'abat Ramon de Banyeres (1220-1225): Consuetudines Monasterii Sancti Cucuphatis (Costumari del monestir de Sant Cugat). Té 191 folis i se n'han perdut alguns. Està escrit en llatí, però amb moltes paraules catalanes, moltes de les quals apareixen llatinitzades. Això es deu al fet que en tractar-se d'un text que descriu els costums del monestir tracta molts aspectes de la vida quotidiana, alguns dels quals no tenien un vocabulari d'ús en llatí, sinó en català. És un document escrit amb la intenció de preservar els antics costums i usatges del monestir de la relaxació de la disciplina monàstica, en un moment en què el concili del Laterà IV del 1215 havia promulgat la Reforma Benedictina en els monestirs que portaria a la formació de la Congregació Claustral Tarraconense.

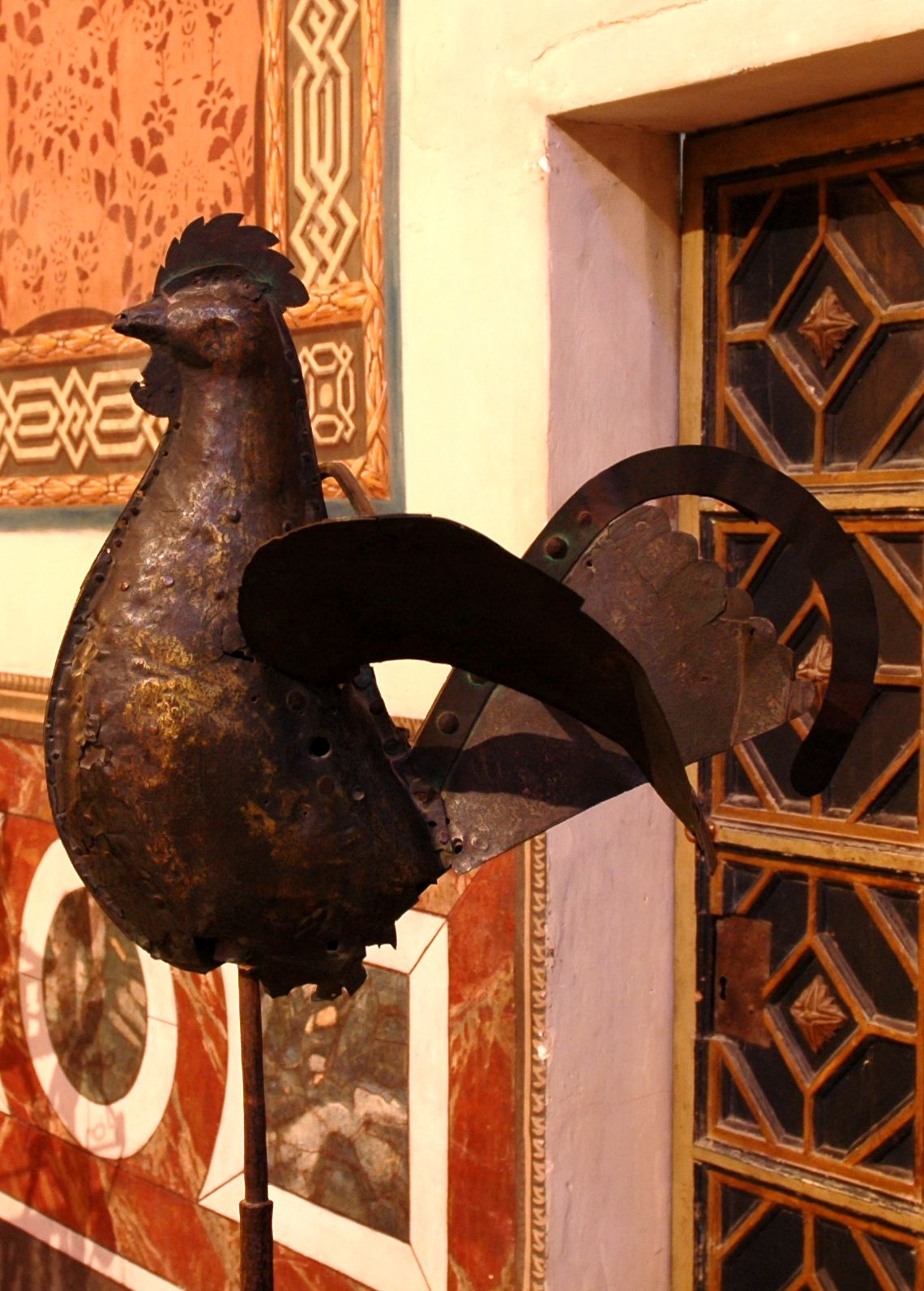
Gall procedent de l'antic penell del monestir, el qual, segons la tradició, va cantar en el moment de l'assassinat de l'abat Arnau Ramon de Biure per Berenguer de Saltells la nit de Nadal de 1350.

Pere Ferrer era monjo del monestir com a mínim des de principis del segle xiii i morí el 1231, tal com indica la seva làpida sepulcral que estava originàriament col·locada en un mur exterior de l'església. En l'actualitat Òmnium de Sant Cugat i l'Ajuntament de Sant Cugat convoca el Premi Pere Ferrer de narrativa històrica breu en el seu honor.
En època de Jaume I continuaren vigents les tradicionals bones relacions del monestir amb la casa comtal mitjançant alguns privilegis i enfranquiments. La intenció era la de convertir el monestir en un autèntic contrapoder al bisbe i la seu de Barcelona. Sota la protecció del rei, Sant Cugat va recuperar els beneficis de què havia gaudit en el passat. Durant el govern de Pere d'Amenys (1232-1255), aquesta estratègia es posà de manifest coincidint amb la disputa entre el bisbe de Barcelona, Berenguer II de Palou, i l'abat de Sant Cugat sobre la jurisdicció episcopal de l'abadia.
L'estreta relació que s'establí entre el rei i el cenobi va durar fins al 1243, durant el llarg litigi obert per la defensa dels drets del monestir davant les pretensions el bisbe de Barcelona. Així, sabem que el 1233 el rei Jaume I decideix eximir al monestir del pagament dels drets de justícia; el 20 de gener de 1234, l'abat fa donació al rei de la meitat de la senyoria d'Igualada i tres dies després el rei li correspon amb la ratificació de les donacions de béns efectuades pels seus antecessors, així com amb la confirmació de tots els béns i drets del monestir; el 6 d'abril del mateix any, Jaume I obsequia el monestir amb l'exempció del pagament de lleudes als ramats de l'abadia; el 27 d'octubre de 1241, el rei l'enfranqueix del pagament de mesuratge i usatge, així com la lleuda i peatge pel blat del monestir en tots els dominis reials; el 28 de desembre d'aquell any el rei recull totes les possessions i béns pertanyents al monestir sota la seva protecció, custòdia i guiatge; el 8 d'agost de 1243, el rei inclou els castells de Santa Oliva, Calers i Albinyana sota la seva custòdia i guiatge especials.
Finalment, l'any 1247, el tribunal eclesiàstic nomenat pel papa Gregori IX i presidit pel bisbe de Tarragona Pere d'Albalat, pronuncià una sentència en què donava la raó al bisbe. Tot i que es va recórrer, el 1251 es posava fi a la qüestió.
A les darreries del segle xii i principis del xiii, Sant Cugat del Vallès presenta un fort despertar musical qua ja havia començat al llindar de l'any mil. Hi ha la personalitat del monjo Pere Ferrer, autor d'himnes, trops i seqüències, moltes de les quals, malauradament, s'han perdut.

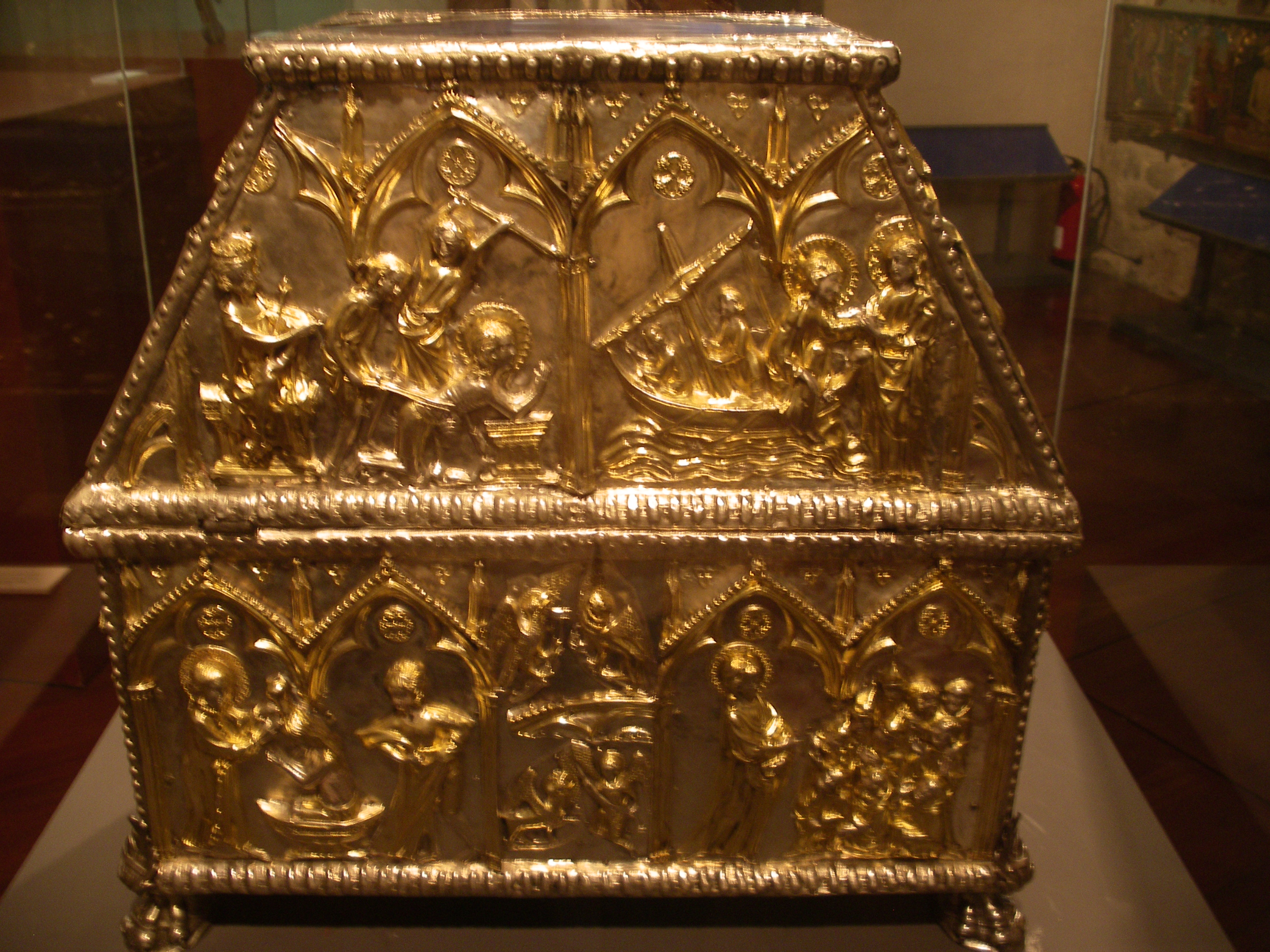
Arqueta de Sant Cugat (segle xiv), on n'hi havia les restes (Museu Diocesà de Barcelona)
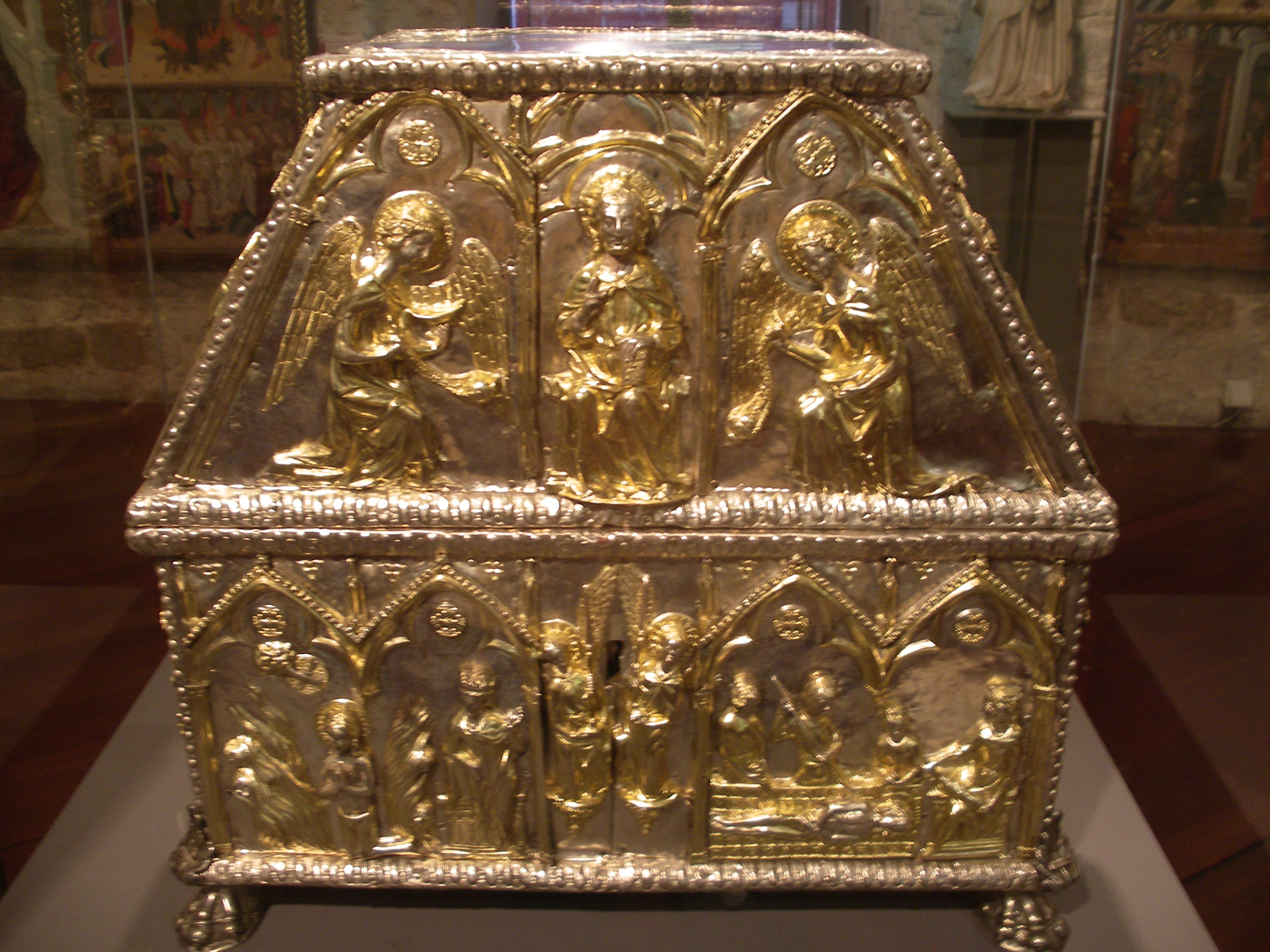
Arqueta de Sant Cugat (segle xiv), per l'altra cantó

L'any 1350 es van iniciar les obres de fortificació del monestir. El rei Pere III va ampliar aquesta fortificació afegint algunes torres de guàrdia. Per millorar l'abastament del monestir amb aigua al segle xiv també es va construir un aqüeducte, del qual avui encara es preserva el pont de Can Vernet.

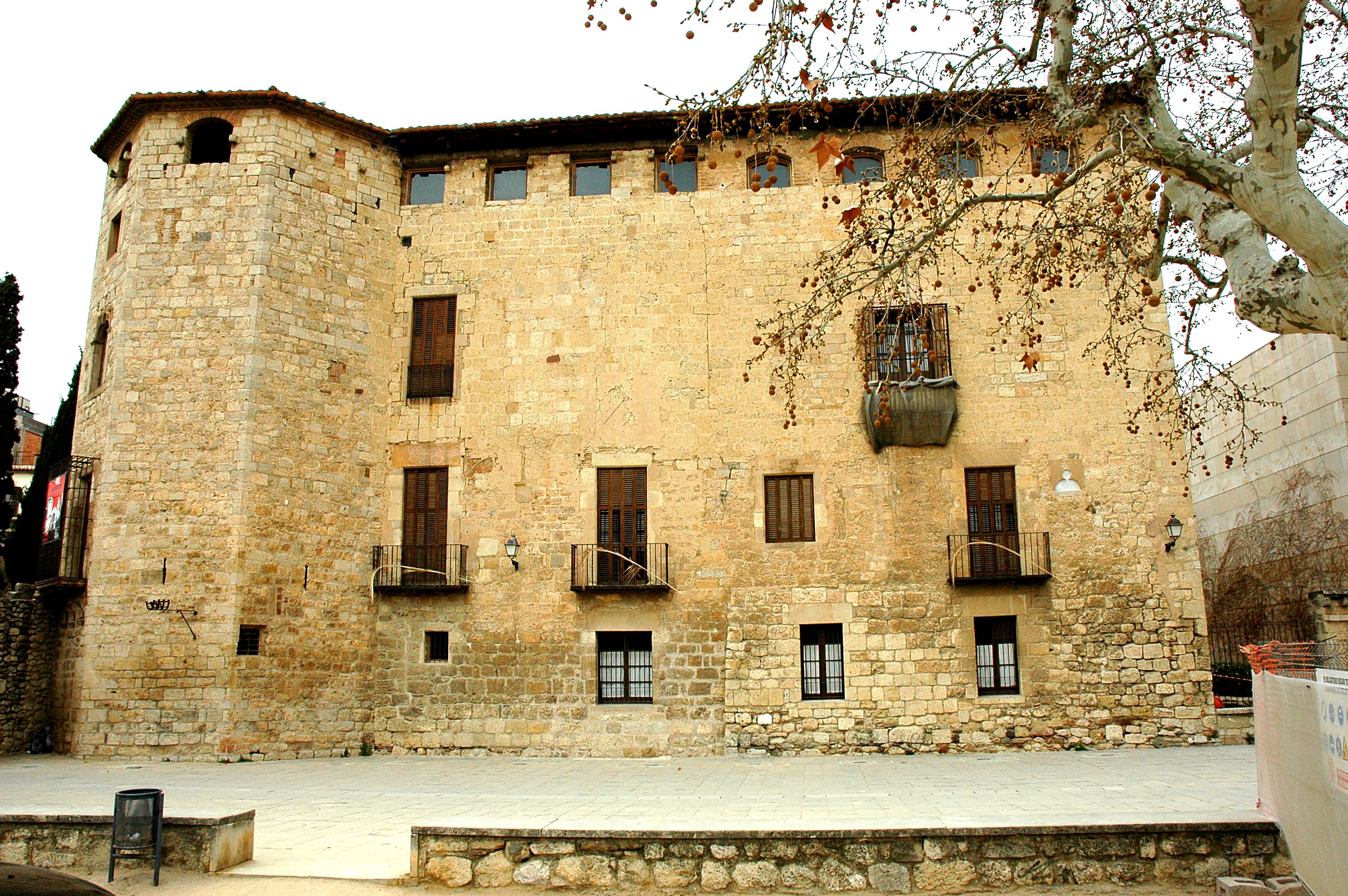
Palau abacial

La nit de Nadal de 1350, l'abat Arnau Ramon de Biure fou assassinat al peu de l'altar per raó d'un testament a favor de l'abadia. L'assassí fou Berenguer de Saltells, un lladre que era fill d'un ric propietari de Cerdanyola. Diu la tradició, que en aquell moment un gall es va posar cantar. A l'interior es conserva un gall provinent de l'antic penell del cenobi. Durant l'abadiat del seu successor, Pere Bosquets (1351-1385), es construí el recinte emmurallat per la protecció del monestir i per ordre de Pere el Cerimoniós. També procedí a l'edificació del palau abacial.
Mentre l'expansió territorial del monestir continuava i els edificis s'engrandien, al seu redós es va anar formant una petita població que en molts documents surt anomenada com lloc d'Octavià. Estava composta pels pagesos que conreaven les terres properes de l'abadia que s'organitzaren entre l'anomenada Era dels monjos (avui plaça Octavià) i la plaça Major (avui plaça de Pere San), on s'edificà la primitiva església de Sant Pere.
Aquesta comunitat era regida per un batlle elegit i imposat per l'abat del monestir i a qui havia de retre comptes de la seva gestió. A més a més, el terme comptava amb nombroses masies algunes de les quals han perdurat com la Torre Negra, Can Bell o Can Trabal.

### Decadència

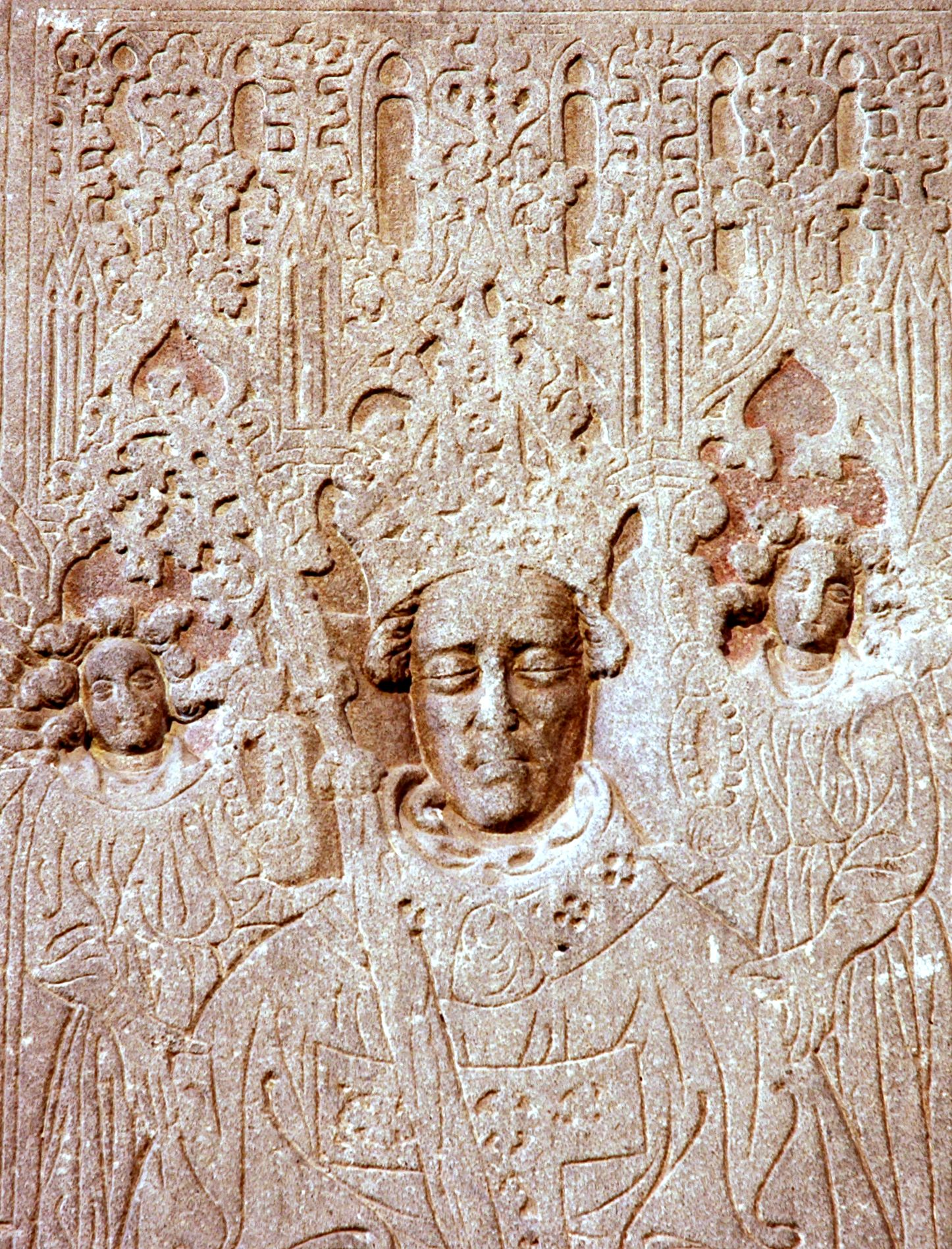
Làpida sepulcral de l'abat Estruch (1416-1419) provinent de la nau central i actualment exposat al mur de la nau esquerra de l'església

No obstant això, en aquest període es va iniciar el declivi de Sant Cugat, decadència que en aquests darrers anys de l'edat mitjana afectarà tants aspectes de la cultura catalana. A partir de l'abat Pere Bosquets (1385), els abats de Sant Cugat són nomenats pel papa o els reis i no per la comunitat com fins aleshores. Alguns d'ells ni tan sols visitaven el monestir. Encara que es van continuar executant algunes obres, Sant Cugat ja no tenia el poder d'antany.
De 1416 a 1419, l'abat Estruch, del qual es conserva la làpida sepulcral, fou el sisè elegit directament per Roma i participà en el concili de Basilea. Sota el seu mandat, el 21 de març de 1419 s'hi van celebrar les Corts Catalanes convocades pel rei Alfons el Magnànim, quasi tres anys més tard d'heretar la corona d'Aragó a la mort del seu pare Ferran d'Antequera el 2 d'abril de 1416. Era President de la Generalitat Andreu Bertran.

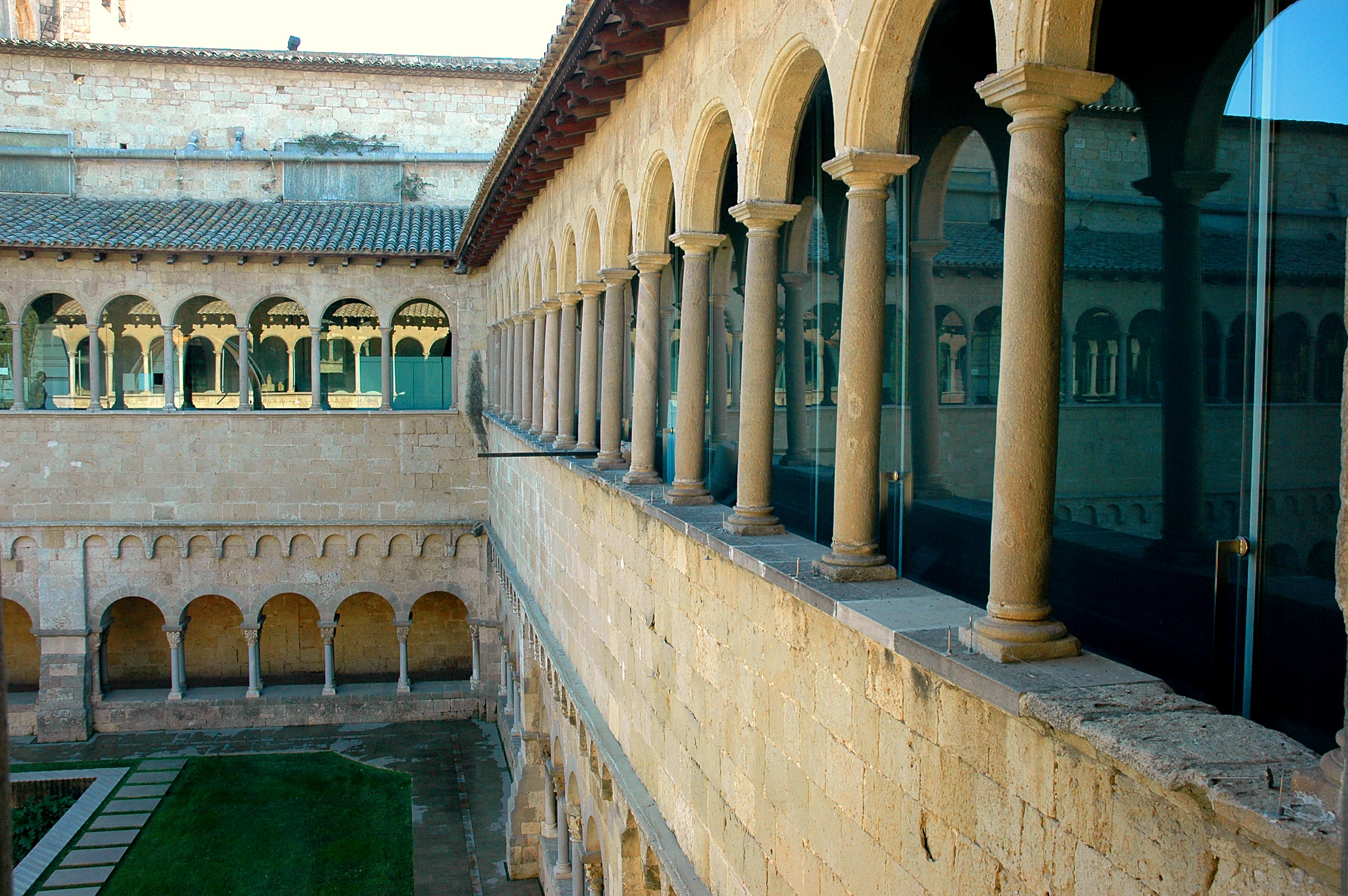
Galeries superiors del claustre del

El 1471 comença la llista d'abats comendataris, normalment cardenals. La unió de la Corona d'Aragó i la Corona de Castella provoca que Castella comenci la uniformització amb els seus patrons. Així, el monestir es veu subjecte al segle xvi a un deliberat procés de castellanització, contra el que els monjos lluitaran. D'aquest segle en són les galeries superiors del claustre, el pòrtic que el precedeix i les parts superiors del campanar.
El 29 de novembre de 1489 es va imprimir l'únic llibre al Monestir de Sant Cugat. L'obra escollida va ser una traducció del tractat de De Fide de Sant Isaac de Nínive escrita en siríac. El traductor va ser el monjo polifacètic Bernat Boïl.
A partir de 1561 els abats ja són nomenats pel rei que a més a més de no ser català no resideix a Catalunya. Durant la Guerra de Successió Espanyola, el monestir va ser ocupat per les tropes de l'arxiduc Carles, ocupació que hi va causar greus desperfectes. S'hi va dur a terme una restauració que va finalitzar el 1789, reformant el palau abacial, establint una nova sala capitular a l'ala del claustre oposada a l'església i tancant el presbiteri amb una balustrada de marbre que ha perdurat.
Molta informació de la història del monestir ha arribat a conèixer-se gràcies a l'obra escrita el 1790 pel monjo Benet de Moxó i de Francolí, per ordre de l'abat Josep Gregori de Montero i d'Alòs (1788-1818): Memorias históricas del Real Monasterio de San Cucufate del Vallés.

### Ruïna i regeneració
La comunitat de l'abadia, integrada per una cinquantena de monjos als segles xii i xiii, es redueix a una escassa vintena als inicis del segle xix. El 1835 els monjos van haver d'abandonar el monestir a causa de la llei de desamortització que obligava als ordes religiosos abandonar les seves pertinences. El seu tresor documental i artístic es va perdre en gran part, però el temple, ara convertit en parròquia, es va salvar així com el claustre i altres dependències de l'antic monestir. Sant Cugat va quedar abandonat fins al 1851, any en el qual la Comissió de Monuments Històrics va decidir restaurar-lo.

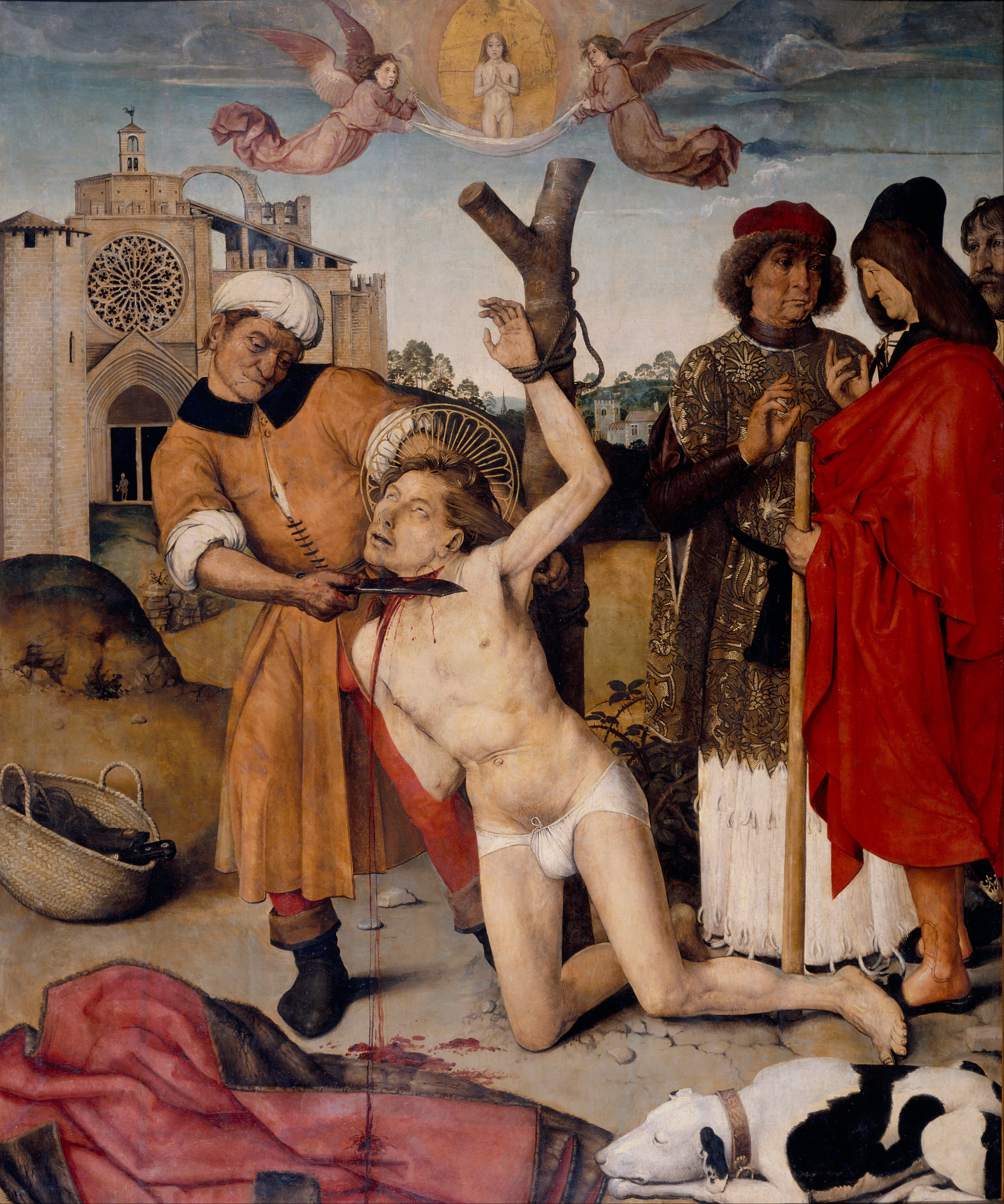
Aine Bru, Degollació de Sant Cugat (1504-1507). Tremp i oli sobre taula, 164,5 × 135,5 cm. Procedent de l'antic retaule major del monestir de Sant Cugat. Es troba al Museu Nacional d'Art de Catalunya, Barcelona. Aquest quadre és molt rellevant per veure l'estat del monestir a principis del

Des de l'any 1844 fins al 1931, el claustre va esdevenir escola pública del municipi malgrat que no reunia les condicions necessàries. L'espai també servirà en altres ocasions com a caserna de la policia local i com a seu de l'ajuntament.
A més, diferents elements constructius, provinents principalment de la casa dels monjos, foren aprofitats per noves construccions. Part de la riquesa artística es repartí per museus i institucions diverses o entre els mateixos vilatans. Les contínues reparacions que eren menester des de la crema del monestir al segle xix, ocasionà la necessitat de vendre moltes de les seves propietats i valuoses obres d'art, com la preciosa taula del degollament de Sant Cugat d'Aine Bru (de principis del segle xvi), que fou venuda per 900 florins al Museu d'art Decoratiu i Arqueològic de Barcelona, i moltes altres peces valuoses que es vengueren amb la mateixa finalitat, a part de les que foren espoliades.

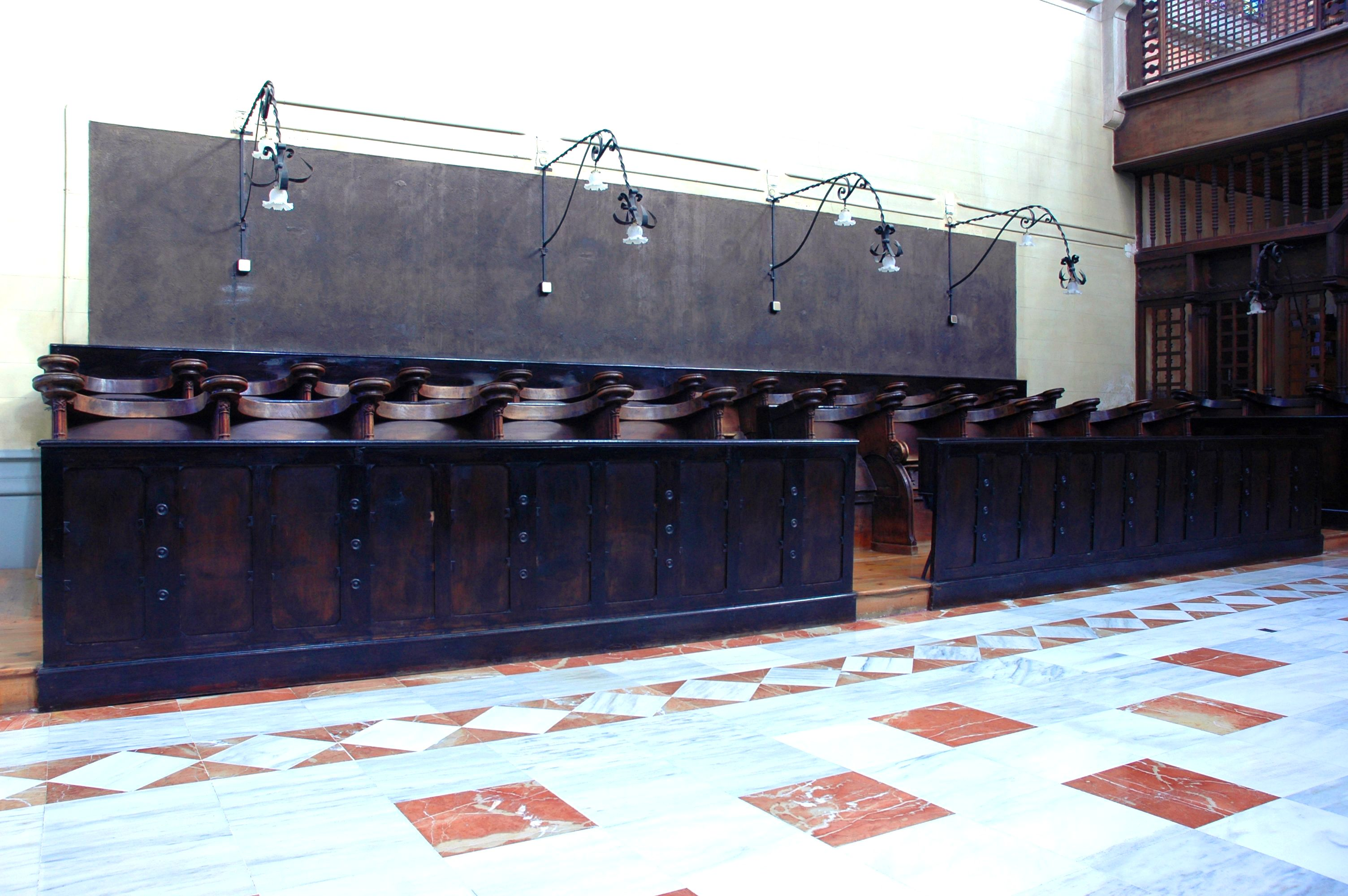
Cadiratge a Santa Maria de Valldonzella a Barcelona, provinent d'una compra al monestir de Sant Cugat

Arribà un moment en què també li va tocar el torn al valuós cadiratge del cor, el qual es va vendre el 19 d'octubre de 1911 i que està instal·lat al monestir de Santa Maria de Valldonzella de Barcelona. Sota mateix del cimbori, era una obra molt antiga, de fusta tallada, datada del segle xv, que havia suplert una de més antiga. També hi havia les butaques abacials amb les dels monjos del cenobi.
Aquesta venda fou portada a terme a contracor de molts feligresos, fins i tot del canonge Barraquer, que va escriure: …desde ahora, ya el templo de Sant Cugat del Vallès no será la Catedral del Vallès, sinó una iglesia de tres naves de un pueblo.
Degut a la visita que va realitzar Albert Einstein per Catalunya, el 24 de febrer de 1923 va visitar el Monestir de Sant Cugat.
El 1931 va ser declarat Monument Històric Artístic, iniciant-se diverses restauracions a càrrec de la restablerta Generalitat de Catalunya que finalitzaren sobtadament amb la guerra civil. Va ser assaltat el juliol de 1936 i utilitzat posteriorment com a magatzem agrícola i caserna. El 30 de setembre de 1938 s'hi va celebrar una sessió de les Corts de la República. Acabada la guerra, l'any 1941, impulsat pel nou rector Antoni Griera i Gaja, es creà el Patronat del Monestir de Sant Cugat, però l'arquitecte que havia conduït la restauració deu anys enrere, Jeroni Martorell, ara treballava sense recursos.
Del 1968 al 1972 la facultat de lletres de la Universitat Autònoma de Barcelona s'instal·là al claustre i edificis annexos. El 1982, la Generalitat, novament restablerta, hi establí el Servei de restauració de Béns Mobles, que posteriorment seria traslladat a Valldoreix.

## Edifici

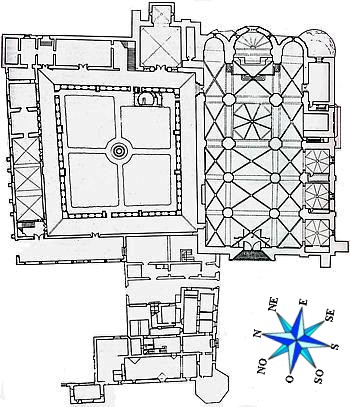
Planta del Monestir de Sant Cugat.

Al voltant de l'any mil, sota l'impuls de l'abat Odó, comença la construcció d'un nou monestir segons un projecte coherent que integrava totes les construccions al voltant d'un claustre i en la que hi va intervenir l'arquitecte Fedanci.
L'any 1502, el monestir va contractar per pintar el retaule de l'altar major a Aine Bru, per al qual se li va pagar un sou sorprenent entre 1504 i 1507. Al fons, l'artista inclou anacrònicament el monestir de Sant Cugat tal com estava en l'època de la pintura. Aquest fet, com si fos una fotografia, ha sigut molt important per saber exactament com estava en aquells dies el procés de construcció del monestir.
El monestir que ha perdurat fins avui és el resultat d'un llarg procés constructiu. Des de la seva fundació al segle ix fins a la dissolució de la comunitat benedictina el 1835, va patir successives transformacions arquitectòniques per tal adaptar-lo a les necessitats canviants de la comunitat monàstica i als llenguatges artístics de les diferents èpoques.

### Claustre

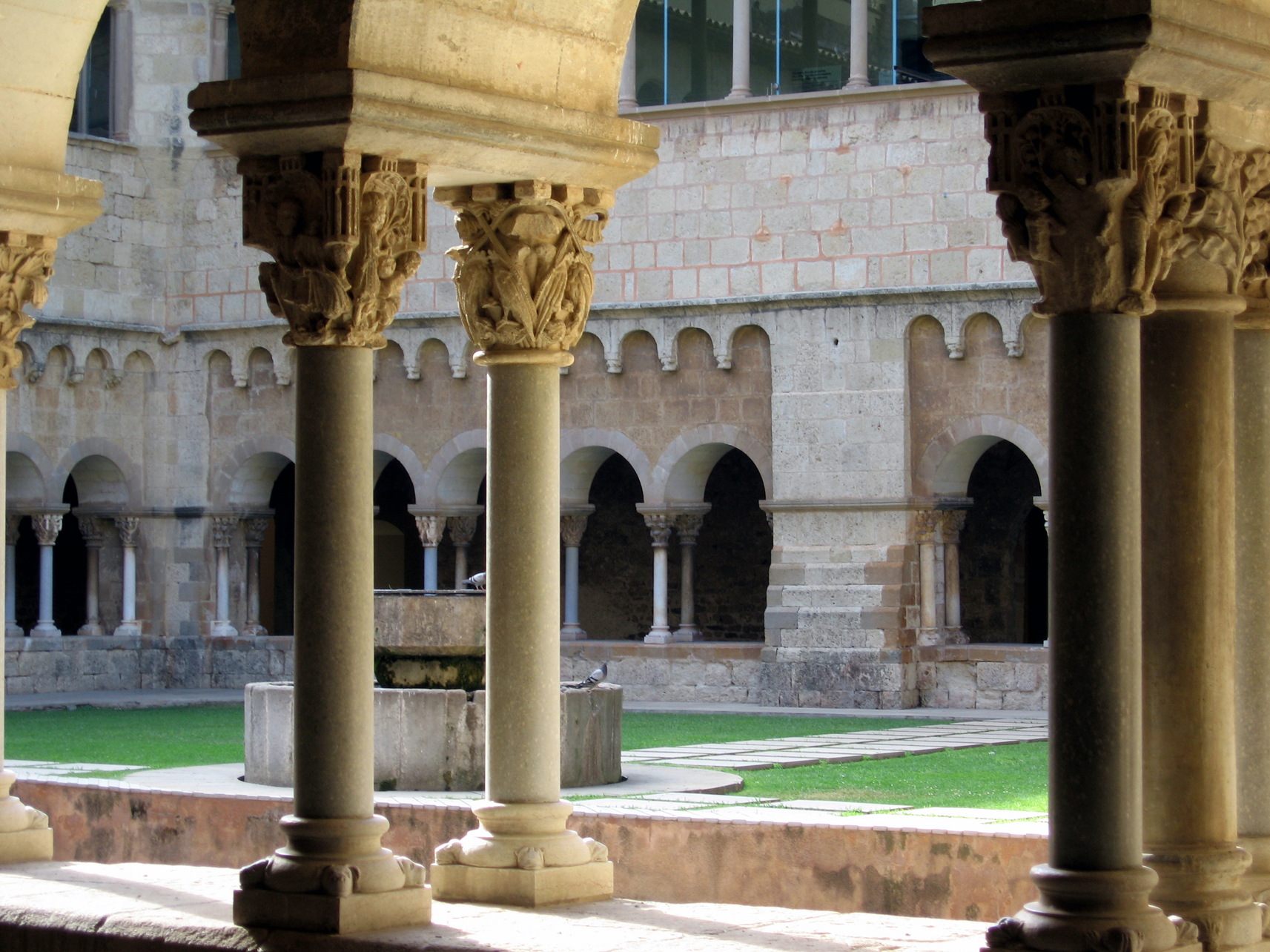
El claustre

El més destacat de tot el conjunt del monestir de Sant Cugat és el seu impressionant claustre. Es tracta d'un clar exemple de l'art romànic català i va ser construït al segle xii sobre un d'anterior. En el segle xvi se li va afegir un segon pis i es va construir també l'atri d'entrada.

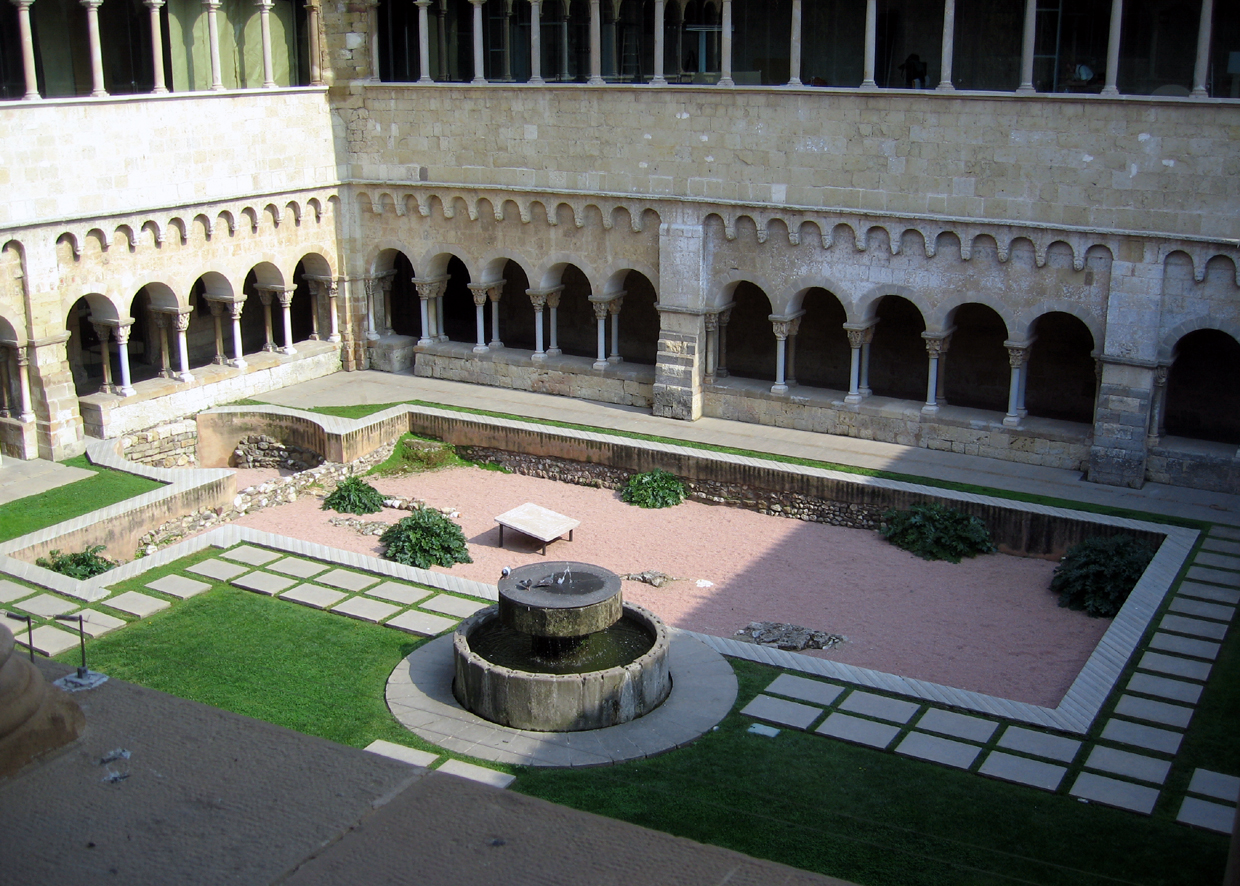
Fonaments de l'església paleocristiana al claustre

Dins el jardí del claustre es poden observar les restes de la primera basílica del segle v i el lloc on la tradició diu que s'hi va enterrar i venerar a sant Cugat.
La planta té amb una longitud de més de 30 m. Cada galeria consta de quinze arcs de mig punt sustentats en dotze parelles de columnes i pilars als extrems i cada cinc arcs. Cadascuna d'aquestes columnes està decorada amb capitells finament elaborats, amb detalls variats que van des de la representació d'animals a les escenes bíbliques.
Cap a l'any 1190 va arribar un taller d'escultors procedents de la catedral de Girona, on havien treballat durant uns 10 anys. És per això que tots dos guarden moltes similituds pel que fa als motius esculpits dels seus capitells.
Els murs exteriors estan recorreguts per un fris d'arcs cecs amb mènsules decorades amb caps d'animals. Aquest fris recorda molt al que hi ha a Sant Pere de Galligants de Girona. El pis superior es va construir al segle xvi i el fris en el qual se sustentava la teulada, va quedar com un element merament decoratiu.

#### Galeria nord

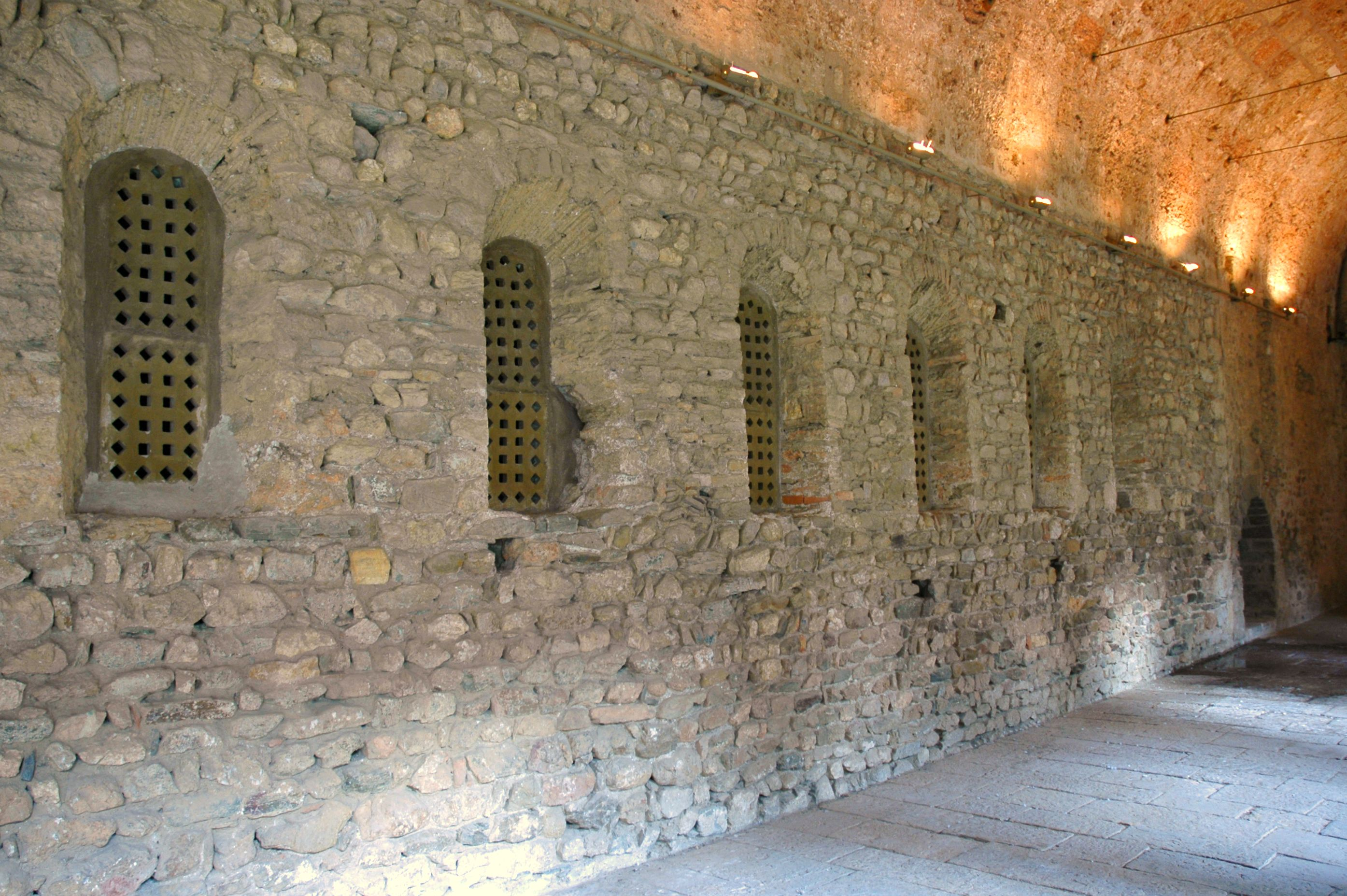
Detall de la galeria nord amb les finestres i el claustra (gelosia de guix)

El mur de la galeria nord és el més antic com ho demostren l'aparell petit i rústec, la disposició de les vuit petites finestres i les restes del claustra (gelosia de guix) que les tancaven. Segurament ja pertanyia al monestir preromànic i al llarg del temps s'hi practicaren noves obertures i una decoració mural pictòrica, prou visible encara.
Quan es va construir el claustre per aquesta ala es va aprofitar tot un pany de mur del segle ix que formava part de l'edifici monàstic anterior a l'actual. Hi ha un tram d'opus incertum i una sèrie de finestres del mateix segle.
També s'hi observa una porta de dovelles, treballades amb força correcció, a un nivell més baix que l'actual i que es creu que podria pertànyer a l'antic claustre del segle xi. D'arc de mig punt i paredada, podria haver estat la porta d'accés al refectori. Hi ha una altra porta, d'estil neoclàssic, afegida al segle xviii, quan la sala capitular es va traslladar a aquest lloc.

#### Galeria de llevant

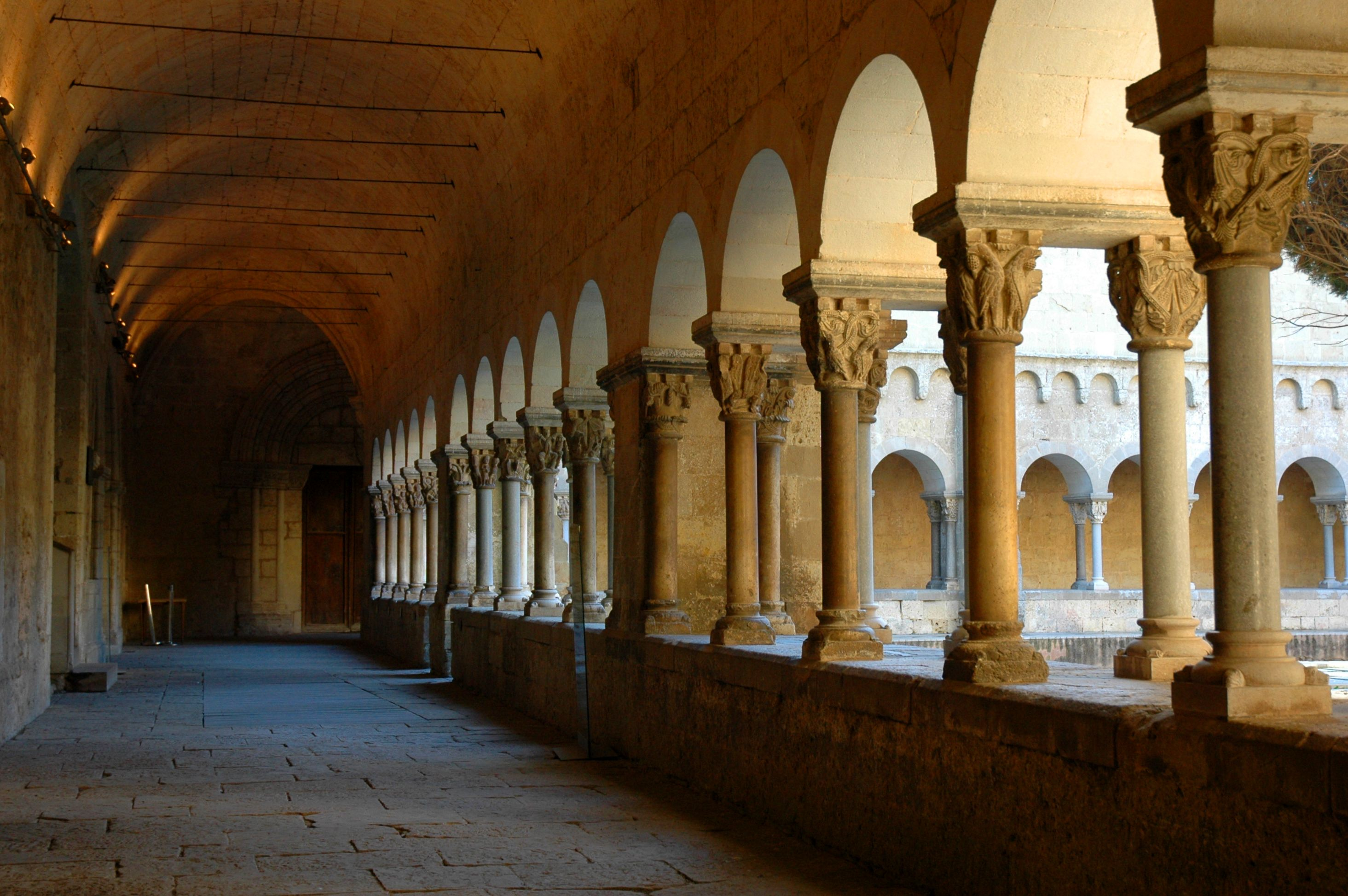
Galeria de llevant

En aquesta ala hi ha un mur i porta paredada del segle xi, l'antiga sala capitular del segle xiii, convertida en capella del Santíssim al segle xviii, l'escala d'accés al claustre de dalt gòtic, una porta neoclàssica paredada i una altra porta d'arc de mig punt.

##### Capella del Santíssim
S'hi accedeix per una porta d'arc de mig punt amb arquivoltes que és al mig de dos finestrals de traçat gòtic. L'antiga sala capitular era el lloc de reunió per tractar qüestions d'interès comú. També s'hi llegia cada dia un capítol de la regla de sant Benet. És de planta quadrada i coberta amb una volta d'arestes recolzada en quatre mènsules. Té també un petit absis quadrat.

#### Galeria de migdia

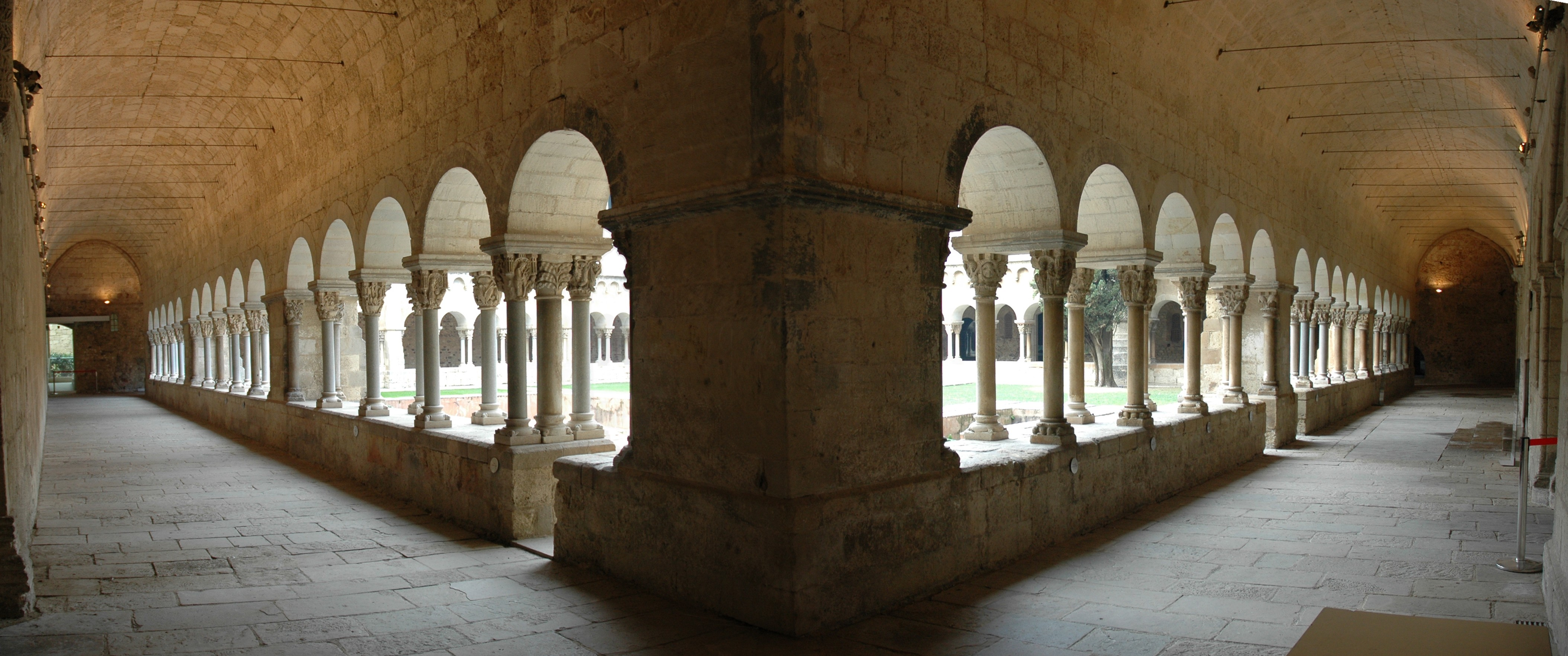
Angle sud-est del claustre romànic. Es pot apreciar la darrera columna amb capitell construïda per aguantar una esquerda i que trenca la parella existent

És la que hi ha l'església adossada i, per tant, s'hi obre la porta que els comunica. Està composta per arcs de mig punt concèntrics i arquivoltes en els quals s'alternen motllures geomètriques amb amples bandes de decoració vegetal. Pertany a l'època de transició del romànic al gòtic.
Tot el mur el formen carreus de dimensions regulars i ben escairats. S'hi han descobert restes de pintures murals que tot indica que cobrien tota la paret.

#### Galeria de ponent

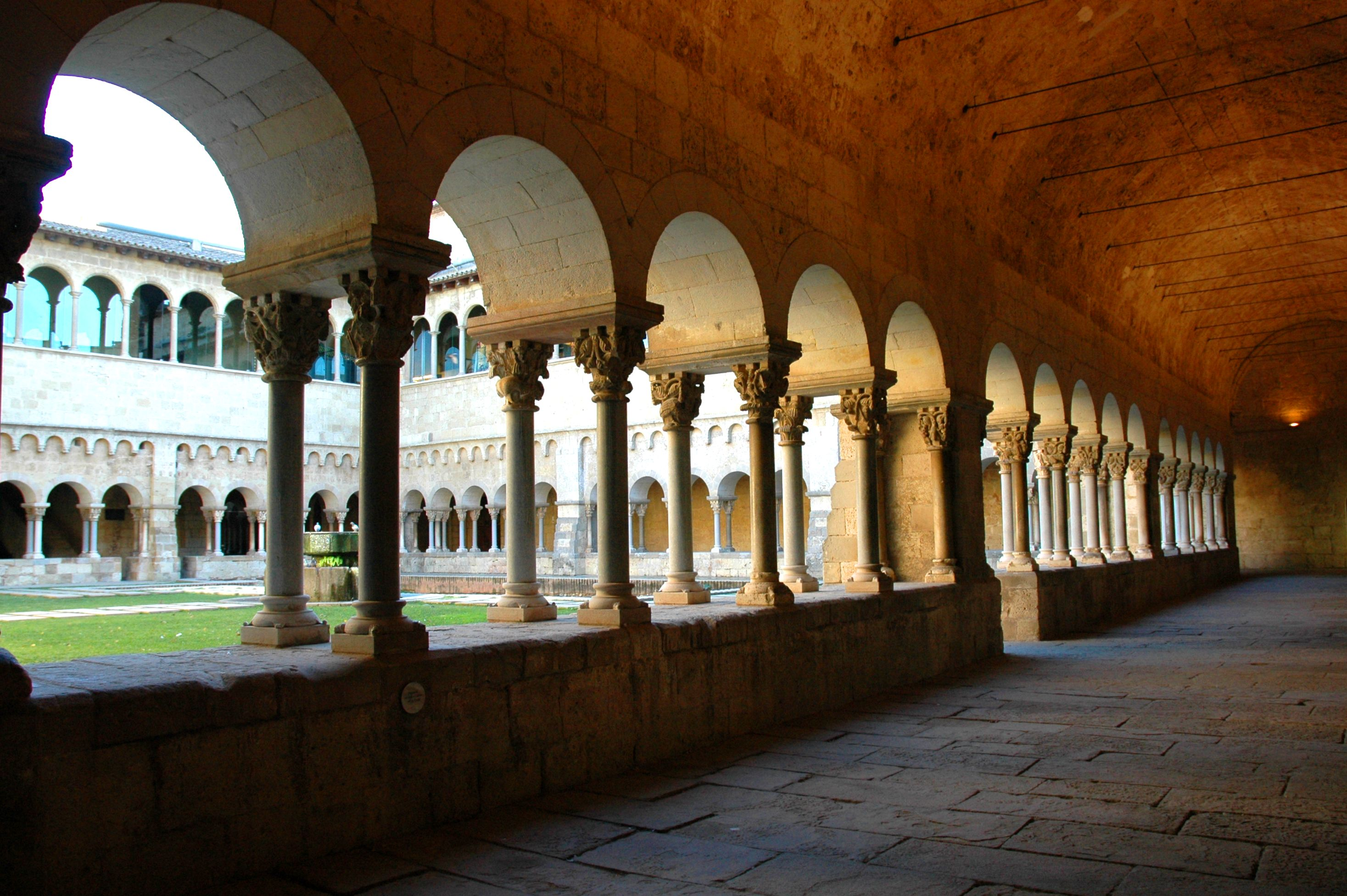
Galeria de ponent

És aquí on actualment hi ha la porta d'accés al claustre. El mur del segle xi està constituït per petites pedres disposades en fileres més o menys exactes. Al centre hi ha una gran porta d'arc de mig punt d'època posterior. Hi ha dues portes més del segle xi als dos angles avui paredades. Totes dues amb arc de mig punt format per petites dovelles i brancals de pedra treballada.

#### Claustre superior
Construït a la segona meitat del segle xvi per fer front a les necessitats d'espai del cenobi. Les galeries del nou pis estan integrades també per arcs de mig punt que descansen sobre de capitells d'ordre toscà, sostinguts per columnes molt esveltes. Aquestes influències del Renaixement italià fou possiblement introduïda pels abats d'aquest d'origen que regiren l'abadia en aquells temps. Les galeries estan cobertes amb un entramat de bigues de fusta.

#### Capitells
Els 144 capitells del claustre, d'estil romànic, foren esculpits utilitzant pedra de Montjuïc i les columnes amb pedra de Girona. Van ser fetes en dues fases: la primera realitzada cap a final del segle xii que comprèn les galeries de llevant, ponent i nord; la segona, probablement de principi del xiii, correspondria als capitells de l'ala meridional.

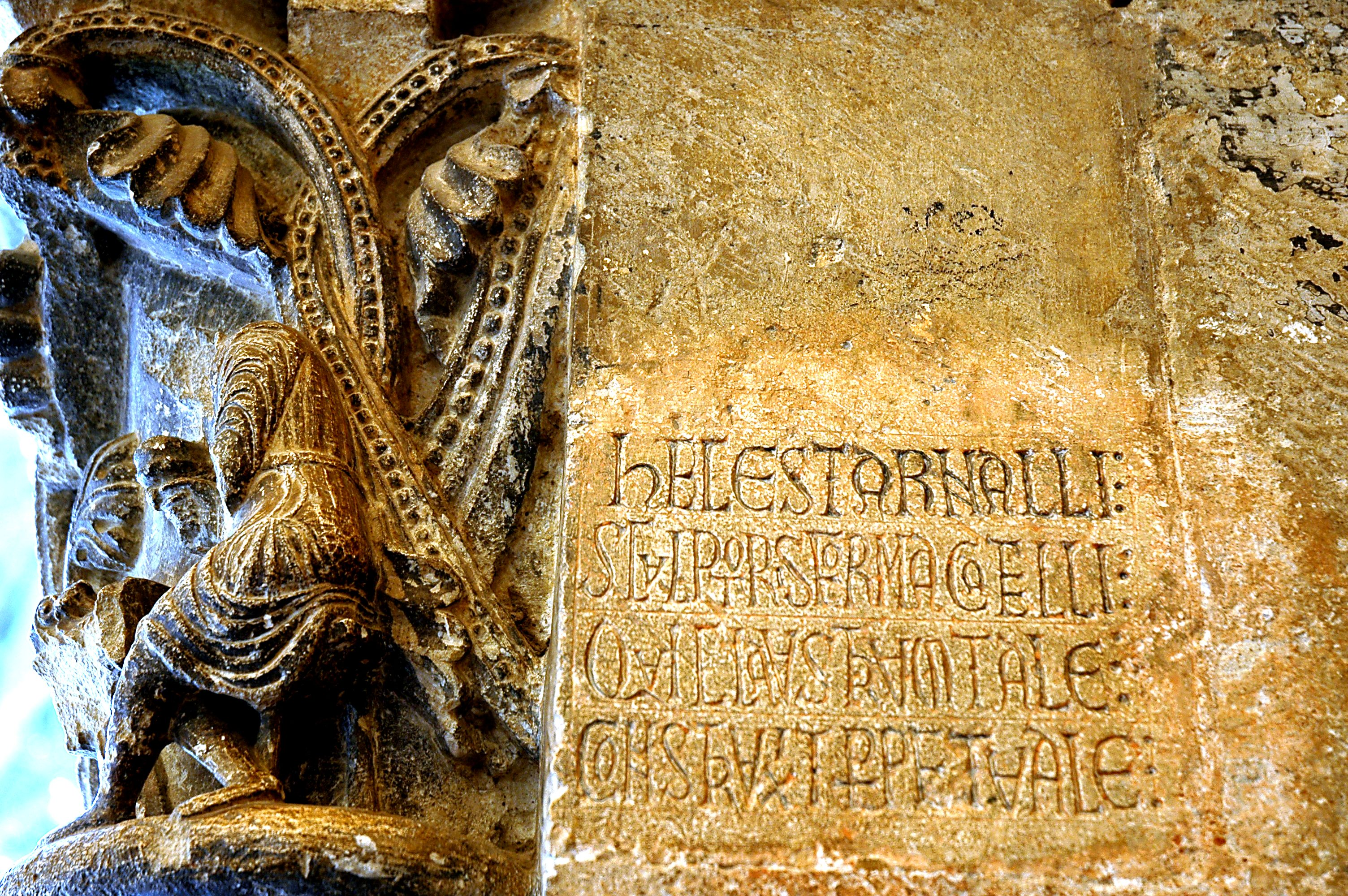
Detall d'un capitell d'Arnau Cadell amb la seva signatura

És remarcable que l'autor, Arnau Cadell, signés la seva obra i a més a més s'autoretratés en un dels capitells amb la figura d'un escultor treballant en un capitell corinti. La signatura fou en forma d'inscripció al costat del pilar nord-oriental on es pot llegir en llatí:
| « | HEC EST ARNALLI SCULTORIS FORMA CATELLI QUI CLAUSTRUM TALE CONSTRUXIT PERPETUALE | » |

És a dir: Aquesta és la figura de l'escultor Arnau Cadell, que tal claustre construí a perpetuïtat.
Si es té en compte que l'execució d'un capitell solia requerir uns cinc dies de feina, seria possible que Arnau Cadell hagués fet tota l'obra. Tanmateix, sembla difícil que fos l'únic escultor del claustre i una anàlisi acurada de l'execució revela diverses mans. Més aviat es creu que fou l'autor de la galeria on hi ha la inscripció. La galeria contigua a l'església és on es nota més la diferència d'estil. Tampoc sembla que Arnau fos un monjo, ja que els religiosos signaven indicant aquesta condició al costat del nom, o almenys no ho era mentre va fer l'obra, i a l'escena esmentada del seu capitell, un monjo li acosta un recipient que podria referir-se a la manutenció de l'artista a càrrec del monestir.
Segons la temàtica, hi ha dos tipus de capitells: els decoratius, amb temàtica vegetal i animal, amb representacions que no semblen tenir cap significació evident, i els narratius, amb escenes interpretables i figuratives, la majoria vinculats al cristianisme o escenes monacals i representats sempre a la banda de la galeria.
Els capitells vegetals estan formats bàsicament per tiges entrellaçades i palmetes. Els de temàtica animal, força abundants, inclouen la sirena, el peix, el griu, el lleó, l'àguila, el drac i els ocells.
Existeix un capitell extra fet més tard per aguantar l'estructura d'una esquerda.

##### Mostra de capitells figuratius
| Imatge                                                      | Nom                                                         | Descripció | Localització                                 |
| ----------------------------------------------------------- | ----------------------------------------------------------- | --- | -------------------------------------------- |
| Monjos adreçant-se a la celebració de les hores litúrgiques | Monjos adreçant-se a la celebració de les hores litúrgiques | És una escena monacal amb vuit monjos. Un d'ells toca la campana cridant a l'oració i els personatges es mouen en direcció est-oest cap a una porta que s'obre en un angle. Dos d'ells porten un llibre, símbol de les escriptures. Uns altres dos porten un pergamí descaragolat, representació de la paraula de Déu. Dos aparentment no porten res i dos més porten objectes difícils d'identificar. El temple es representa simbòlicament amb quatre torretes amb cuculla adossades a la cintra de la fornícula i la porta d'entrada esmentada. | És el vuitè capitell interior de l'ala nord  |
| Rentament de peus de Crist als apòstols                     | Rentament de peus de Crist als apòstols                     | Representa l'escena que descriu l'evangeli de sant Joan abans de l'últim sopar. Hi ha vuit apòstols asseguts mostrant el peu. Dos apòstols porten un cossi i ajupit, eixuga el peu de sant Pere, el qual s'identifica per la seva actitud contrariada. Com a símbol, a cada cara s'hi representa una creu llatina que sol configurar els temples i les torretes a cada angle. És la representació del macrocosmos en un reduït microcosmos. | És el quinzè capitell interior de l'ala est  |
| Cicle de la infància de Crist                               | Cicle de la infància de Crist                               | Representa la nativitat de Jesús. En la imatge s'observa un dels reis mags que assenyala l'estel representat en un mòdul del denticulat. A les altres cares hi ha un àngel amb un pergamí caragolat, símbol de la revelació encara no manifestada. Maria resta amb una actitud receptiva. L'escena segueix amb Maria al llit amb sant Josep en una actitud passiva. Després el nen Jesús al bressol donant-li escalf el bou i la mula. Les torretes suggereixen el sagrat i el temple.                                                             | És el setzè capitell interior de l'ala est   |
| Psicomàquia o triomf de les virtuds sobre els vicis         | Psicomàquia o triomf de les virtuts sobre els vicis         | El triomf de les virtuts es representa amb set figures femenines coronades, vestides amb cota de malla, proveïdes d'escuts i espases, esclafant unes petites figues nues que representen els vicis. La cota de malla és simbòlicament la defensa espiritual de les set virtuts. En una cara hi ha una vuitena figura vestida segons l'època i sense armes, sosté un llibre per simbolitzar el valor de les virtuts. | És el dissetè capitell interior de l'ala sud |
| Músics i joglars                                            | Músics i joglars                                            | Quatre músics al centre de cada cara toquen cròtals i dolçaines. Als angles, quatre joglars, de cap per avall, recolzen les mans en el collarí i els peus al denticulat. Aquest tipus de capitell, molt comú als claustres catalans, s'interpreta molt diversament, però sembla una referència als perills que suposa la frivolitat de la vida llicenciosa que s'atribuïa als funàmbuls | És l'onzè capitell interior de l'ala est     |

### Exterior

#### Capçalera

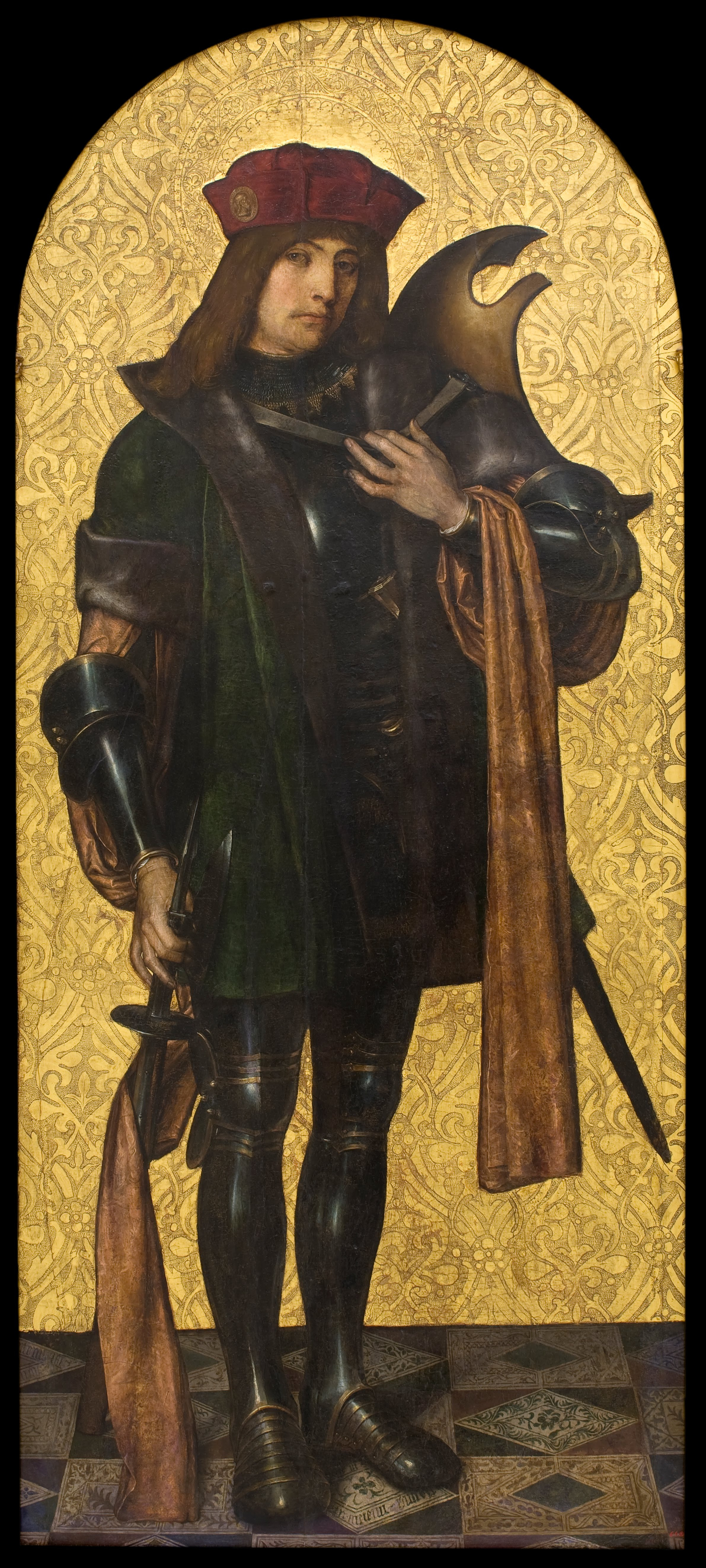
Sant Càndid, a vegades identificat com a sant Jordi, pintura d'Aine Bru, exposat al MNAC. Pintada entre 1502-1507, podria haver estat una de les portes del retaule major del monestir de Sant Cugat, lloc on es veneraven les relíquies de sant Càndid, trobades miraculosament al. Juntament amb la taula de la Degollació de sant Cugat, el sant titular

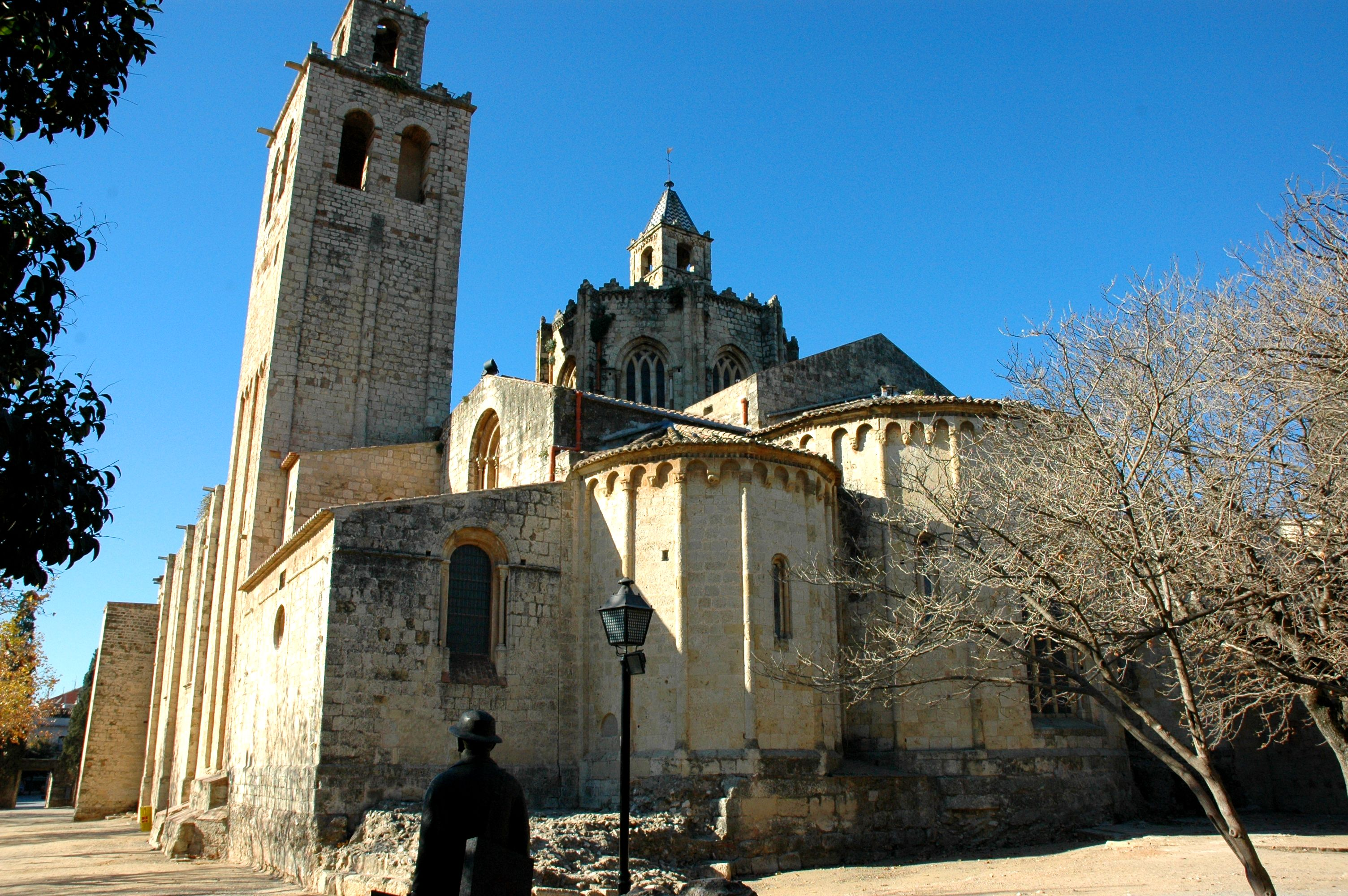
La capçalera amb els absis assentats sobre les restes romanes com s'aprecien davant l'estàtua de Francesc Cabanas

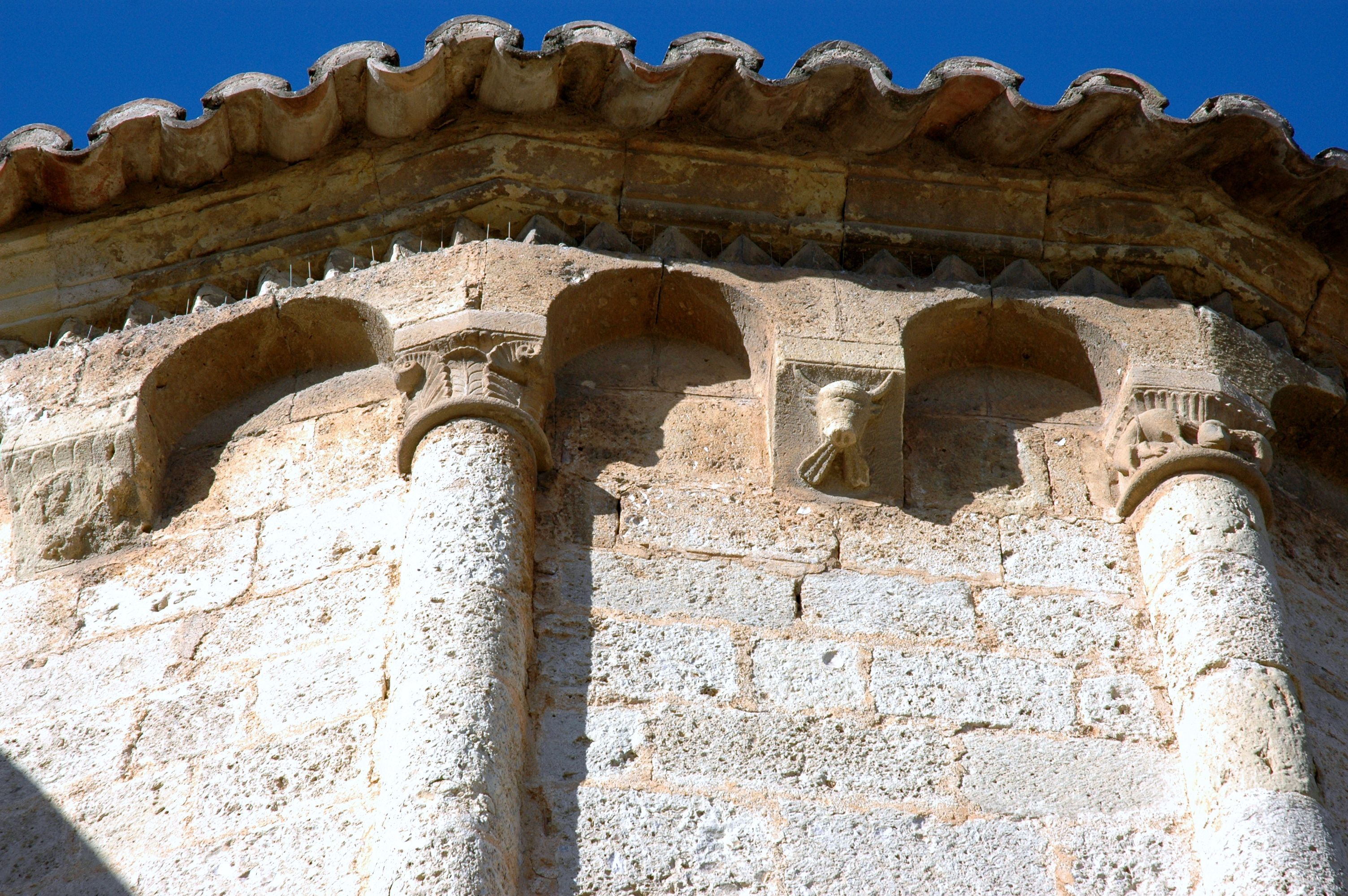
Detall de la decoració dels absis

La capçalera és obra del segle xii i pertany al segon romànic amb carreus ben escairats, regulars i acuradament ajustats. Els tres absis estan assentats sobre les restes de la fortalesa romana perfectament visibles. Els arquets de la cornisa arrenquen de mènsules decorades amb columnetes a intervals regulars amb capitell i base encastades al llarg de les arestes dels angles que fan un perímetre poligonal. L'absis lateral, corresponent a la nau esquerra de l'església, està mancat de decoració. Les finestres, gairebé espitlleres, estan decorades amb petites columnes amb base i capitell que sostenen arquivoltes.
S'hi observa ràpidament que el gran finestral obert al centre de l'absis central és posterior i degué substituir una finestreta de les mateixes dimensions que les altres d'acord amb la tendència goticitzant de la resta. Segurament es va afegir al segle xiii.
A la dreta dels absis arrenquen els edificis de l'ala de llevant del claustre, el primer d'ells la sala capitular. L'angle esquerre està compartit per les restes d'una torre cantonera del Castrum Octavianum i l'antiga capella rectangular de Tots els Sants, actualment reconvertida en sagristia. El mur de llevant està il·luminat per un finestral romànic i dos ulls de bou, un dels quals està tapiat, segurament barrocs. Sobre la capella, i endarrerit s'aixeca el primer tram de la nau on s'obre un finestral amb la complexitat decorativa pròpia del final del romànic.

#### Façana lateral

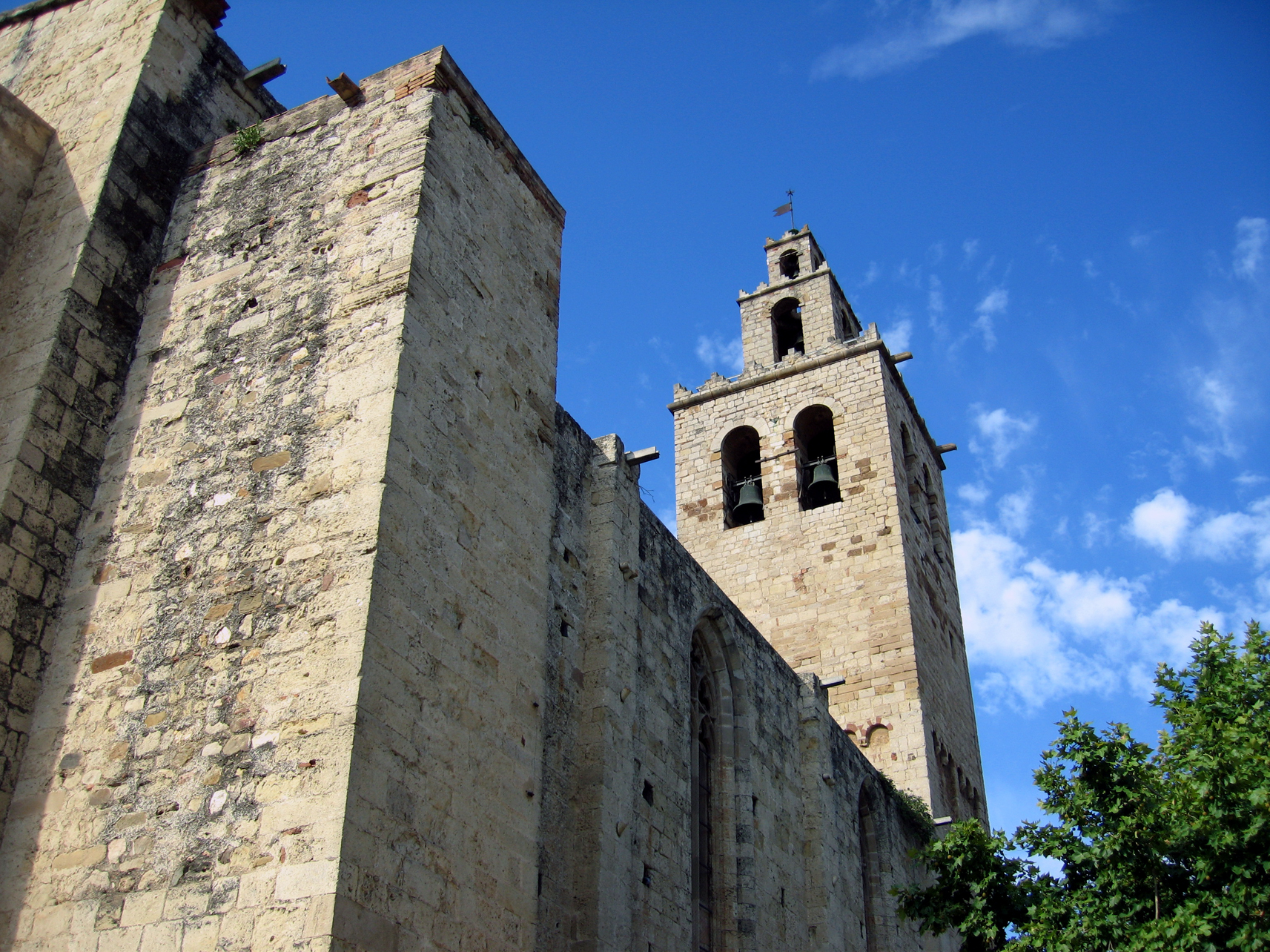
Detall del contrafort a l'angle amb la façana principal

La base quadrada del campanar, corresponent a l'església del segle xi, separa clarament la unitat romànica de la capçalera amb el gòtic del lateral de llevant i la façana. Són posteriors, entre els segles xvi i xviii, els tres cossos superposats que allotgen les campanes i sense les faixes llombardes del primer pis romànic.
En aquest sector gòtic, destaquen els tres finestrals embellits amb una certa complexitat i corresponents a les tres capelles laterals del segle xiv. Sembla que aquestes capelles foren anteriorment una quarta nau que en compartimentar-la va restar lluminositat al temple. Entre les finestres s'hi observen els extrems exteriors dels contraforts que sustenten els arcs i ogives de les voltes de la nau.
A l'angle amb la façana principal hi ha dos grans contraforts, els quals sembla que arquitectònicament no del tot justificats, que donen suport a les capelles laterals.

#### Cimbori

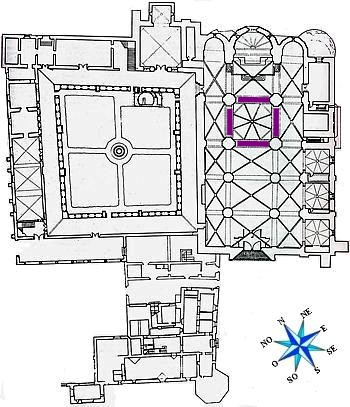
Localització del cimbori

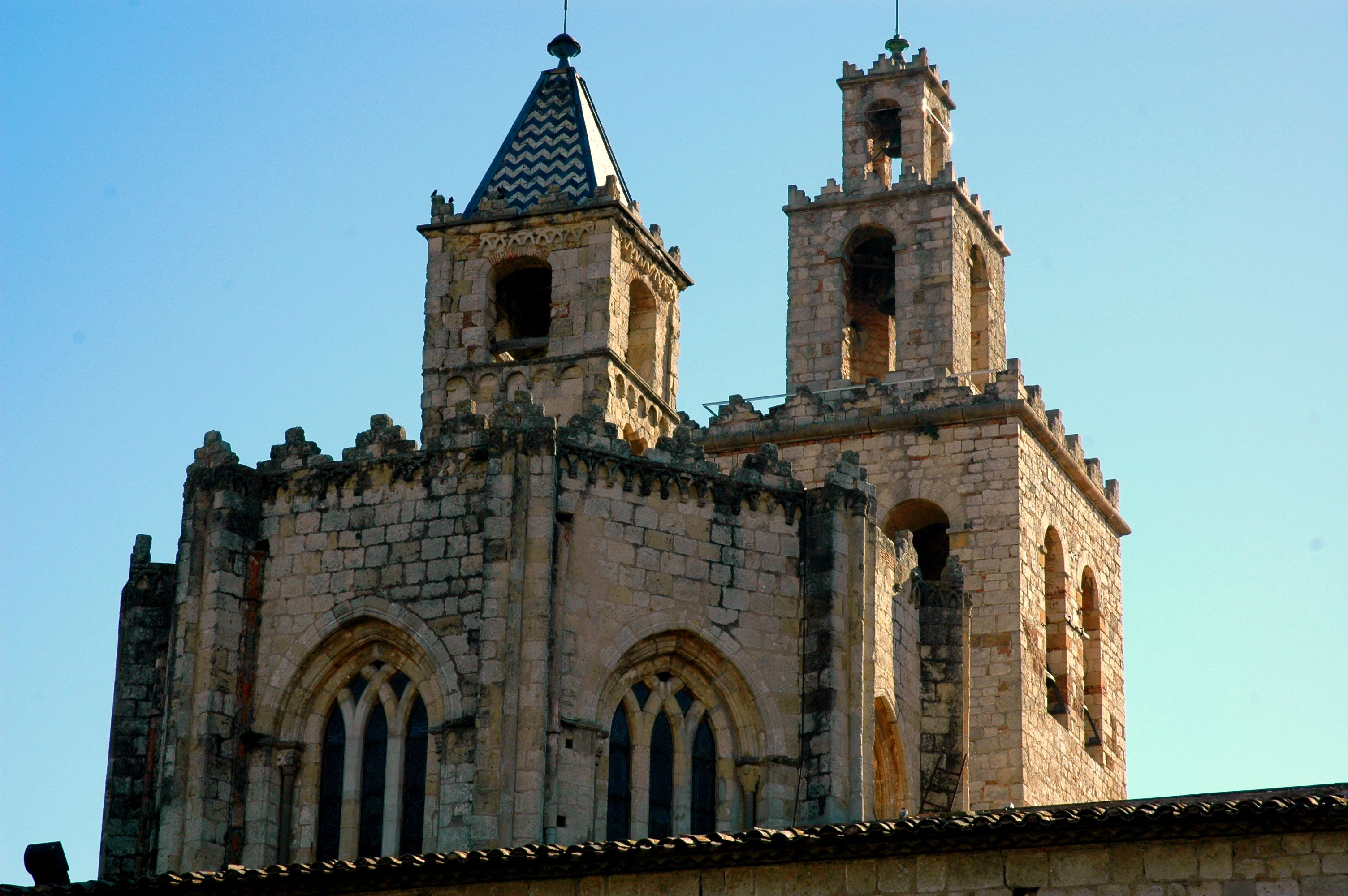
El cimbori amb el campanar al darrere, vist des del claustre

Prenent distància, des d'aquest lateral s'observa el cimbori amb un cos d'edifici prismàtic de vuit cares a cada una de les quals hi ha un gran finestral. Cada aresta està reforçada amb un contrafort. Obra del principi del segle xiii, amb les característiques del darrer romànic però amb àmplies obertures que ja mostren les solucions gòtiques.
És coronat per un petit campanar de dos pisos amb un fris d'arquets intersecats. Són posteriors la coberta piramidal de rajoles vidriades que el corona i els merlets catalans escalonats que abunden arreu del monument.

#### Façana principal

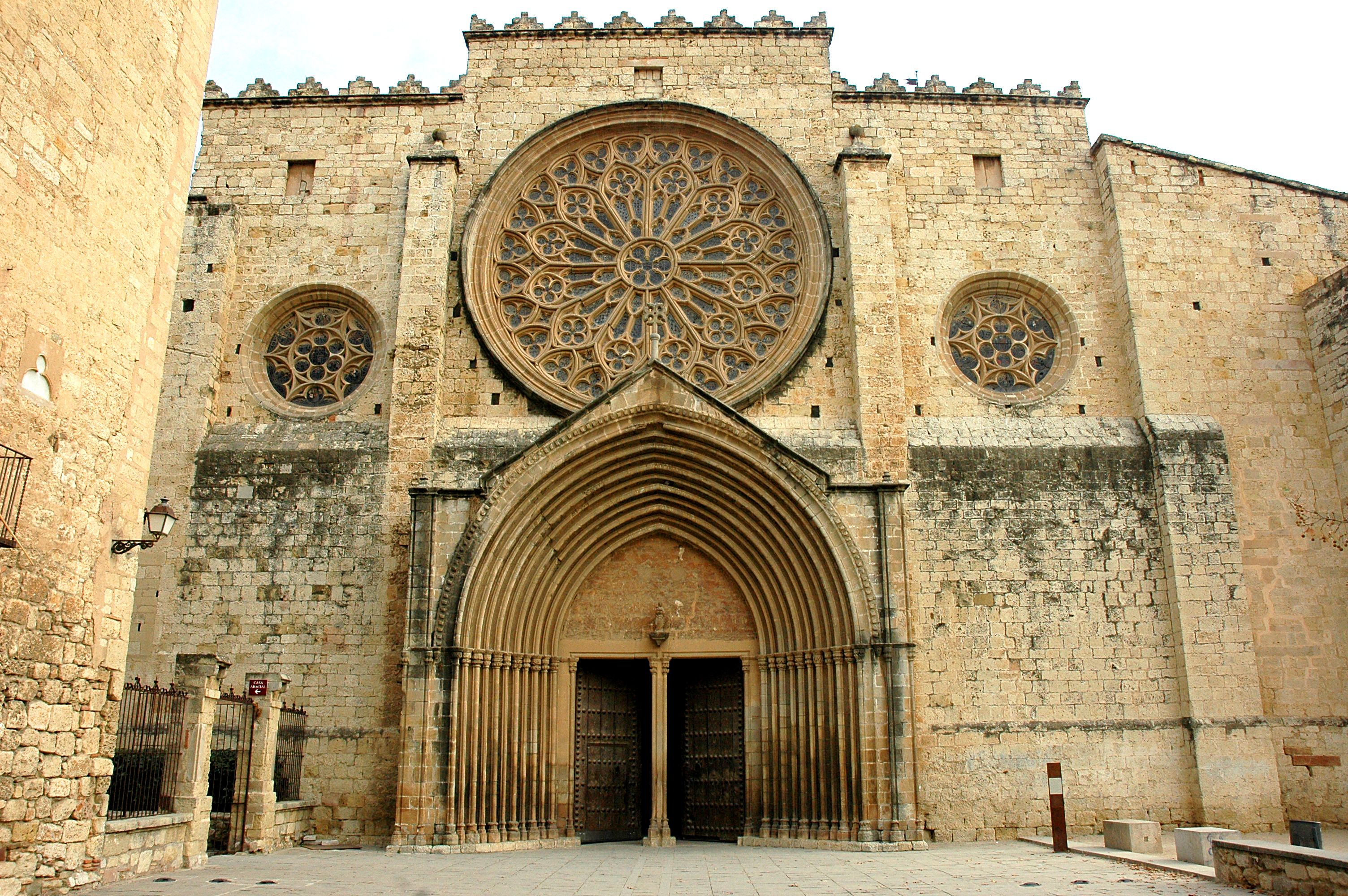
La façana principal

La façana, construïda a la primera meitat del segle xiv, reflecteix les tres seccions de les tres naus, una mica més alta la central. Està centrada per la gran rosassa que il·lumina la nau central i traçada amb figures que recorden l'aspecte de flors i altres vegetals. Les seves dimensions, 8,2 m de diàmetre, recorda la de la seu de Tarragona i la de l'església de Santa Maria del Pi de Barcelona.

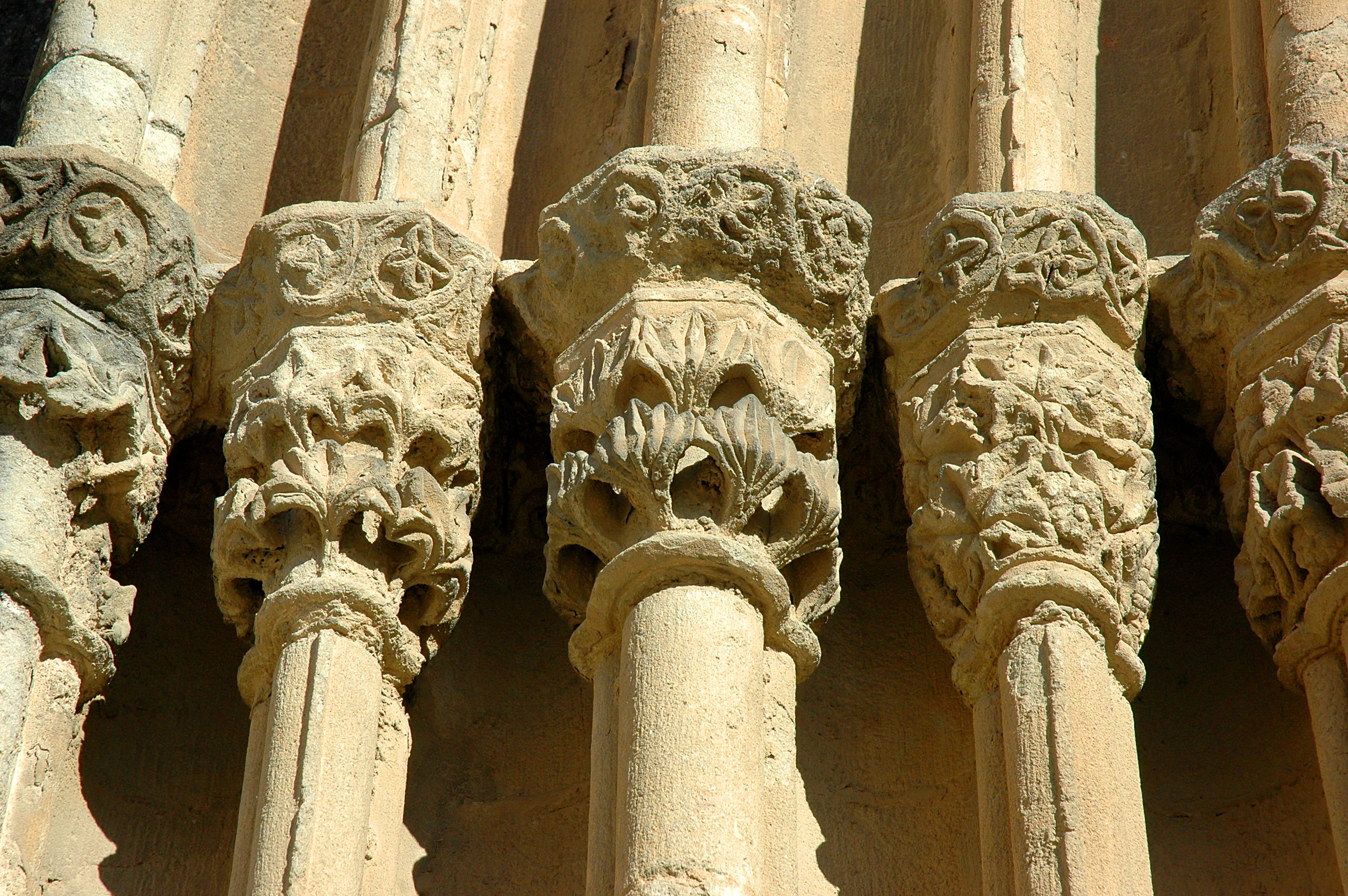
Detall capitells portalada

La façana compta amb altres tres obertures: dues roses laterals molt més petites i que indiquen les naus laterals i la porta principal. La portalada és formada per arcs ogivals en degradació, sobre capitells suportats en columnetes. És coronada per un timpà que en els seus orígens contenia una pintura amb l'epifania que encara actualment s'endevina. La rosa esquerra va romandre oculta per l'edifici de l'arxiu fins que aquest fou enderrocat a la primeria del segle xx.
Certes modificacions s'hi incorporaran més tard com el gablet del portal, coronaments i contraforts a banda i banda de la rosassa.

### Interior

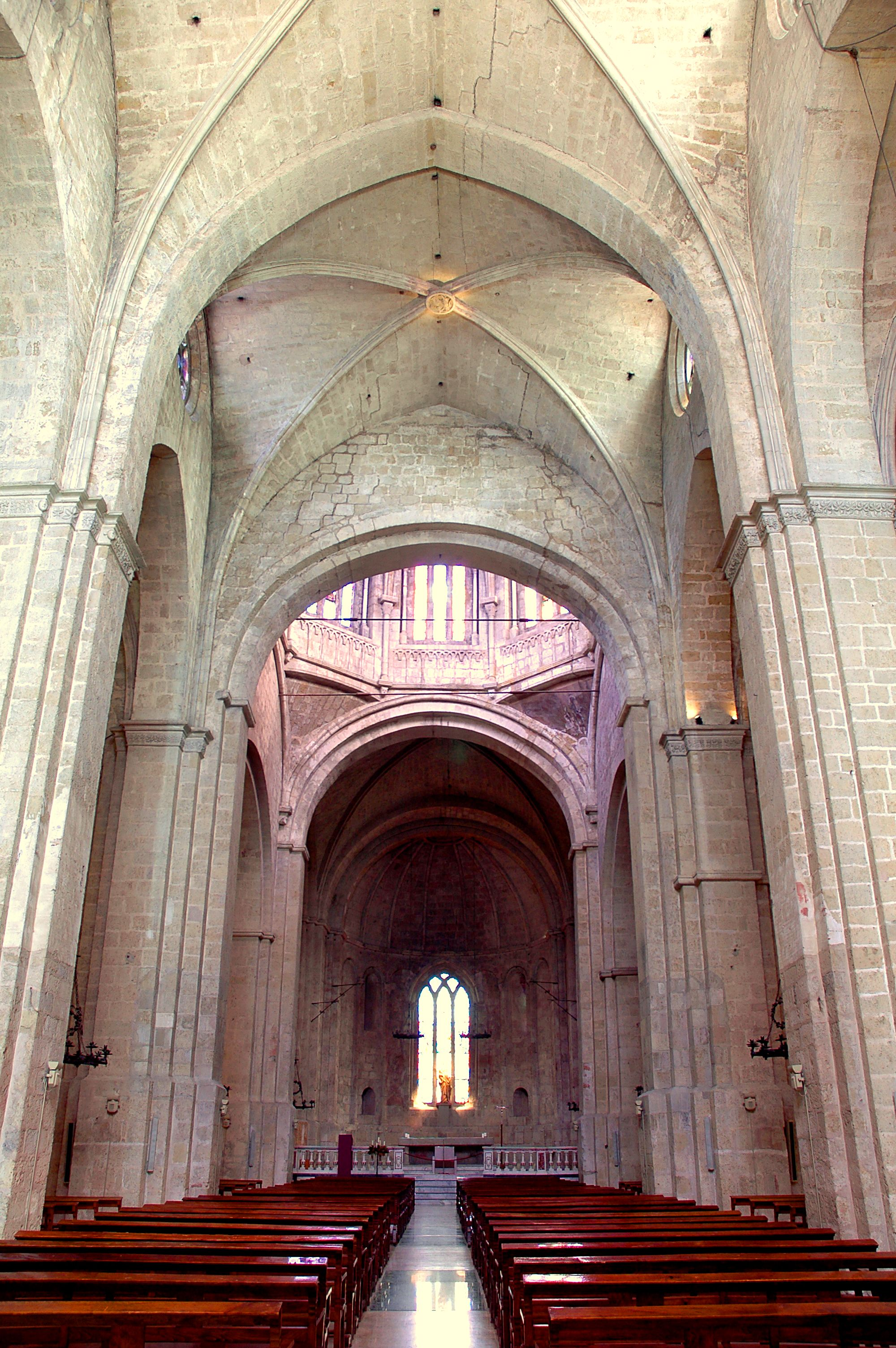
Nau central

L'interior, de tres naus, molt semblants en altura, i tres absis, fou bastit entre els segles xii i xiv. Iniciat sota l'estil romànic, fou acabada en estil gòtic, amb la construcció d'una cúpula i d'un cimbori octagonal, en el creuer, mentre que a les cobertes s'introdueixen les voltes ogivals nervades i les impostes són adornades amb elements vegetals.
La primera impressió que s'obté en entrar és la de sobrietat i senzillesa. La decoració hi és mínima i la il·luminació discreta, sobretot a la capçalera romànica, només amb la llum del finestral de l'absis central precisament posterior.
Cal afegir que la nuesa es veu incrementada per la desaparició del cor desmuntat el 1911 i de la decoració pictòrica que segurament animava nombrosos llocs del temple si tenim en compte les restes amagades que s'han detectat.

#### Absis i presbiteri

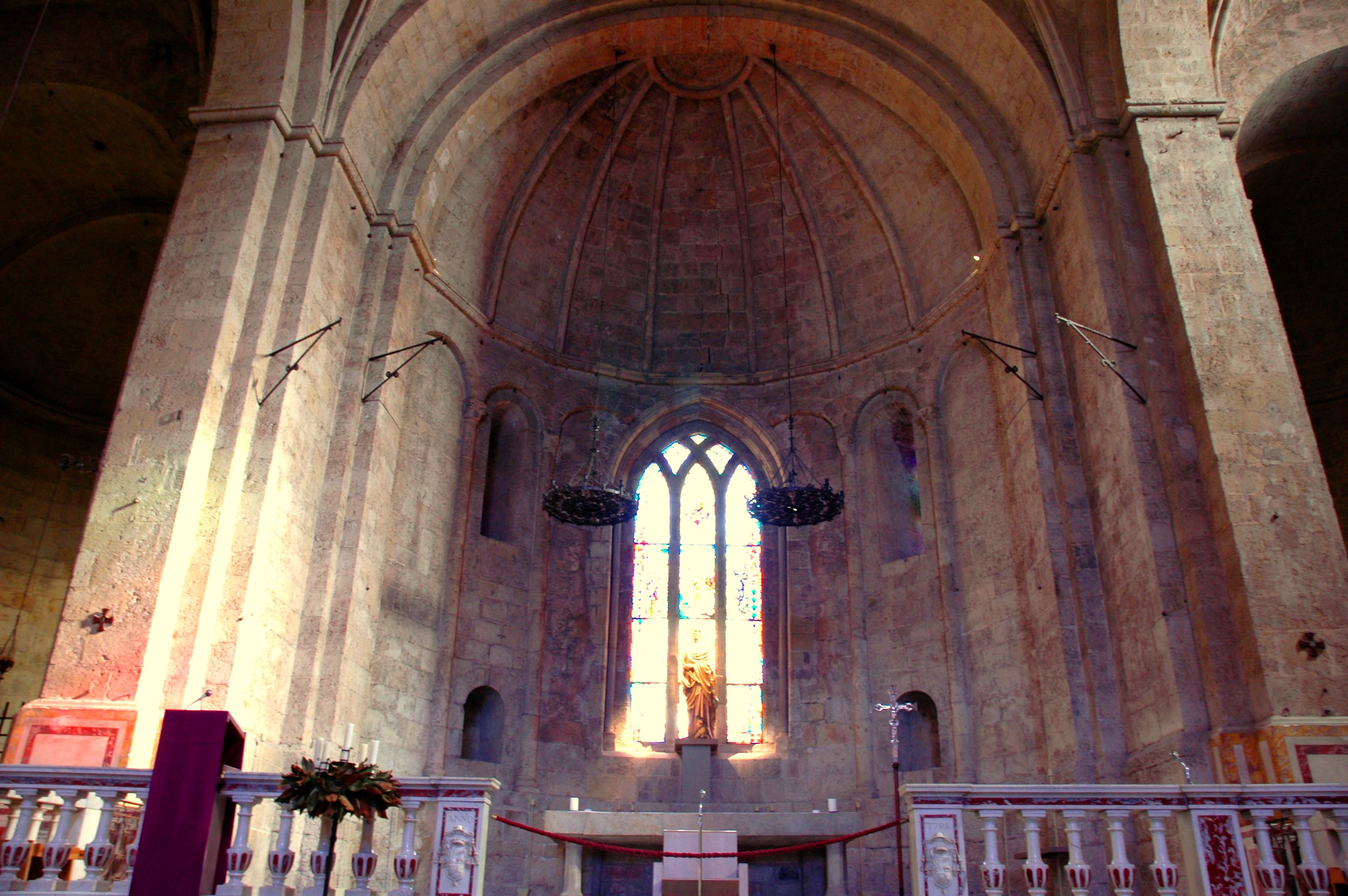
L'absis central

Les tres naus estan capçades per tres absis, el central més gran i discretament decorat té planta poligonal. Els laterals són molt simples i en semicercle. Les obertures són espitlleres llevat del gran finestral posterior del central. Una motllura ressegueix els tres absis entre la volta i el mur. A la volta del central, sis bossells radials arrenquen d'un altre bossell semicircular al capdamunt. Una sèrie d'arcs recolzats en semicolumnes adossades i capitells articulen el mur.
El 1798, l'abat Josep Gregori de Montero va tancar el presbiteri amb una balustrada de marbre blanc i vermell on es repeteix la data de l'obra i l'escut del promotor. Darrere l'altar hi ha una estàtua de sant Cugat (1942) de l'escultor Enric Monjo.

##### Retaule de Tots els Sants

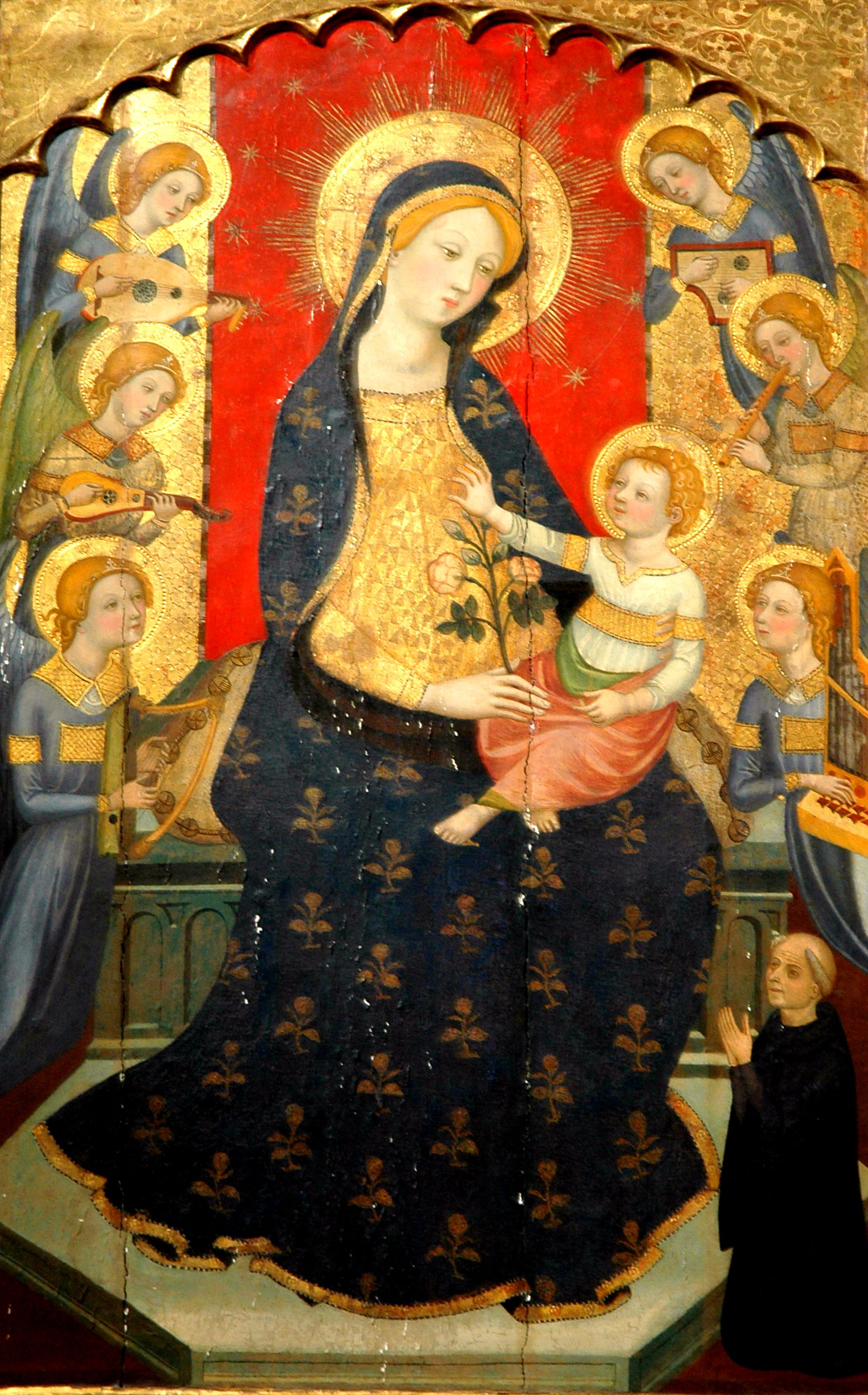
Detall del retaule de Pere Serra de final del. Verge entre àngels i l'abat de genolls

A l'absis de la dreta hi ha el retaule de Santa Maria de tots els Sants (l'any 1375) atribuït a Pere Serra que pertany a la fase italogòtica de la pintura catalana. Se l'anomena el retaule de Tots Sants pel gran nombre que n'hi apareixen. L'any 1980 es va reposar provinent del Museu Diocesà de Barcelona.
El 1835, el retaule estava instal·lat a la sala capitular del monestir, on ostentava el seu meravellós colorit, tan ben conservat a través dels temps. La factura i la pintura són idèntics als altres retaules de Tots els Sants, com el de Santa Maria de l'Aurora de Manresa i el de la Verge del monestir de Pedralbes, pintats per Pere Serra a la segona meitat del segle xiv o a principis del xv. El donant del retaule, representat amb una figura agenollada en el compartiment central, al peu de la Verge, podria ser l'abat Jaume de Montcorb (1411-1415) o Bernat Estruç (1416-1419).
Està ordenat en tres carrers i banc. Les figures estan distribuïdes segons un ordre jeràrquic: al centre hi ha la Verge entre àngels, a banda i banda es col·loquen les figures segons sèries de jerarquies. L'obra està coronada pel calvari.
Els personatges del retaule representen la processó que se celebrava per la festa de Tots els Sants, i l'ordre que calia guardar-hi. Aquest ordre jeràrquic és el mateix que se seguia a les oracions dels nocturns en l'antic ofici de la festa. S'ha insinuat la idea que en el retaule s'hi representen els nombrosos sants i màrtirs dels quals el monestir posseïa relíquies. El retaule ocupava l'altar a la capella de l'extrem romànic de la quarta nau del temple, avui ocupat per la sagristia, que l'abat Guerau de Clasquerí (1277-1294) havia edificat i dotat l'any 1291. Per la mateixa capella fou pintat, també al principi del segle xv, potser en temps de l'abat Berenguer de Rajadell (1398-1408), el preciós Miracle Romanum, de l'artista bretó Joan Melch. Amb la taula es combinà un interessant frontal del segle xiii, de fusta i guix, a imitació dels models metàl·lics segons el gust romànic, on hi havia el del primitiu altar de la Verge Maria. Avui es guarda al Museu Civico d'Arte Antica de Torí. La quarta nau del temple fou tancada al segle xviii, durant l'abadiat de Bonaventura de Gaiolà i de Vilosa (1746-1782). El lloc ocupat per la capella de Tots els Sants fou destinat a sagristia i l'altar es traslladà a prop de l'entrada de l'església, a la paret de la dreta.
L'idealisme domina l'obra, amb figures que no s'enquadren en cap ambient o paisatge i alienes al temps històric i a l'espai geogràfic. Malgrat ser d'època gòtica, aquestes característiques encara són reminiscències romàniques. La influència italiana s'observa en els fons daurats, en els colors vius i en el dibuix de delicioses corbes.
A l'absis esquerre hi ha la imatge romànica del segle xii de la Mare de Déu del Bosc. Prové de l'antiga ermita de Sant Adjutori. Venerada durant segles a la comarca i pels hortolans de Barcelona. Al mur hi ha l'antiga sepultura de Ferran de Cardona-Anglesola i de Requesens (1571), almirall de Nàpols, duc de Somma i comte d'Obieto i Palamós. Després va ser traslladat, pel seu fill i successor, amb tota solemnitat i pompa amb la seva dona a l'insigne Panteó del Monestir de Bellpuig de les Avellanes, on jeia el seu pare.

#### Cimbori

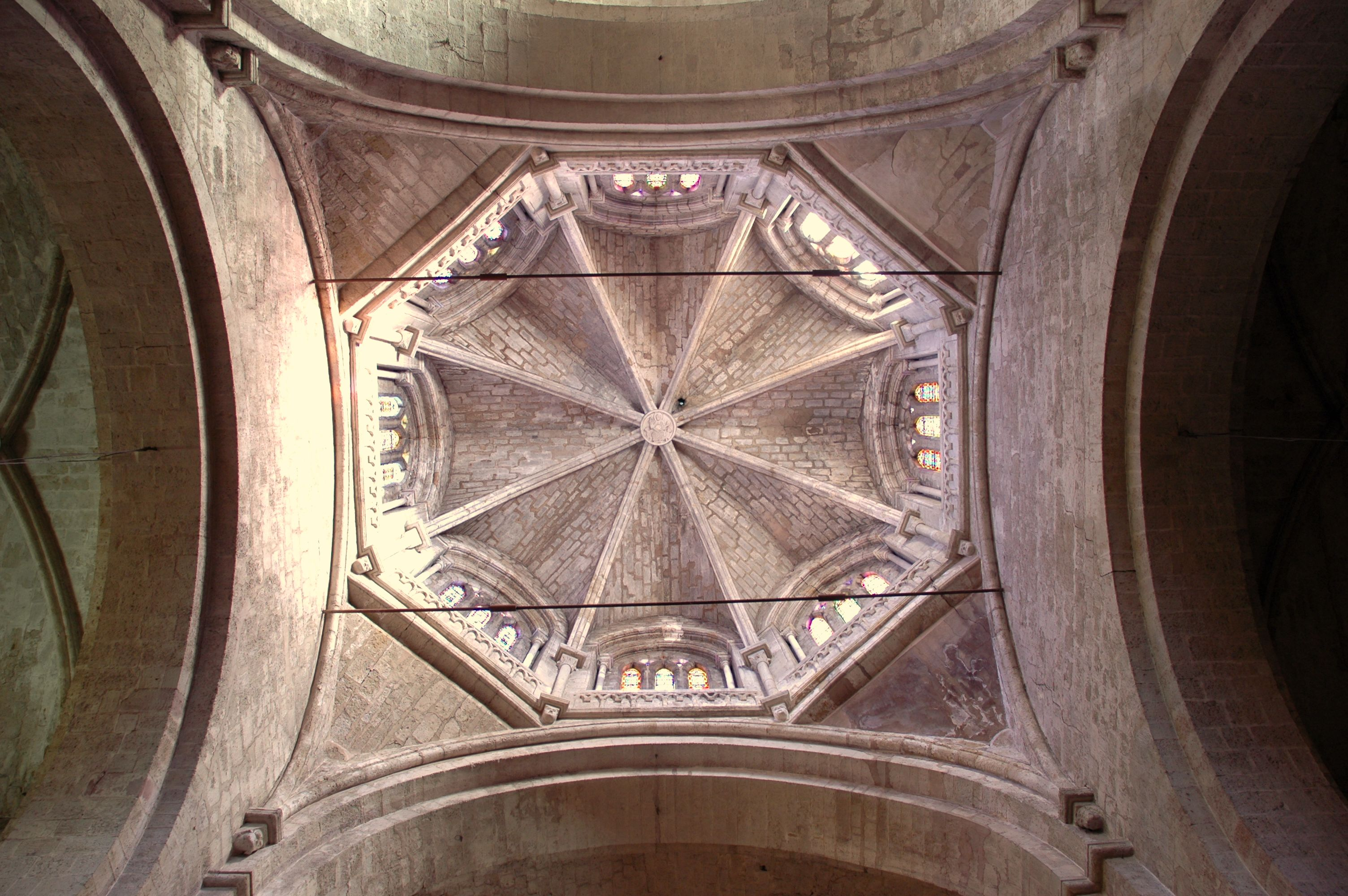
Simetria de l'interior del cimbori

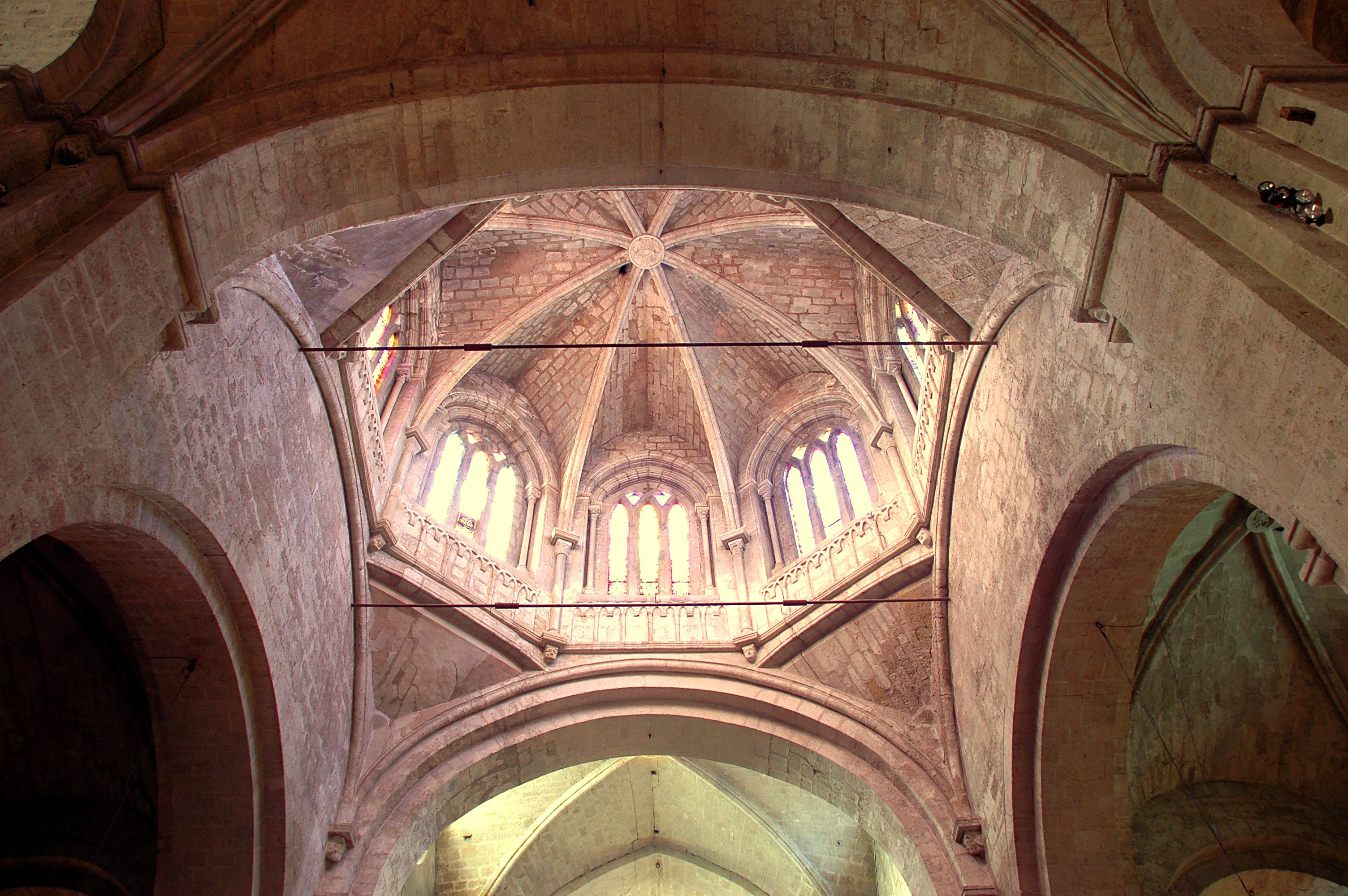
El cimbori des de l'altar. S'observen els amplis finestrals

El cimbori s'aixeca a la part central del creuer amb forma de torre poligonal. Els quatre pilars sobre els quals descansa són els més gruixuts de l'edifici i es disposen de quatre arcs de mig punt. Per convertir la planta quadrada a la vuitavada del tambor s'utilitzen les trompes.
Mentre que els nervis que creuen les voltes davant dels absis simplement són sobreposats sense cap funció de suport, els vuit plements del cimbori recolzen damunt quatre autèntiques ogives que permeten els vuit amplis finestrals gòtics. Segurament fou la darrera part del temple construït en època romànica i després d'un període d'inactivitat s'acabà la resta ja plenament de forma gòtica.

#### Capelles laterals

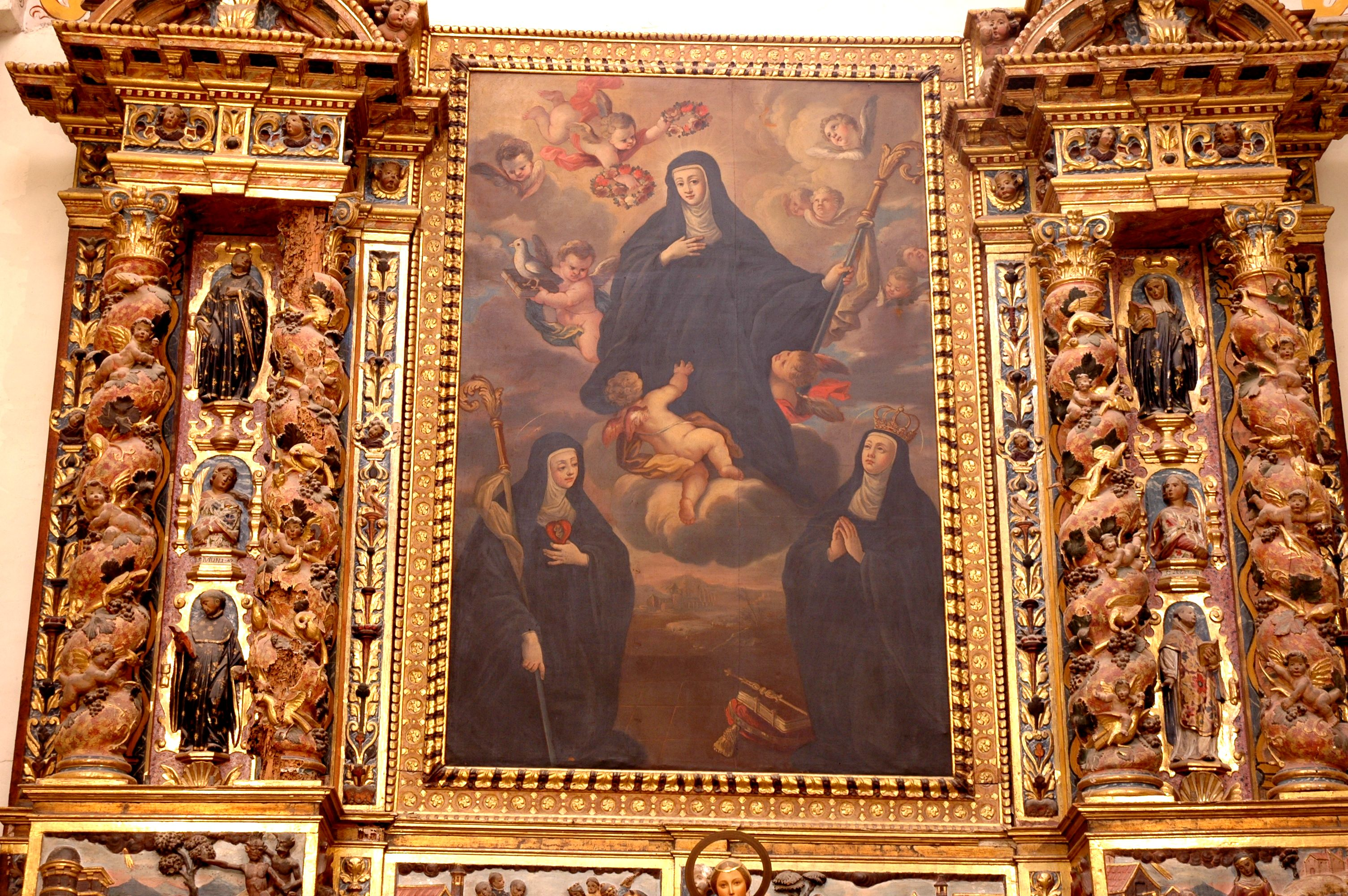
Retaule de santa Escolàstica

Les capelles laterals foren construïdes al mateix temps que la part adjacent del temple, al segle xiv, tot aprofitant els contraforts de la paret de la nau central dreta. Aquesta sèrie de capelles varen ser transformades i decorades posteriorment amb l'efusió pròpia de l'estil barroc. Conserven restes de decoració pictòrica. Els esvelts finestrals d'origen no es poden veure ara des de l'interior a causa de les esmentades superposicions.

##### Capella de santa Escolàstica
El presideix el retaule de santa Escolàstica del segle xvii. La part superior fou destruïda el 1936. També hi ha un quadre de sant Medir, provinent del mateix retaule, i una pica baptismal del segle xvi, provinent de l'antiga església parroquial de sant Pere.

##### Capella de sant Benet

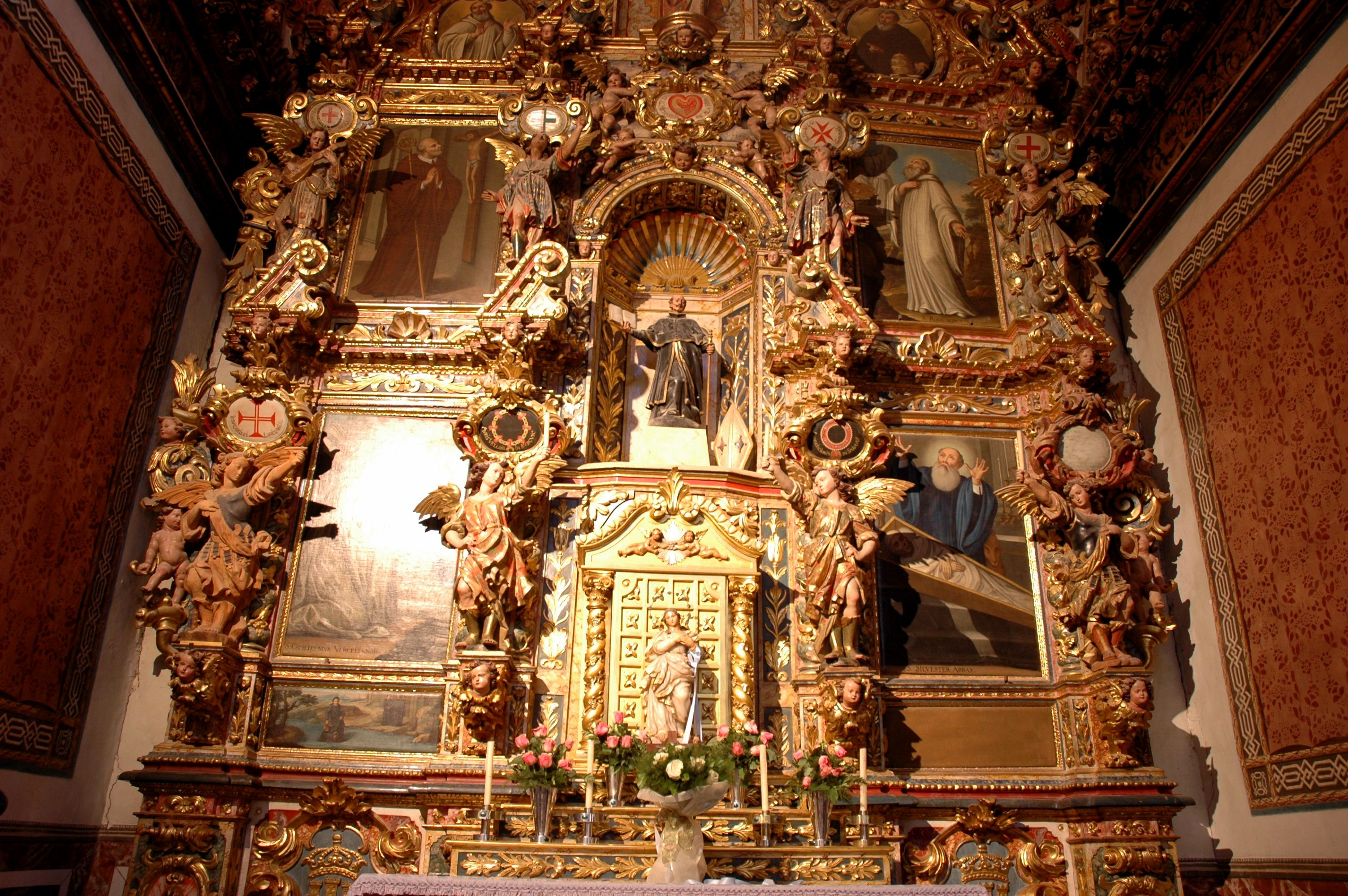
El retaule de sant Benet

Hi ha el retaule dedicat al fundador de l'orde que seguí el monestir, sant Benet, obra dels escultors Francesc Santacruz i Artigues i Francesc Santacruz i Gener, pare i fill, i del santcugatenc Josep Sala i Gener, fillastre del primer, que hi treballà l'any 1688. La imatge central és de Sant Benet de Núrsia, envoltat d'escenes que representen diferents moments de la seva vida. L'any 1735, el pintor Joan Grau realitzà les pintures del retaule que juntament amb d'altres de la capella completaren el conjunt. Cal apreciar la figura central de la capella: El Trànsit o la Glorificació de Sant Benet amb el gran escut del monestir amb el castrum coronat i voltat d'àngels. El sostre de la capella de Sant Benet és obra del pintor Pasqual Bailon Savall.

##### Capella de sant Bartomeu
A la capella s'hi exposa el retaule de sant Bartomeu i al seu davant una imatge de la verge de Montserrat. També és destacable un vitrall de sant Jordi i la ceràmica vidrada o vitralls dels murs de la capella.

##### Capella de la Pietat

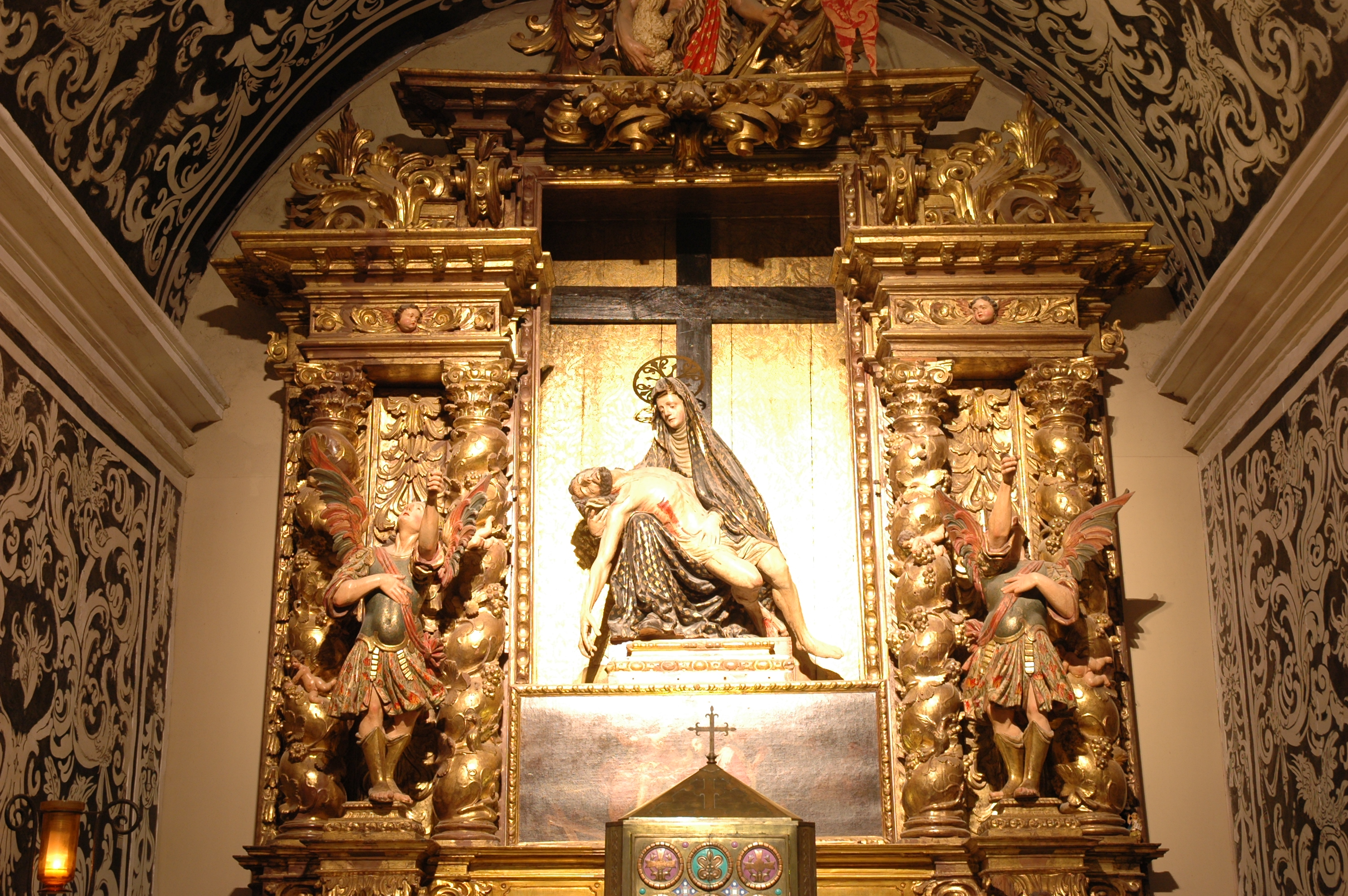
El retaule de la Pietat, esculpit per Josep Sala i Gener, sota de l'orgue a la capella de la Pietat

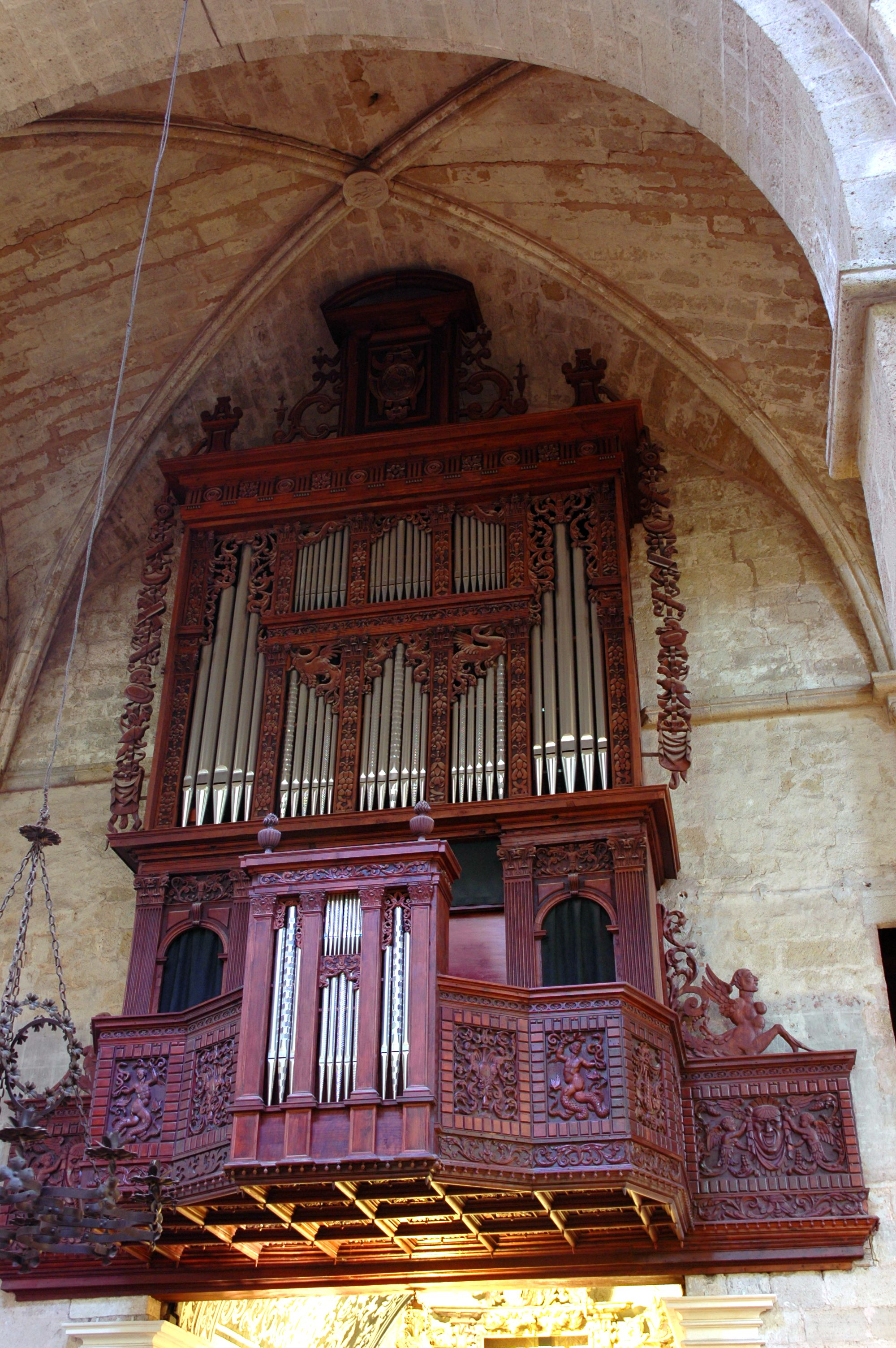
L'orgue sobre la capella de la Pietat

Hi ha una altra capella oberta a la base del campanar i que pertany encara al temple romànic. Era l'antiga capella mortuòria dels monjos i és sota l'orgue. El 15 de febrer de 1706, el paborde major del monestir va encarregar a Josep Sala i Gener la construcció del petit retaule de la Pietat, que encara es conserva. El contracte exigia que s'havia de fer en sis mesos juntament amb una Mare de Déu de Dulto, sota la invocació de la Pietat, segons el model que li oferien les parts signants. El retaule, barroc, fou acabat al seu temps.
La recent restauració de l'orgue ha possibilitat dur a terme un estudi de les pintures murals a la paret on se sustenta. Aquestes pintures van ser descobertes el 1912, amb motiu d'una reparació de la màquina de l'orgue, però no havien estat objecte de cap investigació. Alberto Sierra data aquesta obra artística el segle xiii, dins del que seria el gòtic inicial, coetànies a les Pintures murals de la conquesta de Mallorca del Palau Aguilar de Barcelona. La capella romànica original va ser partida per la meitat, en altura, el segle xvi, per instal·lar l'orgue esmentat, operació que va comportar la destrucció de bona part de les pintures existents.
Tant la volta com els murs estan decorats amb esgrafiats.
L'orgue va ser contractat a Joan Masiques el 17 d'octubre de 1526, d'estil barroc, es va quedar a mitja construcció al segle xx per l'orguener Gaietà Estadella. Actualment, és d'uns 500 tubs i n'hi manquen uns 300, és a dir, sis registres al segon teclat.

#### Retaules de la nau esquerra

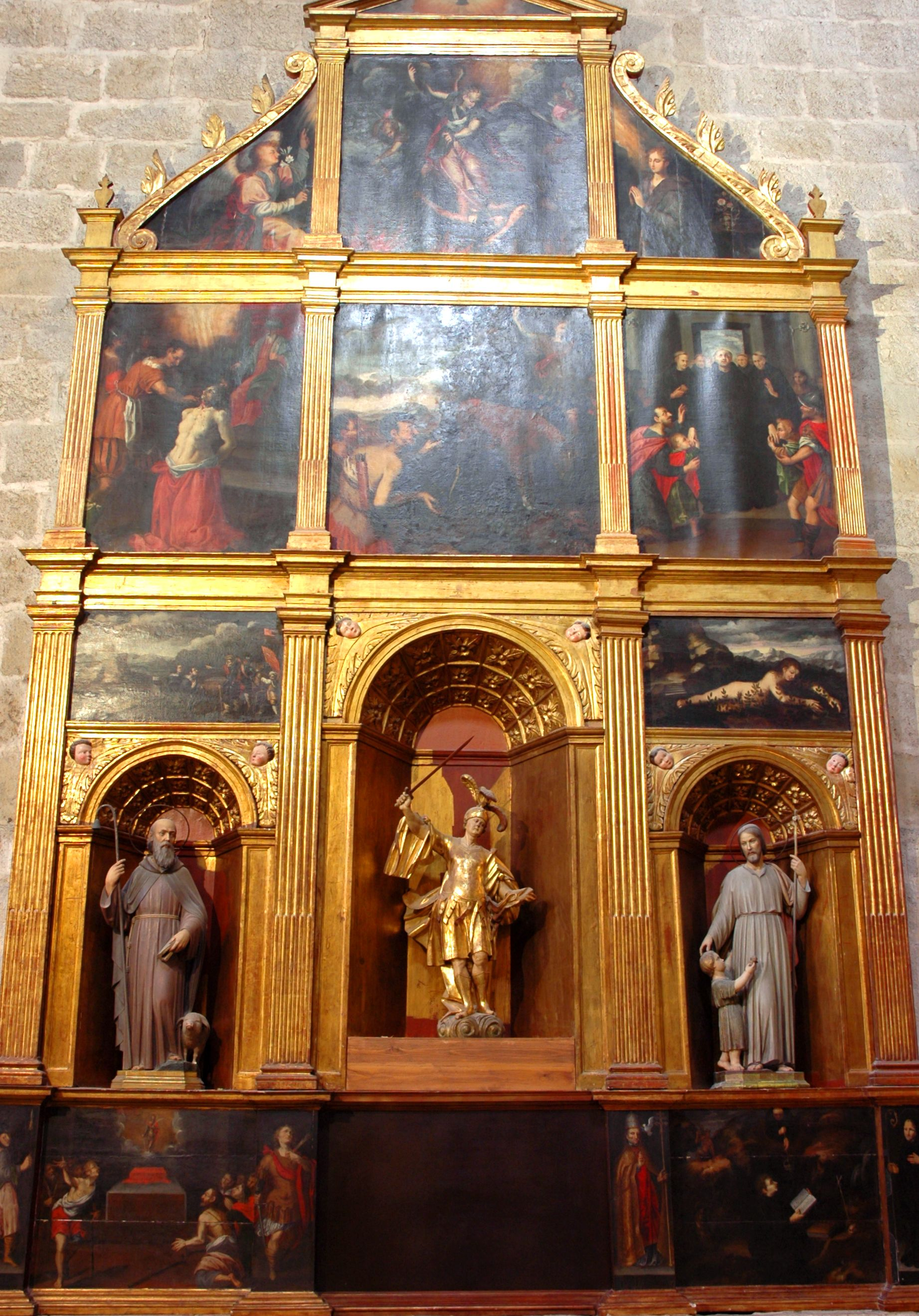
Retaule de Sant Miquel

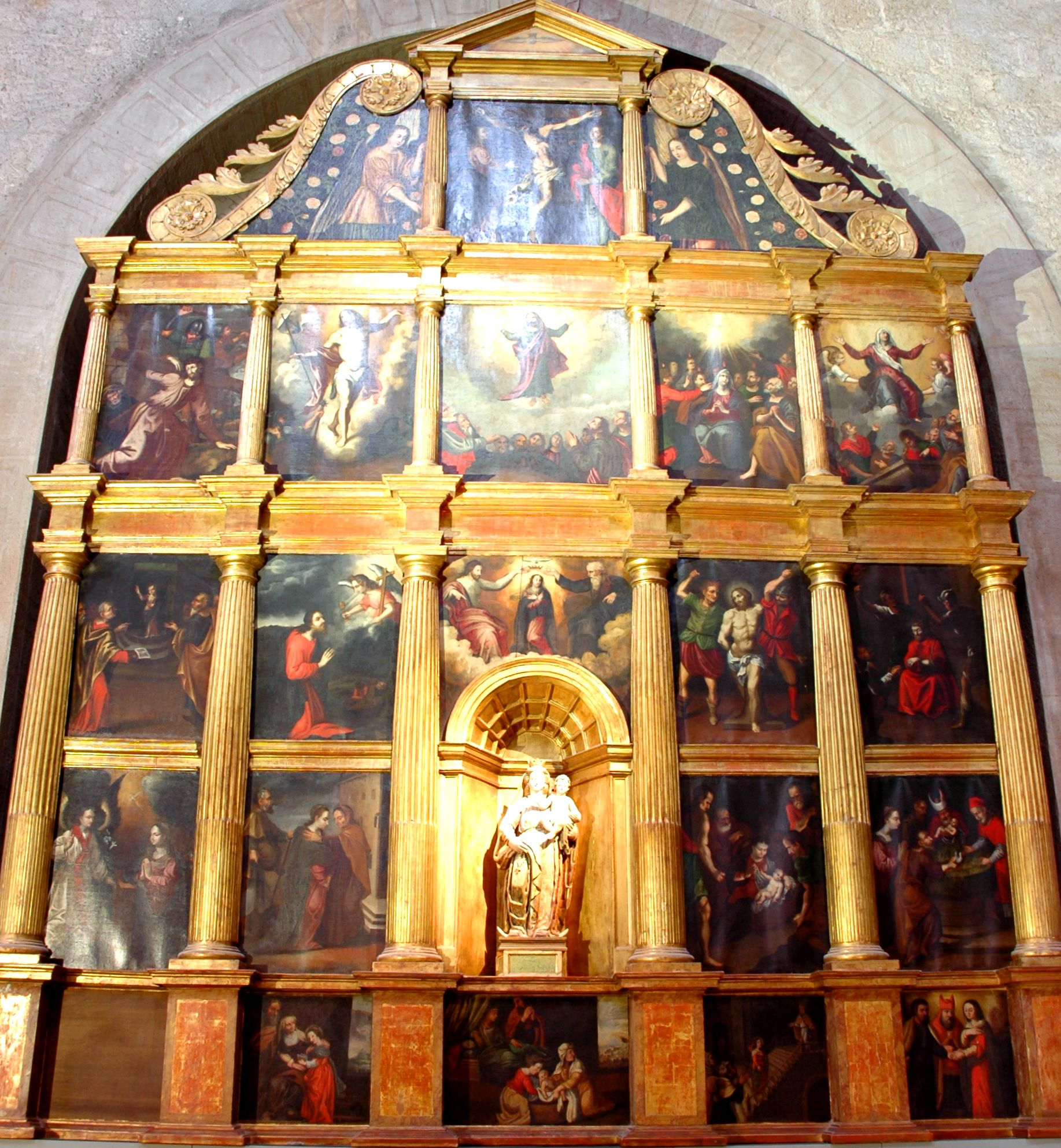
Retaule de la Mare de Déu del Roser

##### Retaule de Sant Miquel
És un retaule renaixentista del segle xvi en el qual es pot veure una imatge de Sant Miquel tota daurada, voltada amb escenes de la vida de sant Plàcid i altres sants benedictins, així com unes imatges modernes de Sant Antoni a l'esquerra i una de Sant Josep a la dreta.

##### Retaule de la Mare de Déu del Roser
És un altre retaule renaixentista del segle xvi en el qual es representa els quinze misteris del rosari. Com l'anterior, és d'autor desconegut.

### Palau abacial

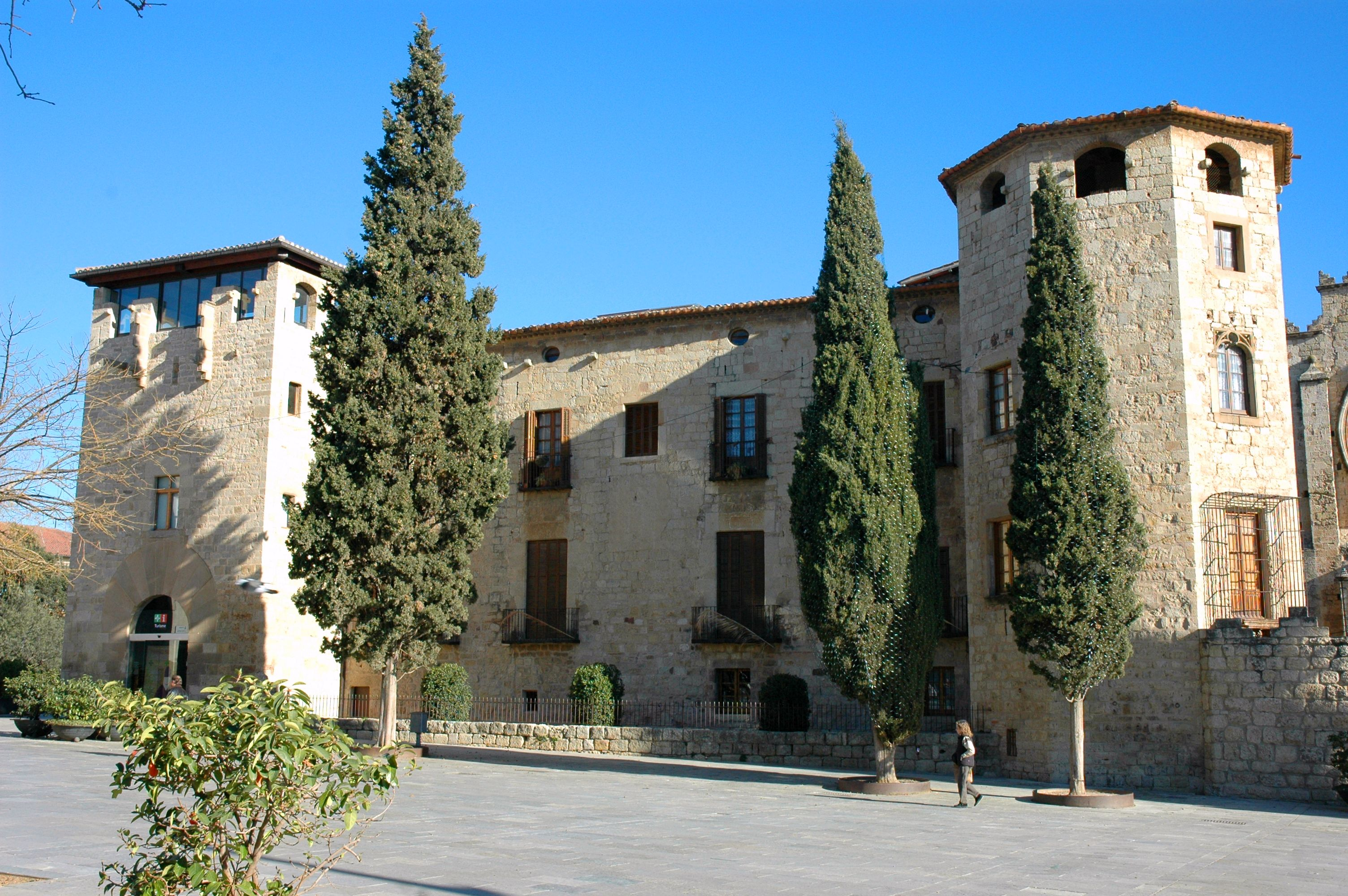
Palau abacial des de la plaça Octavià

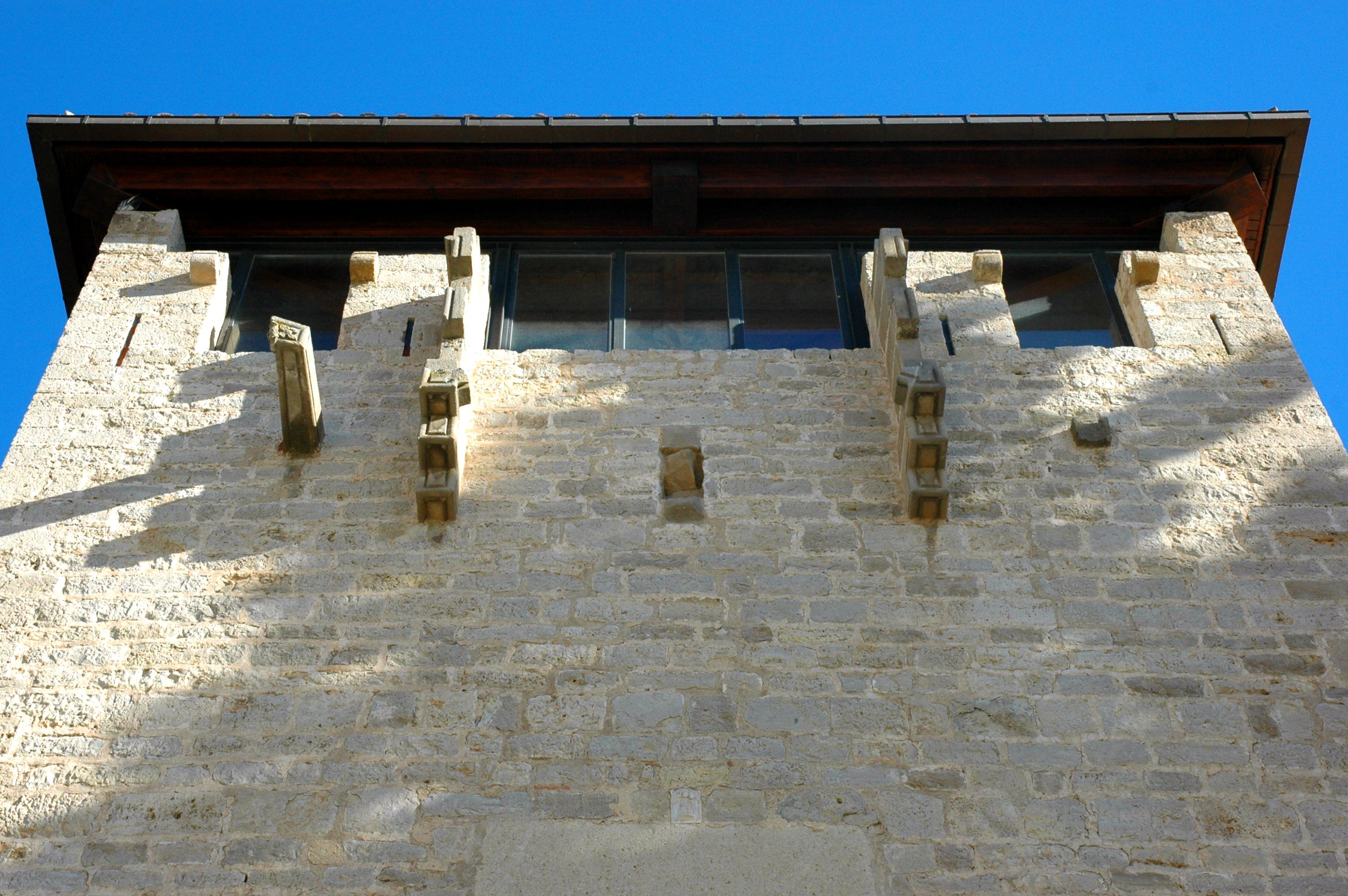
Detall elements defensius a la torre d'entrada, amb els suports del matacà i els merlets convertits en finestres

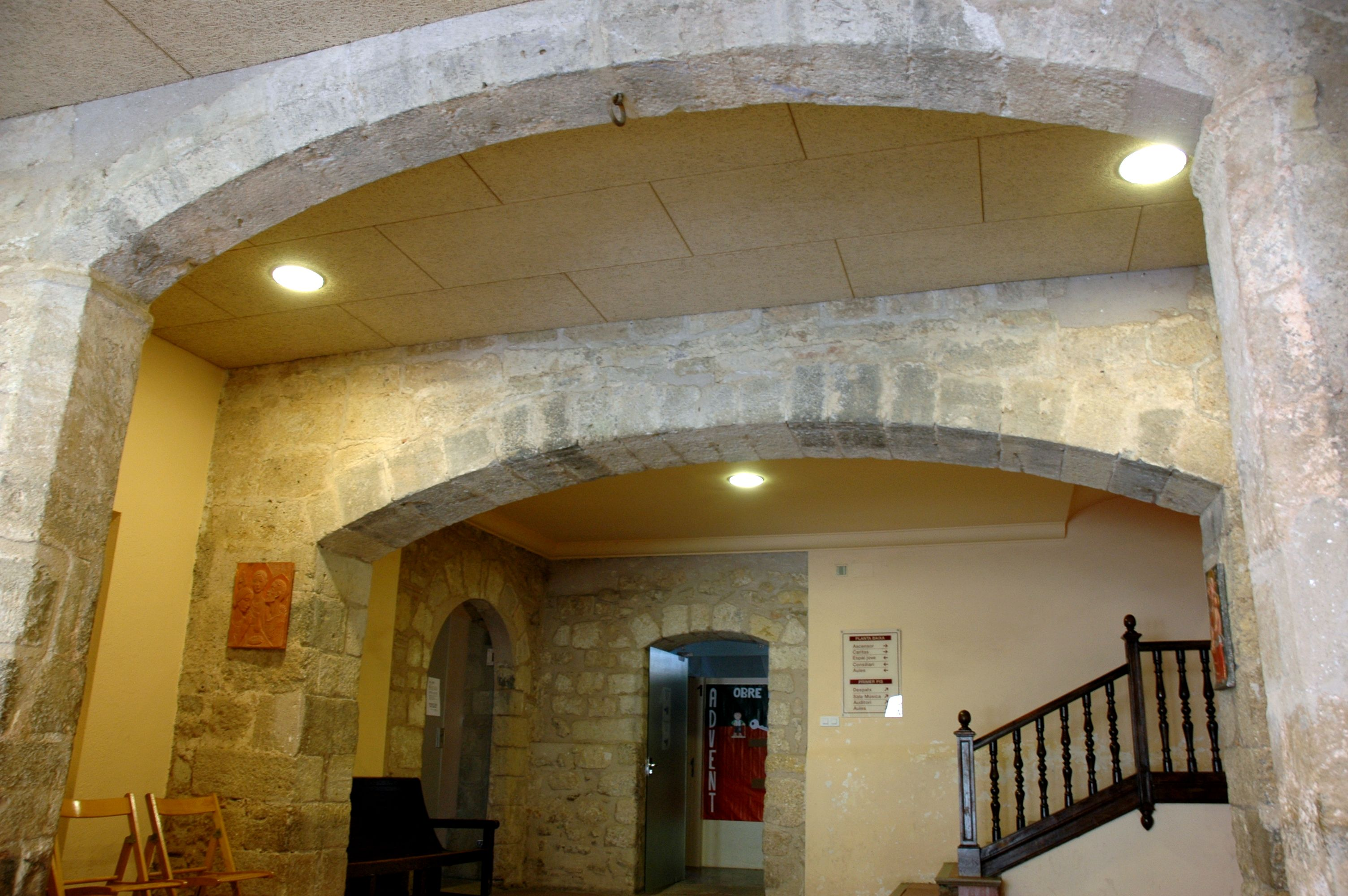
Arcades a la planta baixa

El palau abacial es va edificar al segle xiv aprofitant les restes de part de les torres i muralles que encerclaven l'abadia i al segle xviii es va refer considerablement. Funcionalment, era la casa de l'abat i malgrat el seu aspecte de casa forta, el seu caràcter és auster sense cap detall que demostri luxe. Actualment, és la casa del rector i acull alguns serveis municipals.
A l'exterior encara s'hi poden observar les restes de la construcció defensiva. Concretament, l'anomenada torre d'entrada o torre de l'homenatge conté restes d'un matacà a sobre de la porta adovellada que servia per protegir l'entrada. També són fàcils de detectar les restes dels merlets a la part superior de les façanes, alguns reutilitzats com a finestres. Aquests merlets van acompanyats d'uns blocs de pedra sobresortints que sustentaven uns porticons que protegien els espais entre merlets.
L'interior presenta l'aspecte d'una casa senyorial catalana dels segles xvii-xviii, però hi subsisteixen restes de l'edifici primitiu del segle xiv. Cal destacar dues arcades en una gran sala de l'angle sud-est de la planta baixa que conserven parcialment una decoració pictòrica.

### Muralles

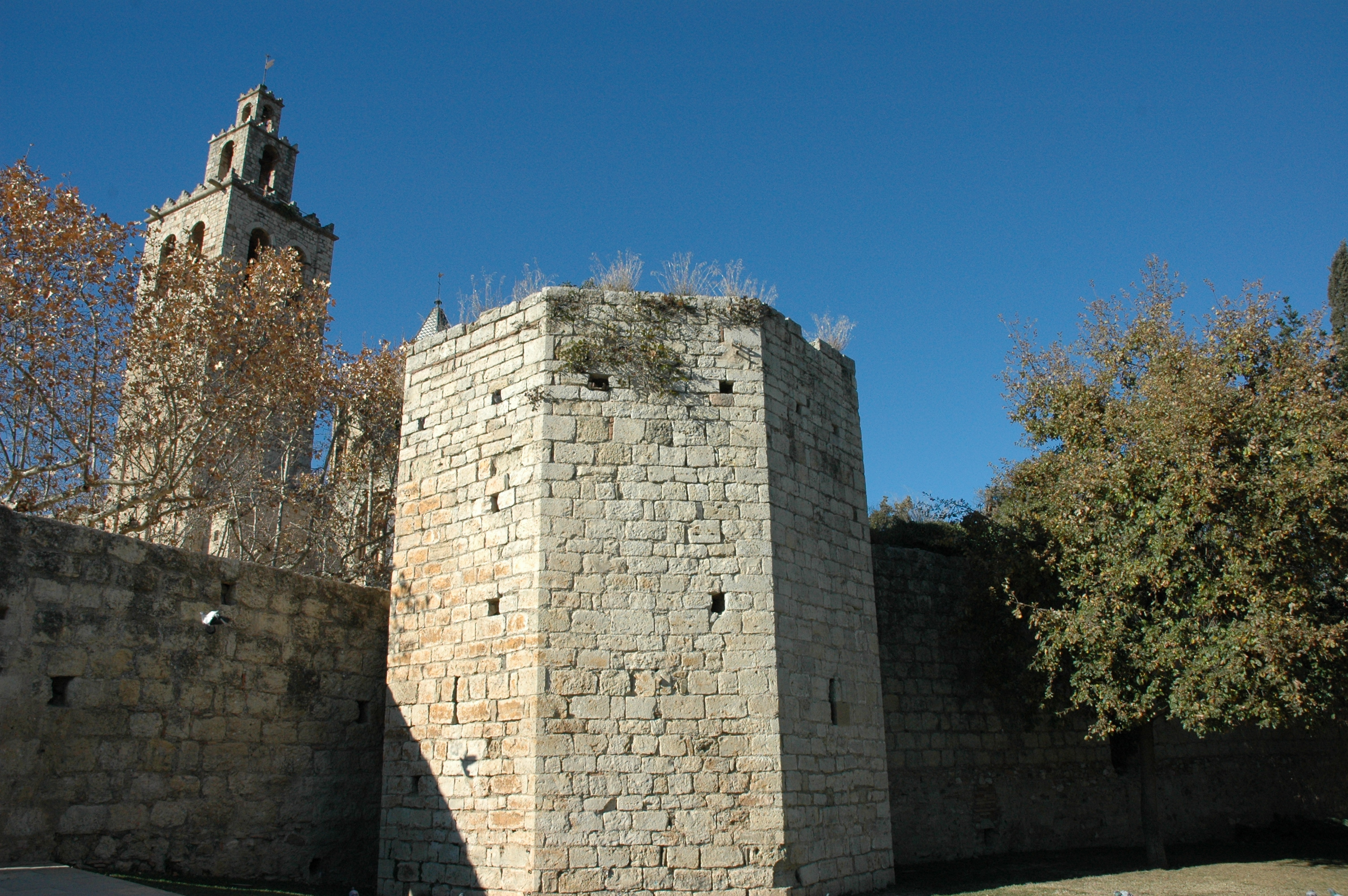
Detall d'una torre de les muralles de llevant

Es conserven restes de les muralles construïdes a finals del segle xiv, època en què les guerres freqüents provocaren la inseguretat pública. Les més ben conservades són les de llevant del monestir a la part de la capçalera i les que formen part del palau abacial.
El mur enfront de la plaça Octavià s'edificà al segle xviii i correspon a un eixamplament de l'anomenat hort de l'abat, que l'abat Eustaquio de Azara (1782-1788) va convertir en jardí botànic.

## El monestir a l'Àlbum Pintoresc
Entre 1878 i 1879 es publica, en entregues mensuals, l'Album Pintoresch-Monumental de Catalunya: aplec de vistes dels més notables monuments i paisatges d'aquesta terra acompanyades de descripcions i notícies històriques i de guies pera que siguin fàcilment visitats, una edició luxosa promoguda per l'Associació Catalanista d'Excursions Científiques. Es tracta d'un volum de gran format il·lustrat amb heliogravats de notable qualitat acompanyats de sengles textos explicatius, escrits per diferents experts en el monument o l'indret descrit. L'Album Pintoresch-Monumental de Catalunya presenta algunes construccions romàniques, comença amb un Prólech signat per Manel Milá y Fontanals i es divideix en vint-i-quatre monografies on catorze experts en els respectius àmbits tracten els llocs. Quatre d'elles es dediquen al monestir de Sant Cugat.

### Façana principal de l'església
Ramon Soriano signa l'apartat «XIII. Sant Cugat del Vallés (Monestir). Façana principal de l'església». Se sorprèn en arribar-hi:
| « | Devallant la serra [de Collserola], s' ovira ja lo monastir de Sant Cugat, que 'ns atrau la atenció fins al arribar á la vila; mes al entrar en la plassa nostre admiració es gran: créyam veure una catedral y 'ns trobem ab una fortalesa; créyam veure finestrals, y rosetons, y estatuas, y arcadas, y campanar... y 'ns trobem ab murallas enmarletadas y torres de refors y de defensa. | » |

Descriu la façana:
| « | en son centre, encara que no seguint ben be lo meteix ege vertical, s' obran la porta y lo rosetó; á la dreta, mes enrera, despunta lo campanar, y sobre tot eix conjunt, com coronantlo, s' eleva lo imponent cimbori. | » |

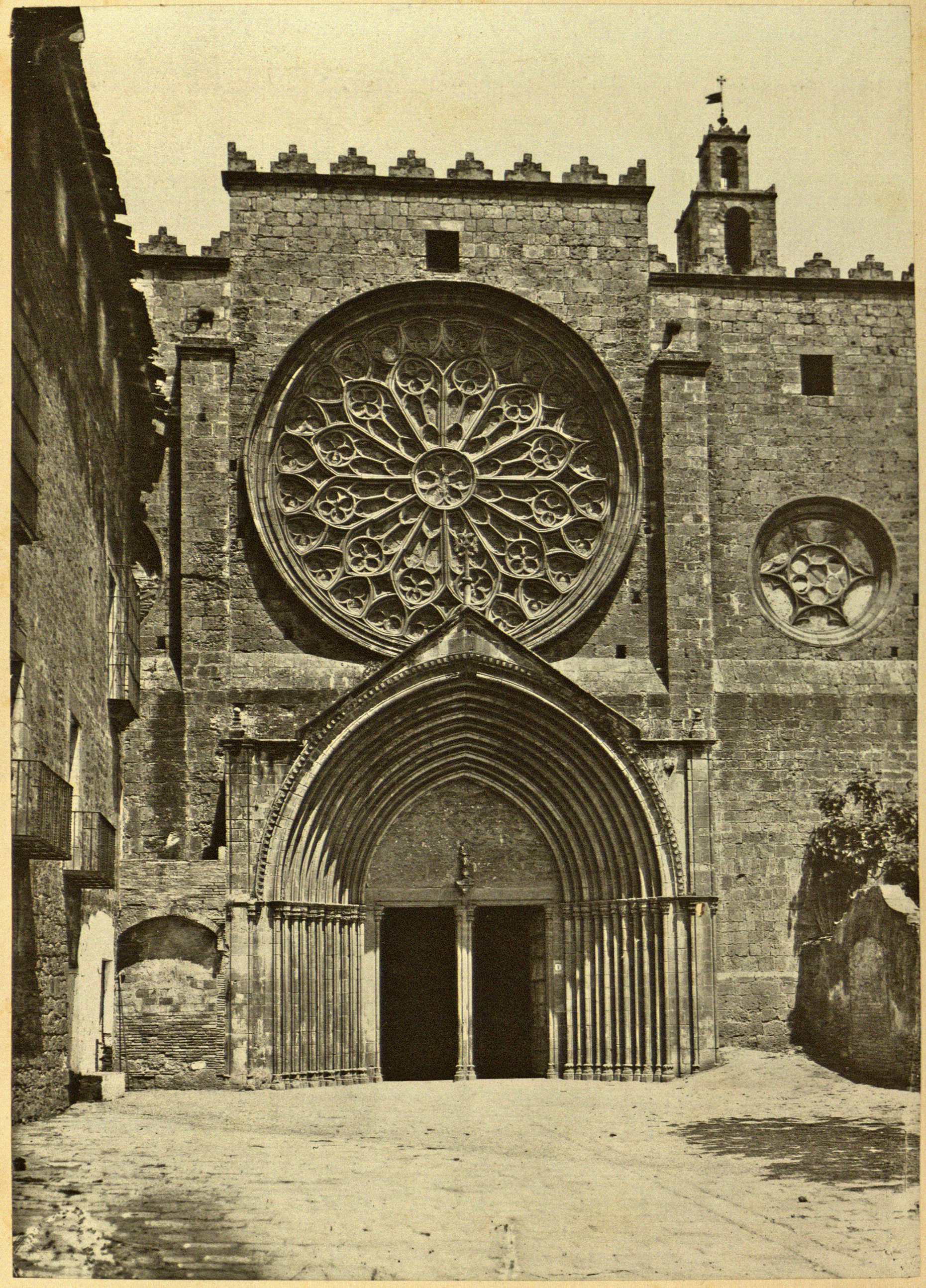
Estampa 8. Façana gòtica de Sant Cugat del Vallès.

Fa unes consideracions sobre la portalada:
| « | Forma la entrada del temple una grandiosa porta en ogiva […] composta per gran número d' archs en degradació, sumament ample, lo que la fa semblar molt menys esbelta de lo que en realitat es. Es tant primitiu l'estil gótich en eixa porta, que á no veure 'ls archs lleugerament apuntats, diriam que es bizantina, y aixis deuría ésser, puix que bizantina es la planta de la esglesia, bizantina sa construcció y bizantins sos detalls […] La severitat es son mellor ornament; son sols adorno, un rengle de fullatge qu' orla son arch. | » |

Finalitza la jornada excursionista:
| « | Pensatius y cap ficats arribarem á la estació [de "Sardanyola"] ahont lo estrident xiulet de la locomotora nos tornará á la realitat del avuy. | » |

### Claustre (Resum històric)
Antoni Aulèstia Pijoan redacta «XV. Monestir de Sant Cugat del Vallés. Claustre (Resúmen histórich)», un dels quatre articles de l'Album Pintoresch-Monumental dedicats al cenobi benedictí, on fa un recull històric del cenobi i refereix alguns dels béns que custodia —pintures, còdexs, llibres, vestidures litúrgiques, etc.:
| « | Deixant pera una altre fulla [la monografia de Domènech i Montaner] 'l parlar de las bellesas artísticas del claustre una de quals alas representa la làmina adjunta, tócans á nosaltres, pera completar lo conjunt descriptiu del monument, explicar en pochs mots sa historia […] La noblesa y antiguetat d' aquesta casa la feu possehedora de grans preciositats en obras d' art, entre ellas la copa ó cráter que 's deya de Carlo Magno de gust purament bizantí. | » |

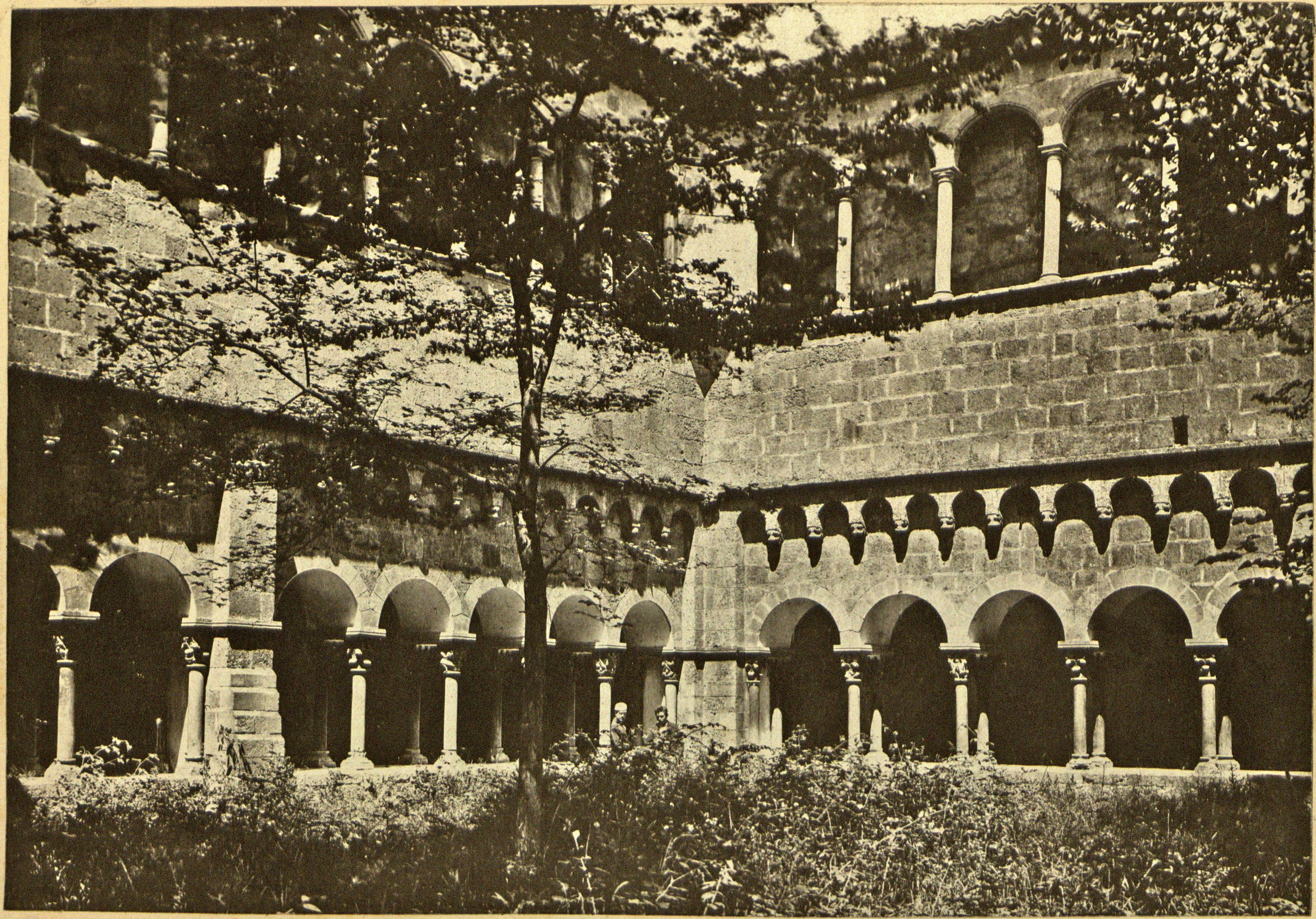
Estampa 10. Claustre de Sant Cugat del Vallès.

Parla del Castrum octavianum ubicat en el lloc del monestir en temps dels romans, d'Almansor, de la restauració romànica i llegeix l'epigrafia del claustre: «HEC EST ARNALLI / SCULTORIS FORMA CATELLI / QUI CLAUSTRUM TALE / CONSTRUXIT PERPETUALE» («Aquesta és la figura de l'escultor Arnau Cadell que tal claustre construí a perpetuïtat»).
| « | La terrible algarada d'Al-Mansur en 985 ocasionà la ruina del cenobí, que no torná á veure á sos antichs habitadors fins que trets los moros, l'abat Otho hi torná á aplegar sos companys […] L' abat Withard son successor, acabá la fábrica del temple actual en la part románica, que sería la posterior ó sia 'l creuer ab son ábside, comensantse desseguida (1013), la construcció del claustre en lo qui treballá un tal Arnau, segons la lápida qu' encar s' hi conserva. | » |

I acaba amb la desfeta del monestir:
| « | A principi d' aquest segle algunas voltas ressonaren en los àmbits d' aquell alberch de pau los remors de las bregas ab los francesos invassors […] Alguns anys mes tart en 1835, lo que no havia fet l'extranjer ho feren los fills de la terra, y 'l Monastir sufrí la deplorable sort dels altres principals de Catalunya, víctimas del incendi y la ruina. Per fortuna queda encara avuy la major part del conjunt del vell edifici, en especial, la iglesia, dedicada al cult, y 'l claustre, una y altre admiració del viatjador. | » |

### «Sant Cugat del Vallés (Monastir). Iglesia»
Jacint Torres i Reyató compon el text «XXI. Sant Cugat del Vallés (Monastir). Iglesia» on repassa els elements arquitectònics:

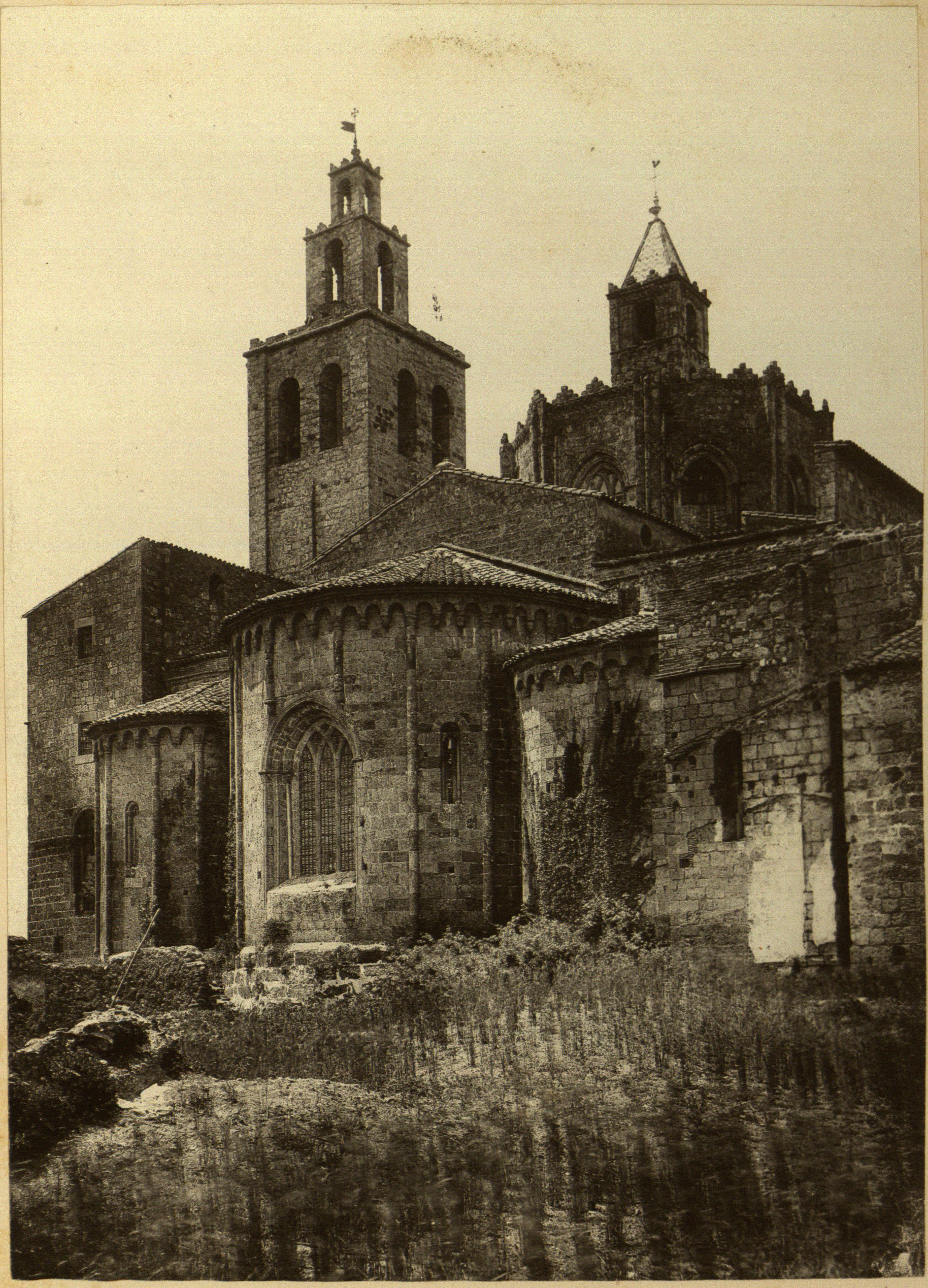
Estampa 16. Sant Cugat del Vallès.

| « | Constituheixen la iglesia, derivació de la basílica llatina, los tres ábsides, major lo central; una nau transversal que 'ls separa del creuher, lo creuher ó transeptum, la sagristia y cuatre naus […] Los tres ábsides, lo crehuer y 'l campanar, situat en l'extrem Sur d' aquest, pertanyen al segle xi; essent las mes antiguas d' aquestas construccions, lo campanar y l' ábside que hi ha á ma dreta del major, com ho denota sa part exterior mes sencilla que la dels altres dos ábsides [...] » Sobre 'ls quatre archs torals del creuher s' assenta l'octogonal cimbori que, per las ojivas lleugerament apuntadas de sas finestras, per las arcaturas entrellassadas que 'l coronan exteriorment y 'ls senzills contraforts, que 'l reforsan, indica bè 'l período arquitectónich de transició en que fou construhit (segle xii); atenent á que en sa part interna conserva encara del románich alguns importants detalls, com son principalment las columnas ab sos capitells y bases qu' aguantan los nervis de sa volta y 'Is modillons que las sostenen. Perteneix també á aquest período la finestra en ojiva del ábside major [...] » Las voltas de las naus, es à dir, desde 'l creuher á la paret de la fatxada principal, son de la segona mitat ó de últims del segle xii, com ho indican sos nervis, consistents en tres baquetons reunits paralelament de modo que 'l central sobresurt als dos restants, y las arxivoltas senzillas ó de secció rectangular. | » |

Segueix:
| « | Lo gran rosetó de la fatxada está obert frente la nau major y pertany al período en que es desarrolla la arquitectura nomenada gótica radial (segle XIV) […] La porta de entrada sota 'l rosetó, pertany al anomenat gótich primari (segle xiii). En lo tros de paret que medía entre aquesta porta y 'l bautisteri, hi ha arrimat un altar qual frontal fou construït en la primera mitat del segle xi, manifestant per sas esculturas ben impresa en ell l'influencia de l'escola bisantina. Una d' ellas, posada al centro, representa una Verge assentada tenint son Fill á la falda, rodejada d' una aureola pròximament oval ó siga en forma de gra d' ordi tancat en un enquadrament en quals espays angulars hi ha las alegorías dels quatre evangelistas. Segurament fou aquest lo frontal pera qual construcció lo compte Armengol d' Urgell apellidat lo Cordobés, en son testament fet en l'any 1010, lega á aquest monastir trenta unsas d' or. | » |

Fa referència als temps en què «'ls prelats vestían alternativament l'hàbit religiós y 'l trajo guerrer»
| « | Lo cop de vista mes pintoresch pera 'l qui visita aquest monastir, es sens dubte lo monumental conjunt que ofereix la part posterior de sa iglesia. Fidel trassumpto d' aquells temps en que 'ls prelats vestían alternativament l' hàbit religiós y 'l trajo guerrer, deixant ab freqüència d' abrassar la creu pera empunyar l'espasa quant aquella era insuficient pera senyalar un limit á las ambicions dels senyors feudals ó á las invasions dels sectaris de la mitja lluna; se veu en ell en primer terme lo apacible misticisme que revela la macissa fábrica dels tres ábsides ab sas estretas finestras románicas, gelosas de que la llum penetre per ellas, amigas de la obscuritat que regna á dins del santuari y que inspira tranquila meditació; contrastant singularment ab lo bélich aspecte de que fan gala lo cimbori y lo campanar coronats de marlets, mes alt aquest que aquell y que, robust y colrat, s' aixeca ab la arrogancia y serenitat del vell centinella que protegeix oportunament ab sos tochs d' alarma lo casal confiat á sa vigilancia. | » |

I finalitza amb un retret, referent a un retaule del segle xiv conservat a l'església del qual ningú en gaudeix, ja que no s'hi fan misses:
| « | qu' es mòlt de doldre lo que no celebrantshi may las augustas ceremonias del culto cristià, se vegin privats de tributarli 'l seu en algun dels principals museos tots los amants de las bellas arts. | » |

### Sant Cugat del Vallés (Monestir). Claustre
Lluís Domènech i Montaner escriu la monografia «XXIII. Sant Cugat del Vallés (Monestir). Claustre». De fet, va ser l'únic arquitecte d'entre els autors de l'Album Pintoresch-Monumental. Comença el seu article amb impressions romàntiques sobre la idoneïtat arquitectònica i espiritual dels claustres romànics:
| « | Lo brugit del mon s' estrella contra la forta muralla que 'ls enclou, y si per cas hi penetra es elevant sas vibracions en l'ayre passantlas per sobre la reclosa galeria y deixantlas caure com reflectadas y amansidas per las serenas regions superiors [... on] l' home pensador debía trobarhi sempre un medi apropósit, ple de suau y serena calma, pera esmortehir sas passions y sos dolors, ó animar sos defalliments convidantlo á consoladora meditació. | » |

Presenta descripcions referents a l'àmbit arquitectònic del claustre del monestir:
| « | Cada un dels costats está format, com los dels claustres de Ripoll, per quinse archs sostinguts per columnas acobladas ab un abach comú; á cada tirada de cinch archs correspon un matxó contrafort, que junt ab los dels ánguls donan estabilitat á la galería baixa. | » |

Parla dels elements principals:
| « | Lo claustre enclou un verdader tresor en sos capitells que mereixen lo més detingut estudi, ja per sa general bellesa, ja per la genealogía de sas formas, ja per lo simbolisme de son bestiari, ó ja per las escenas que representan. | » |

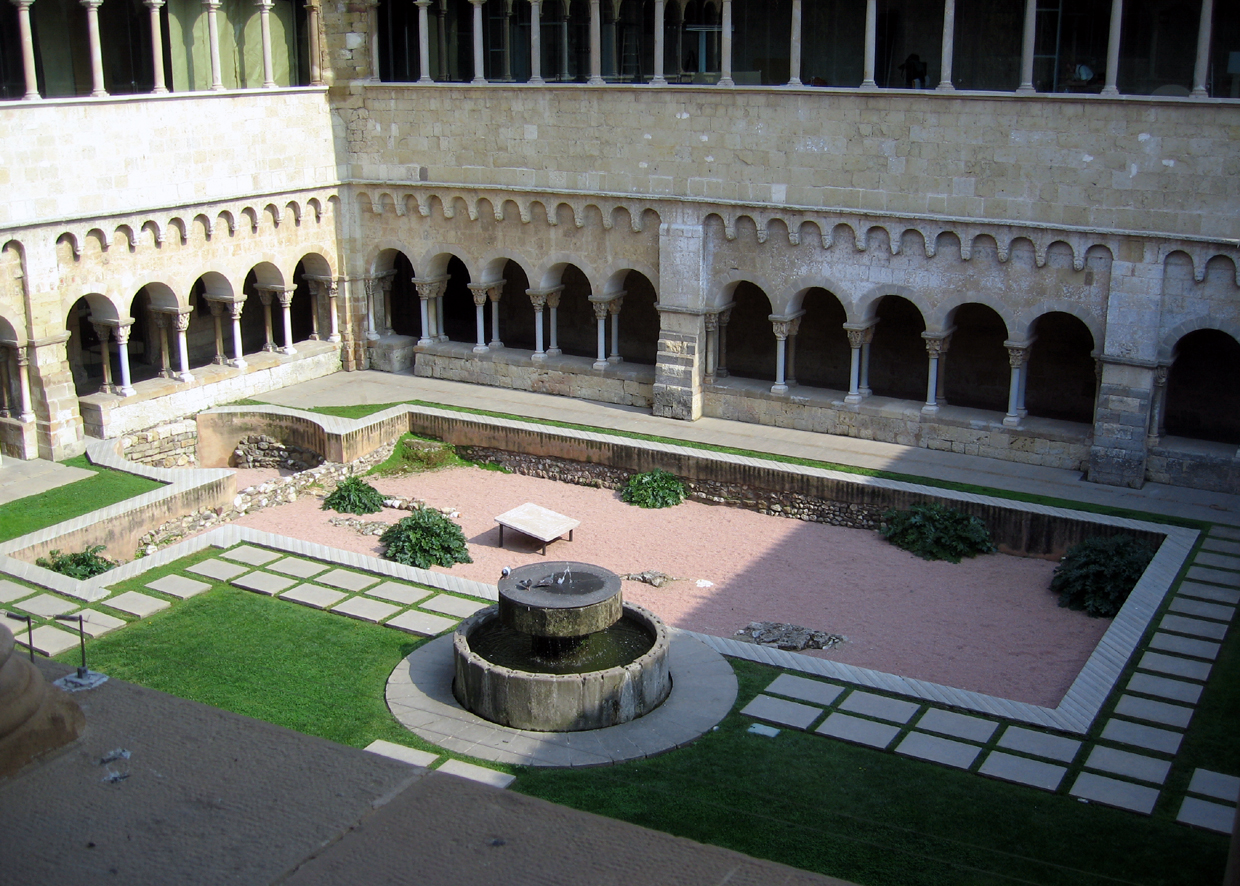
Arcuacions de la galeria est i dues de la sud; al centre del claustre s'observa la planta de l'església visigòtica precedent.

Defineix el detall artístic del «verdader tresor»: 
| « | Per lo general los elements de la flora ornamental, son las fullas de cinch puntas esquinsadas, ab nirvis y tronchs perlejats, formant llasserías y las fullas cordiformes ab dits transversals, tenint també tronchs entrellassats dels quals penjan rahims ó fruyts. | » |

El bestiari, amb animals reals i «fantástich-simbólichs»:
| « | La fauna real y la fantástica están representadas en los capitells del monastir per los següents animals que 's distingeixen perfectament; la 1a pe 'l lleó, lo caball, lo gos, lo bou, 'l senglá, 'l moltó, l'ovella, la llebra, la serp, lo gall, alguna au de rapinya y peixos; y la fantástica está representada per l' ybex, l'ichneumon, lo griu ó grifo, 'l drach, la sirena, 'l centaure y l'arpía. | » |

Descriu en quines actituds es presenten més sovint els diferents éssers:
| « | L'ybex, au semblant á las gallináceas y sancudas, pero ab cap més robust que aquellas, se troba marxant sobre 'l collarí dels capitells, formant grupos entortolligats, picant sobre rahims, fullas ó fruyts y mossegantse ab sos iguals. | » |

Fa una relació sistemàtica dels capitells historiats descrivint-los acuradament:
| « | Los capitells historiats sense ornamentació, ascendeixen á una vintena y representan los següents assumptos: [...] - 2n [capitell 2n]. Escena de tres figuras molt rompudas, una d' home dormint ó meditant, y un altre conversant ab una dona (la Verge santa potser), y mostrantli un objecte que está romput. L' assumpto deu estar relacionat ab la fundació del monastir, (13é interior, nort). [...] - 4t. Grupo de guerrers, un rey ó príncep té sota sos peus un home al qui fereix ab una llança, (2n interior, claustre de migdia). [...] - 10é. Miracle dels pans y 'ls peixos expressat ab suma sensillesa. (10è interior, del mateix claustre). [...] - 20é. Figuras de ropatje talar cap per avall, apoyadas de mans en lo collarí, aparentant sostenir ab los genolls los ánguls del abach del capitell, entremitx altres figuras tocant la butsina y uns altres instruments de percussió. (8é interior, del mateix claustre). | » |

Els divideix en tres tipus:
| « | Capitells purament ornamentals de forma derivada de la corintia-romana; capitells ornamentals de forma análoga al escafoide; uns ab fullatje y entrellassats tronchs, altres ab aquestos elements combinats ab figuras d' home y d' animals fantástichs ó reals; y, finalment, los capitells representan assumptos bíblichs, ab los quals están combinadas formas arquitectónicas, molt semblants en tots. | » |

Intenta determinar la data d'execució del claustre:
| « | No podem creure, com s'assegura, que la galería baixa pertanye als primers anys del segle xi. La disposició general, la proporció y dibuix dels capitells, l'estil de la primorosa escultura, las sábias composicions ornamentals ab son bestiari simbólich, ab sos fullatjes y trenadas cintas perlejadas, los dobles abachs ab l'inferior dentillonat; lo ardit del treball, furgant per sota dels elements ornamentals esculpits, deixantlos com qui diu montats al ayre, y més que res, los trajos de la época representats en algun dels historiats capitells, nos obliga casi á assegurar que sia un altre 'l claustre á que tals documents se refereixen y que aquest es del segle xii ben avansat. | » |

- Rentament de peus de Crist als apòstols
- Psicomàquia o triomf de les virtuts sobre els vicis
- Cicle de la infància de Crist: la nativitat de Jesús.

Finalitza fent consideracions respecte al seu estat d'abandó i formulant una desiderata: «Valdria la pena de fer una extensa i completa monografia d'aquest monument». En el seu article de l'Àlbum Pintoresc-Monumental, Domènech especifica indicacions per al gaudi del monument:
| « | L' heliografía qu' acompanya pot donar idea dels tipos [de capitells] indicats, pero es menester contemplarlos sobre 'l natural pera convencers del grau d' avens en la composició, en lo dibuix y en la escultura á que habían arribat los autors del claustre de Sant Cugat. | » |

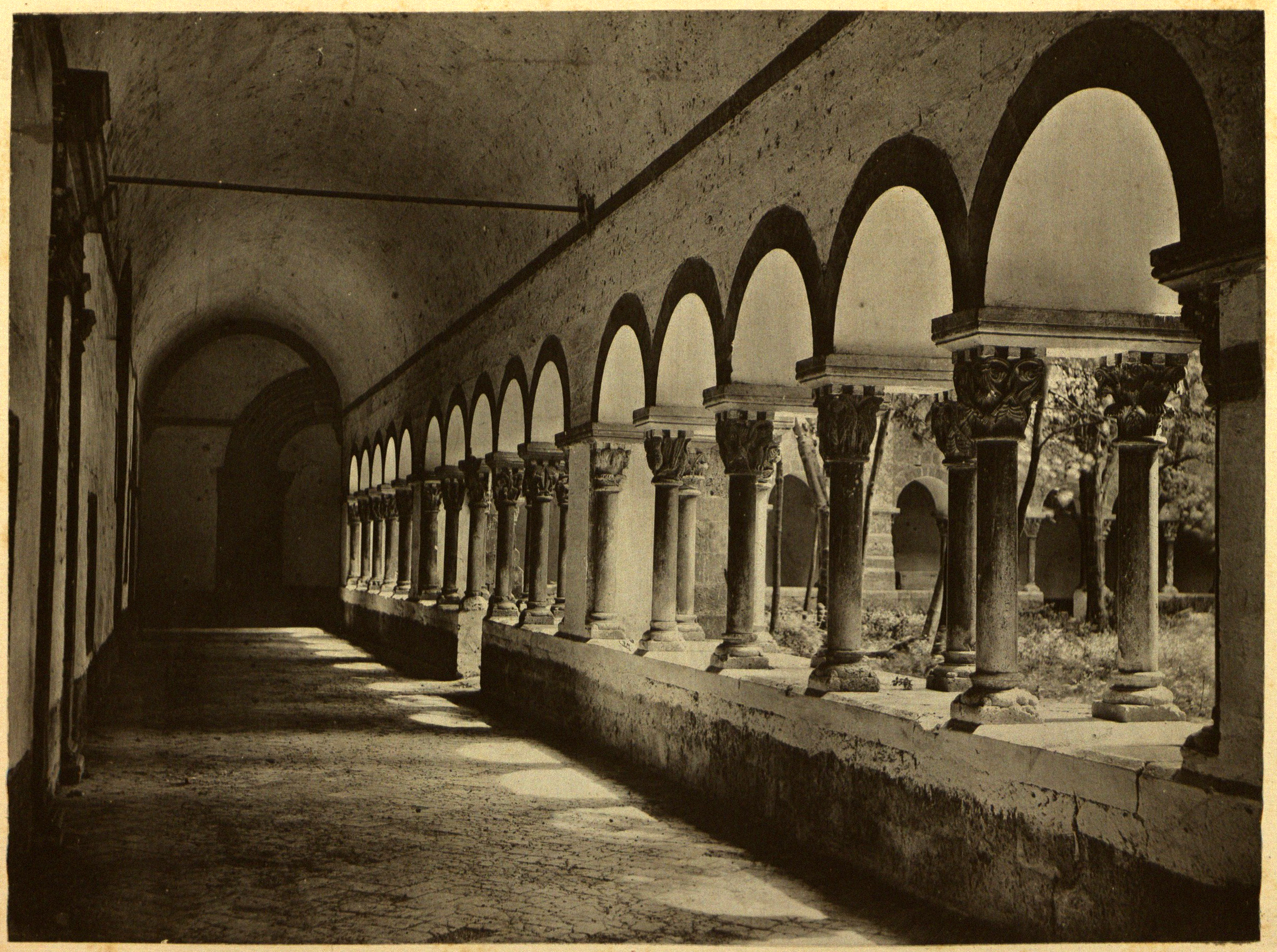
Estampa 18. Claustre de Sant Cugat.

I, comparant-lo amb altres claustres europeus, argüeix:
| « | Lo claustre del monastir de Sant Cugat del Vallés, pertany á aquella valenta brotada de nostra arquitectura que bé 's pot dir la posá á primera fila entre la de totes sas vehinas. | » |

Responent al fet que l'escrit de Domènech es presentava amb una longitud superior a la resta, el doble de la mitjana, la Comissió de Publicació el publica amb la següent nota: «Atenent a la índole especialment descriptiva de la precedent monografia, la Comissió de Publicació no ha dubtat en concedir-li més espai de lo acostumat.»